# ФК «Спартак» Москва в сезоне 2024/2025
Сезон 2024/2025 годов стал для футбольного клуба «Спартак» (Москва) 103-м в его истории. Команда приняла участие в 33-м чемпионате страны и в 33-м розыгрыше Кубка России.

## Стадион

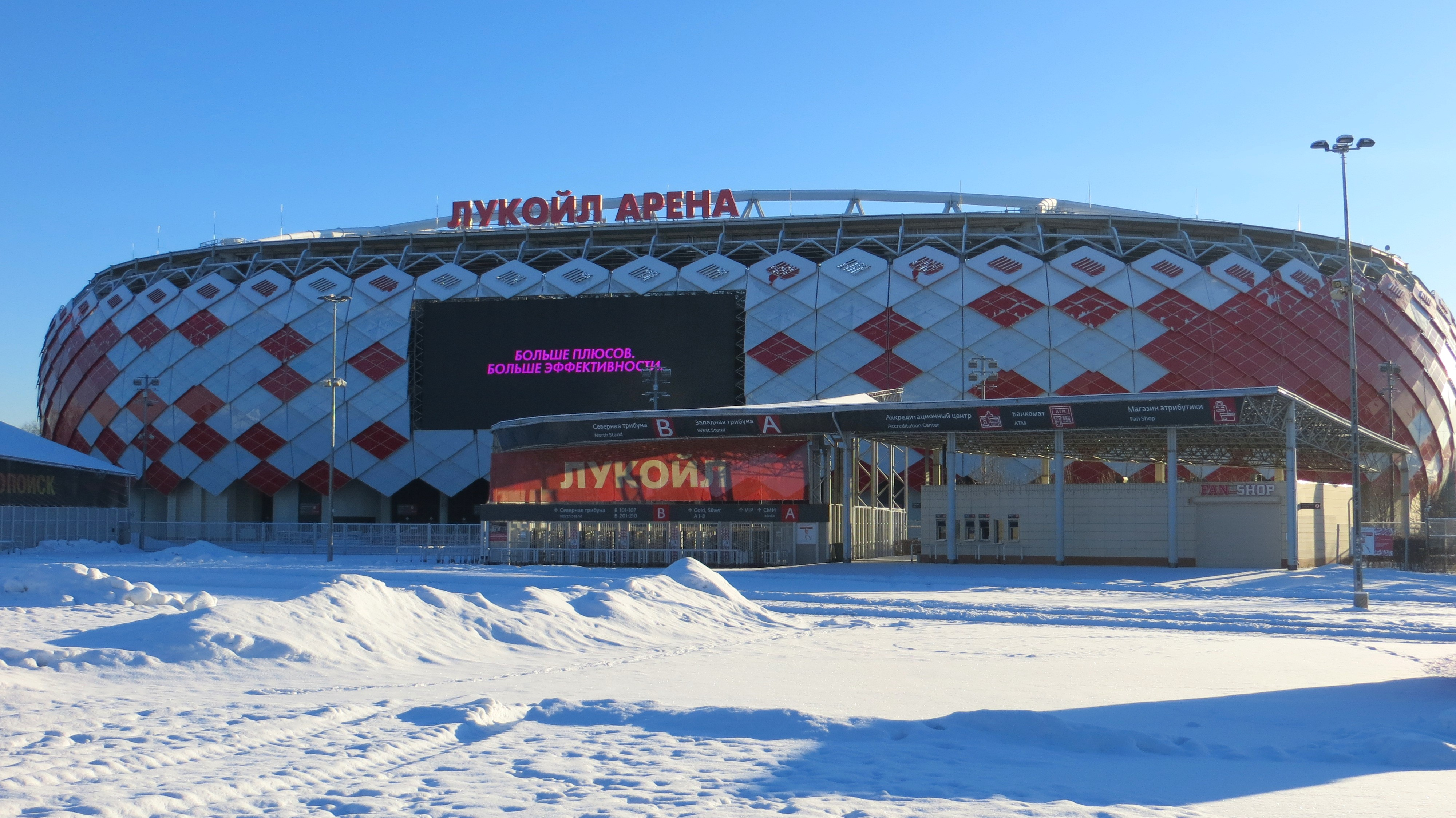
«Лукойл Арена» — домашний стадион «Спартака»

Домашним стадионом «Спартака» начиная с 2014 года является «Лукойл Арена», находящаяся в районе Покровское-Стрешнево, вместимостью 45 496 зрителей, на ней «Спартак» проводит все свои домашние матчи. Стадион имеет 4-ю категорию УЕФА.
Молодёжный состав «Спартака» с 2010 года проводит все свои домашние матчи на стадионе академии ФК «Спартак» имени Ф. Ф. Черенкова, находящийся в Сокольниках, вместимостью 3077 зрителей. Стадион имеет искусственное покрытие.

## Хронология сезона
- 16 мая 2024 года московский «Спартак» объявил о том, что 45-летний сербский специалист Деян Станкович станет новым главным тренером команды начиная с сезона 2024/25, а контракт со специалистом будет подписан на два года[2]. В тренерский штаб Станковича вошли: ассистенты Ненад Сакич и Вадим Романов, тренер вратарей Пьерлуиджи Бривио, тренер по физической подготовке Федерико Паннончини и аналитик Винченцо Сассо. Кроме того, работу в штабе продолжили тренеры по физической подготовке Александр Зайченко и Амадор Санчес, тренер вратарей Александр Мельников, аналитики Даниил Баженов и Андер Карбахо[3].
- 21 июля 2024 года «Спартак» провёл свой первый матч в сезоне под руководством Станковича, в котором команда уступила «Оренбургу» со счётом 0:2[4]. Станкович стал пятым подряд тренером «Спартака», не сумевшим победить в своём дебютном матче в клубе[5].
- 23 июля 2024 года спортивный директор «Спартака» Томаш Амарал объявил о том, что нападающий команды Александр Соболев отстранён от тренировок с первой командой по решению клуба[6], с которым перед началом сезона 2024/25 в прессе появлялась информация о возможном переходе в петербургский «Зенит»[7][8]. Впоследствии, 30 августа 2024 года, Соболев перешёл в стан петербургского клуба[9].
- 31 июля 2024 года в матче 1-го тура группового этапа Кубка России «Спартак» разгромил московское «Динамо» (3:0)[10], а 5 августа 2024 года в матче 3-го тура чемпионата России разгромил самарские «Крылья Советов» (3:0), одержав тем самым две крупные победы подряд впервые за два года[11].
- 14 августа 2024 года «Спартак» в гостевом матче 2-го тура группового этапа Кубка России обыграл самарские «Крылья Советов» (3:0), команда продлила свою серию без пропущенных мячей до четырёх матчей, подобная серия стала для «Спартака» первой за восемь лет[12].
- 18 августа 2024 года команда в домашнем матче 5-го тура чемпионата России обыграла воронежский «Факел» (3:0), для «Спартака» этот матч стал третьим подряд в чемпионате России, в котором команда не пропустила мячи в свои ворота, подобная серия стала первой с лета 2018 года для клуба[13]. Также спартаковцы под руководством Станковича одержали четыре крупные победы в семи стартовых матчах сезона — единственный раз такое удавалось тренеру «Спартака» Олегу Романцеву в 1989 году[14].
- 31 августа 2024 года «Спартак» в меньшинстве одержал победу над «Рубином» (1:0) в матче 7-го тура чемпионата России. Команда сыграла на ноль в пяти матчах РПЛ подряд — лучшая сухая серия с 1998 года, когда было семь сухих матчей подряд[15]. Также «Спартак» ни разу не пропустил дома в четырёх матчах в РПЛ при Деяне Станковиче, серб стал первым тренером с четырьмя сухими домашними матчами подряд в чемпионате России на старте работы в «Спартаке»[16].
- 22 сентября 2024 года «Спартак» сыграл вничью с московским «Динамо» (2:2), продлив беспроигрышную серию в столичных дерби до 14-ти матчей — это лучший результат для клуба с 1995 года[17].
- 2 ноября 2024 года «Спартак» впервые с сезона 2016/17 обыграл московский ЦСКА в гостях, выиграв со счётом 2:0[18].
- 23 ноября 2024 года «Спартак» впервые забил московскому «Локомотиву» (5:2) пять мячей в рамках чемпионата России[19], а нападающий клуба Манфред Угальде оформил покер, став первым игроком «Спартака», забившим четыре мяча в матче чемпионата России[20].
- 1 декабря 2024 года «красно-белые» в матче 17-го тура чемпионата России обыграли «Краснодар» (3:0) в гостях впервые с июля 2022 года[21], также «Спартак» нанёс первое поражение «быкам» в сезоне 2024/25 в РПЛ[22]. Обыграв «Краснодар», «Спартак» впервые с 2017 года одержал пять побед подряд в РПЛ[23], победив в них с общим счётом 16:2[24]. Для «Спартака» данная разгромная победа стала девятой за сезон во всех турнирах, что случилось впервые в XXI веке[25]. Также «красно-белые» впервые с 2009 года одержали три подряд разгромные победы в чемпионате России[26].
- 7 декабря 2024 года «Спартак» в матче 18-го тура чемпионата России одержал победу над «Пари Нижним Новгородом» (3:0). Эта победа стала для клуба четвёртой подряд в РПЛ с крупным счётом, тем самым «красно-белые» повторили рекорд лиги[27]. Также «Спартак» впервые в XXI веке одержал десятую разгромную победу за сезон[28]. В шести матчах РПЛ команда забила 19 мячей, пропустив при этом два мяча[29].
- 7 февраля 2025 года «Спартак» объявил о переходе Ливая Гарсии из греческого клуба АЕК[30]. Сумма трансфера составила 18,7 миллионов евро, таким образом, тринидадец стал самым дорогим трансфером в истории клуба[31].
- 2 марта 2025 года «Спартак» в матче 19-го тура чемпионата России обыграл «Оренбург» (2:0), тем самым впервые в XXI веке одержав семь побед подряд в чемпионате России[32]. Также «Спартак» установил новый клубный рекорд по сухим матчам после 19 туров сезона в Премьер-лиге, проведя 12-й сухой матч в сезоне[33]. Также команда впервые с 2020 года выиграла первый матч после зимней паузы[34].
- 16 марта 2025 года в матче 21-го тура чемпионата России «Спартак» обыграл петербургский «Зенит» (2:1) благодаря дублю Кристофера Мартинса, эта победа стала первой над петербургским клубом с 2017 года[35].
- 6 апреля 2025 года «Спартак» в гостевом матче 23-го тура чемпионата России обыграл «Ростов» (3:0) и установил новый клубный рекорд по количеству крупных побед за сезон в ХXI веке, одержав восьмую крупную победу в сезоне[36]. Также «Спартак» установил клубный рекорд по сухим матчам после 23 туров, сыграв 14 раз в сезоне на ноль[37].

## Состав

### Основной состав
| 1  | Флаг России     | Вр  | Илья Помазун         | 1996 |  |  |  |  |  |
| 16 | Флаг России     | Вр  | Александр Довбня     | 1987 |  |  |  |  |  |
| 98 | Флаг России     | Вр  | Александр Максименко | 1998 |  |  |  |  |  |
|    |                 |     |                      |      |  |  |  |  |  |
| 2  | Флаг Молдовы    | Защ | Олег Рябчук          | 1998 |  |  |  |  |  |
| 4  | Флаг Парагвая   | Защ | Алексис Дуарте       | 2000 |  |  |  |  |  |
| 6  | Флаг Сербии     | Защ | Срджан Бабич         | 1996 |  |  |  |  |  |
| 14 | Флаг Суринама   | Защ | Миенти Абена         | 1994 |  |  |  |  |  |
| 23 | Флаг России     | Защ | Никита Чернов        | 1996 |  |  |  |  |  |
| 29 | Флаг Португалии | Защ | Рикарду Мангаш       | 1998 |  |  |  |  |  |
| 82 | Флаг России     | Защ | Даниил Хлусевич      | 2001 |  |  |  |  |  |
| 97 | Флаг России     | Защ | Даниил Денисов       | 2002 |  |  |  |  |  |
|    |                 |     |                      |      |  |  |  |  |  |
| 5  | Флаг Аргентины  | ПЗ  | Эсекьель Барко       | 1999 |  |  |  |  |  |
| 7  | Флаг Аргентины  | ПЗ  | Пабло Солари         | 2001 |  |  |  |  |  |

| 8  | Флаг Бразилии           | ПЗ  | Маркиньос              | 1999 |  |  |  |  |  |
| 18 | Флаг России             | ПЗ  | Наиль Умяров           | 2000 |  |  |  |  |  |
| 19 | Флаг Парагвая           | ПЗ  | Хесус Медина           | 1997 |  |  |  |  |  |
| 22 | Флаг России             | ПЗ  | Михаил Игнатов         | 2000 |  |  |  |  |  |
| 25 | Флаг России             | ПЗ  | Данил Пруцев           | 2000 |  |  |  |  |  |
| 35 | Флаг Люксембурга        | ПЗ  | Кристофер Мартинс      | 1997 |  |  |  |  |  |
| 47 | Флаг России             | ПЗ  | Роман Зобнин (капитан) | 1994 |  |  |  |  |  |
| 56 | Флаг России             | ПЗ  | Никита Массалыга       | 2007 |  |  |  |  |  |
| 68 | Флаг России             | ПЗ  | Руслан Литвинов        | 2001 |  |  |  |  |  |
| 77 | Флаг ДР Конго           | ПЗ  | Тео Бонгонда           | 1995 |  |  |  |  |  |
|    |                         |     |                        |      |  |  |  |  |  |
| 9  | Флаг Коста-Рики         | Нап | Манфред Угальде        | 2002 |  |  |  |  |  |
| 11 | Флаг Тринидада и Тобаго | Нап | Ливай Гарсия           | 1997 |  |  |  |  |  |

### Молодёжный состав
| 32 | Флаг России | Вр  | Руслан Пичиенко       | 2008 |  |  |  |  |  |
| 45 | Флаг России | Вр  | Александр Прохоров    | 2007 |  |  |  |  |  |
| 49 | Флаг России | Вр  | Владислав Джураев     | 2007 |  |  |  |  |  |
| 54 | Флаг России | Вр  | Даниил Лукин          | 2007 |  |  |  |  |  |
|    |             |     |                       |      |  |  |  |  |  |
| 44 | Флаг России | Защ | Артём Носачёв         | 2007 |  |  |  |  |  |
| 53 | Флаг России | Защ | Георгий Долбиев       | 2007 |  |  |  |  |  |
| 57 | Флаг России | Защ | Николай Дергач        | 2008 |  |  |  |  |  |
| 62 | Флаг России | Защ | Кирилл Сечкин         | 2006 |  |  |  |  |  |
| 63 | Флаг России | Защ | Ярослав Мельников     | 2007 |  |  |  |  |  |
| 67 | Флаг России | Защ | Никита Ромась         | 2008 |  |  |  |  |  |
| 71 | Флаг России | Защ | Александр Добродицкий | 2007 |  |  |  |  |  |
| 83 | Флаг России | Защ | Матвей Кузнецов       | 2008 |  |  |  |  |  |
| 85 | Флаг России | Защ | Максим Серов          | 2008 |  |  |  |  |  |
|    |             |     |                       |      |  |  |  |  |  |
| 24 | Флаг России | ПЗ  | Никита Массалыга      | 2007 |  |  |  |  |  |
| 33 | Флаг России | ПЗ  | Герман Парфёнов       | 2006 |  |  |  |  |  |
| 36 | Флаг России | ПЗ  | Эльвин Аллахвердиев   | 2007 |  |  |  |  |  |
| 40 | Флаг России | ПЗ  | Иван Сорокин          | 2008 |  |  |  |  |  |
| 42 | Флаг России | ПЗ  | Арсений Кондояниди    | 2007 |  |  |  |  |  |

| 48 | Флаг России | ПЗ  | Иван Кобелев     | 2007 |  |  |  |  |  |
| 51 | Флаг России | ПЗ  | Кирилл Макаров   | 2006 |  |  |  |  |  |
| 69 | Флаг России | ПЗ  | Илья Иварлак     | 2009 |  |  |  |  |  |
| 70 | Флаг России | ПЗ  | Макар Высоченко  | 2008 |  |  |  |  |  |
| 74 | Флаг России | ПЗ  | Захар Дятлов     | 2007 |  |  |  |  |  |
| 75 | Флаг России | ПЗ  | Рем Хэдрик       | 2007 |  |  |  |  |  |
| 76 | Флаг России | ПЗ  | Никита Кочанов   | 2008 |  |  |  |  |  |
| 78 | Флаг России | ПЗ  | Павел Пелевин    | 2008 |  |  |  |  |  |
| 87 | Флаг России | ПЗ  | Даниил Макушенко | 2008 |  |  |  |  |  |
| 91 | Флаг России | ПЗ  | Андрей Трофимов  | 2006 |  |  |  |  |  |
|    |             |     |                  |      |  |  |  |  |  |
| 34 | Флаг России | Нап | Георгий Рыков    | 2007 |  |  |  |  |  |
| 65 | Флаг России | Нап | Дмитрий Шопин    | 2007 |  |  |  |  |  |
| 73 | Флаг России | Нап | Вадим Цыганков   | 2008 |  |  |  |  |  |
| 79 | Флаг России | Нап | Даниил Житников  | 2007 |  |  |  |  |  |
| 89 | Флаг России | Нап | Виктор Солопов   | 2007 |  |  |  |  |  |
| 94 | Флаг России | Нап | Роман Фролов     | 2008 |  |  |  |  |  |
| 96 | Флаг России | Нап | Захар Чушкин     | 2008 |  |  |  |  |  |

### Заявочный лист
| №  | Позиция | Имя                 | Заявлен    | Отзаявлен  |
| -- | ------- | ------------------- | ---------- | ---------- |
| 1  | Вр      | Илья Помазун        | 14.02.2025 | 15.06.2025 |
| 2  | Защ     | Олег Рябчук         | 18.07.2024 | 15.06.2025 |
| 4  | Защ     | Алексис Дуарте      | 18.07.2024 | 15.06.2025 |
| 5  | ПЗ      | Эсекьель Барко      | 26.07.2024 | 15.06.2025 |
| 6  | Защ     | Срджан Бабич        | 18.07.2024 | 15.06.2025 |
| 7  | Нап     | Александр Соболев   | 18.07.2024 | 02.09.2024 |
| 7  | ПЗ      | Пабло Солари        | 18.02.2025 | 15.06.2025 |
| 8  | ПЗ      | Маркиньос           | 05.08.2024 | 15.06.2025 |
| 9  | Нап     | Манфред Угальде     | 18.07.2024 | 15.06.2025 |
| 11 | Нап     | Шамар Николсон      | 26.07.2024 | 06.02.2025 |
| 11 | Нап     | Ливай Гарсия        | 14.02.2025 | 15.06.2025 |
| 12 | Нап     | Виллиан Жозе        | 18.07.2024 | 16.01.2025 |
| 14 | Защ     | Миенти Абена        | 21.08.2024 | 15.06.2025 |
| 16 | Вр      | Александр Довбня    | 30.07.2024 | 15.06.2025 |
| 17 | ПЗ      | Антон Зиньковский   | 18.07.2024 | 18.02.2025 |
| 18 | ПЗ      | Наиль Умяров        | 18.07.2024 | 15.06.2025 |
| 19 | ПЗ      | Хесус Медина        | 18.07.2024 | 15.06.2025 |
| 22 | ПЗ      | Михаил Игнатов      | 18.07.2024 | 31.05.2025 |
| 23 | Защ     | Никита Чернов       | 18.07.2024 | 15.06.2025 |
| 25 | ПЗ      | Данил Пруцев        | 18.07.2024 | 15.06.2025 |
| 28 | ПЗ      | Даниил Зорин        | 19.07.2024 | 19.02.2025 |
| 29 | Защ     | Рикарду Мангаш      | 12.09.2024 | 15.06.2025 |
| 32 | Вр      | Руслан Пичиенко     | 18.02.2025 | 15.06.2025 |
| 34 | Нап     | Георгий Рыков       | 18.02.2025 | 15.06.2025 |
| 35 | ПЗ      | Кристофер Мартинс   | 18.07.2024 | 15.06.2025 |
| 37 | ПЗ      | Иван Старков        | 19.07.2024 | 27.03.2025 |
| 38 | ПЗ      | Егор Гуляев         | 19.07.2024 | 15.06.2025 |
| 39 | Защ     | Павел Маслов        | 18.07.2024 | 11.09.2024 |
| 41 | Защ     | Дмитрий Курошев     | 19.02.2025 | 15.06.2025 |
| 43 | ПЗ      | Руслан Войцеховский | 18.02.2025 | 15.06.2025 |
| 47 | ПЗ      | Роман Зобнин        | 18.07.2024 | 15.06.2025 |
| 48 | Защ     | Александр Данилов   | 19.07.2024 | 18.02.2025 |
| 52 | Вр      | Егор Кошкин         | 19.07.2024 | 31.12.2024 |

| №  | Позиция | Имя                   | Заявлен                 | Отзаявлен               |
| -- | ------- | --------------------- | ----------------------- | ----------------------- |
| 54 | Вр      | Даниил Лукин          | 19.07.2024              | 15.06.2025              |
| 55 | ПЗ      | Никита Посмашный      | 12.09.2024              | 15.06.2025              |
| 56 | ПЗ      | Никита Массалыга      | 19.07.2024              | 15.06.2025              |
| 57 | Вр      | Александр Селихов     | 18.07.2024              | 22.01.2025              |
| 58 | Вр      | Семён Фадеев          | 18.07.2024 / 18.02.2025 | 31.12.2024 / 15.06.2025 |
| 59 | Защ     | Артём Крутовских      | 18.02.2025              | 15.06.2025              |
| 60 | ПЗ      | Абдулло Джебов        | 18.07.2024              | 31.12.2024              |
| 62 | Нап     | Максим Офицеров       | 19.07.2024              | 19.08.2024              |
| 64 | ПЗ      | Даниил Столяров       | 19.07.2024 / 18.02.2025 | 31.12.2024              |
| 66 | Защ     | Юрий Петин            | 18.02.2025              | 15.06.2025              |
| 67 | ПЗ      | Иван Иванов           | 18.02.2025              | 15.06.2025              |
| 68 | ПЗ      | Руслан Литвинов       | 18.07.2024              | 15.06.2025              |
| 69 | ПЗ      | Антон Гурылёв         | 12.09.2024              | 15.06.2025              |
| 70 | Нап     | Павел Мелёшин         | 19.07.2024              | 10.09.2024              |
| 71 | Защ     | Александр Добродицкий | 18.02.2025              | 15.06.2025              |
| 74 | Защ     | Егор Гузиев           | 18.07.2024              | 31.12.2024              |
| 74 | ПЗ      | Захар Дятлов          | 18.02.2025              | 15.06.2025              |
| 77 | ПЗ      | Тео Бонгонда          | 18.07.2024              | 15.06.2025              |
| 78 | ПЗ      | Артём Пономарчук      | 19.07.2024              | 19.02.2025              |
| 80 | Защ     | Юрий Коледин          | 19.07.2024              | 11.09.2024              |
| 80 | ПЗ      | Глеб Пополитов        | 18.02.2025              | 15.06.2025              |
| 82 | ПЗ      | Даниил Хлусевич       | 18.07.2024              | 15.06.2025              |
| 84 | ПЗ      | Даниил Плотников      | 19.07.2024              | 27.02.2025              |
| 85 | Защ     | Дмитрий Иванников     | 19.07.2024              | 15.06.2025              |
| 86 | Вр      | Илья Тихомиров        | 19.07.2024              | 15.06.2025              |
| 87 | Нап     | Арсений Филев         | 12.09.2024 / 18.02.2025 | 31.12.2024 / 15.06.2025 |
| 89 | Нап     | Виктор Солопов        | 19.07.2024              | 15.06.2025              |
| 93 | Нап     | Артём Быковский       | 19.07.2024              | 31.12.2024              |
| 94 | Нап     | Александр Помалюк     | 19.07.2024              | 03.03.2025              |
| 95 | Вр      | Дмитрий Мельник       | 19.07.2024              | 15.06.2025              |
| 96 | Нап     | Егор Сысоев           | 19.07.2024              | 11.02.2025              |
| 97 | ПЗ      | Даниил Денисов        | 18.07.2024              | 15.06.2025              |
| 98 | Вр      | Александр Максименко  | 18.07.2024              | 15.06.2025              |

Примечание: 15.06.2025 — дата отзаявки игроков с заявочного листа Российской премьер-лиги в связи с окончанием сезона 2024/2025.

## Руководство клуба
- Александр Матыцин — председатель совета директоров
- Олег Малышев — генеральный директор
- Томаш Амарал — спортивный директор (до 10 ноября 2024 года)[39]
- Франсис Кахигао[англ.] — спортивный директор (с 3 января 2025 года)[40]
- Марко Бискупович[англ.] — заместитель спортивного директора (с 7 мая 2025 года)[41]
- Сергей Белых — исполнительный директор (до 1 августа 2024 года)[42]
- Дмитрий Волков — финансовый директор
- Артём Ребров — технический координатор
- Рустам Махмутов — коммерческий директор (до 26 июля 2024 года)[43]
- Кирилл Козлов — руководитель медицинского департамента
- Михаил Пряничников — директор по коммуникациям
- Дмитрий Зеленов — руководитель пресс-службы
- Жоаким Пинту — руководитель селекционного департамента (до 31 мая 2025 года)[44]

## Тренерский штаб
Основной состав
- Деян Станкович — главный тренер
- Ненад Сакич — ассистент главного тренера
- Вадим Романов — ассистент главного тренера
- Пьерлуиджи Бривио — тренер вратарей
- Александр Мельников — тренер вратарей
- Федерико Паннончини — тренер по физической подготовке
- Александр Зайченко — тренер по физической подготовке
- Амадор Санчес — тренер по физической подготовке
- Винченцо Сассо — аналитик
- Андер Карбахо — аналитик
- Даниил Баженов — аналитик
- Андреа Фардоне — аналитик (с 17 апреля 2025 года)

Молодёжный состав
- Игорь Рябов — главный тренер
- Дмитрий Ратников — ассистент главного тренера
- Григорий Меликов — тренер вратарей
- Евгений Белов — тренер-аналитик
- Вадим Боровский — тренер по физической подготовке

## Административный штаб
Основной состав
- Дмитрий Платонов — руководитель администрации команд
- Василий Козловцев — начальник команды
- Сергей Земляной — главный администратор
- Сергей Гуменный — администратор
- Юрий Гелетюк — администратор
- Владимир Иринчеев — переводчик

Молодёжный состав
- Александр Емельянов — начальник команды
- Георгий Чавдарь — администратор
- Муслим Бабаев — видеооператор

## Медицинский штаб
Основной состав
- Глеб Чернов — врач
- Владимир Вековищев — врач
- Дмитрий Миронов — физиотерапевт
- Павел Гузеев — физиотерапевт
- Андрей Прончев — массажист
- Евгений Лаврушко — массажист
- Ашот Степанян — массажист

Молодёжный состав
- Павел Насонов — врач (до 22 июля 2025 года)[45]
- Кристина Мукминова — врач (с 22 июля 2025 года)[45]
- Михаил Шереметов — массажист
- Ибрагим Халипаев — массажист
- Алексей Александров — физиотерапевт

## Трансферы

### Пришли в клуб
| #  | №  | Позиция | Игрок               | Прежний клуб                   | Сумма           | Дата             | Ссылка        |
| -- | -- | ------- | ------------------- | ------------------------------ | --------------- | ---------------- | ------------- |
| 1  | 9  | Нап     | Кейта Бальде        | Эспаньол                       | из аренды       | 30 июня 2024     | [ 46 ]        |
| 2  | 11 | Нап     | Шамар Николсон      | Клермон                        | из аренды       | 30 июня 2024     | [ 47 ]        |
| 3  | 13 | ПЗ      | Максим Лайкин       | Арсенал (Тула)                 | из аренды       | 30 июня 2024     | [ 48 ]        |
| 4  | 37 | ПЗ      | Максим Веденеев     | Кубань                         | из аренды       | 30 июня 2024     | [ 49 ]        |
| 5  | 40 | Защ     | Ярослав Крашевский  | Ротор                          | из аренды       | 30 июня 2024     | [ 50 ] [ 51 ] |
| 6  | 65 | Защ     | Николай Толстопятов | Пари Нижний Новгород           | из аренды       | 30 июня 2024     | [ 52 ]        |
| 7  | 70 | Нап     | Павел Мелёшин       | Динамо (Минск)                 | из аренды       | 30 июня 2024     | [ 53 ]        |
| 8  | 76 | ПЗ      | Виталий Шитов       | Тюмень                         | из аренды       | 30 июня 2024     | [ 54 ]        |
| 9  | 90 | ПЗ      | Константин Шильцов  | Нефтехимик (Нижнекамск)        | из аренды       | 30 июня 2024     | [ 55 ]        |
| 10 | 12 | Нап     | Виллиан Жозе        | Реал Бетис                     | € 2,000,000     | 1 июля 2024      | [ 57 ]        |
| 11 | 89 | Нап     | Виктор Солопов      | Академия «Чертаново»           | € 50,000        | 1 июля 2024      | [ 59 ]        |
| 12 | 94 | Нап     | Александр Помалюк   | Академия «Чертаново»           | € 80,000        | 1 июля 2024      | [ 59 ]        |
| 13 | 5  | ПЗ      | Эсекьель Барко      | Ривер Плейт                    | € 14,000,000    | 25 июля 2024     | [ 62 ]        |
| 14 | 28 | ПЗ      | Игорь Дмитриев      | Урал                           | € 2,500,000     | 26 июля 2024     | [ 64 ]        |
| 15 | 16 | Вр      | Александр Довбня    | Шинник                         | свободный агент | 26 июля 2024     | [ 65 ] [ 66 ] |
| 16 | 8  | ПЗ      | Маркиньос           | Ференцварош                    | € 5,000,000     | 3 августа 2024   | [ 68 ]        |
| 17 | 61 | Защ     | Тимофей Рожков      | Звезда (Санкт-Петербург)       | свободный агент | 9 августа 2024   | [ 69 ] [ 70 ] |
| 18 | 27 | Нап     | Арсений Филев       | Звезда (Санкт-Петербург)       | свободный агент | 14 августа 2024  | [ 71 ] [ 72 ] |
| 19 | 34 | Вр      | Александр Прохоров  | Звезда (Санкт-Петербург)       | свободный агент | 14 августа 2024  | [ 71 ] [ 73 ] |
| 20 | 43 | ПЗ      | Андрей Трофимов     | Звезда (Санкт-Петербург)       | свободный агент | 14 августа 2024  | [ 71 ] [ 74 ] |
| 21 | 75 | Защ     | Кирилл Макаров      | Звезда (Санкт-Петербург)       | свободный агент | 14 августа 2024  | [ 71 ] [ 75 ] |
| 22 | 76 | Защ     | Кирилл Сечкин       | Звезда (Санкт-Петербург)       | свободный агент | 14 августа 2024  | [ 71 ] [ 76 ] |
| 23 | —  | ПЗ      | Иван Кобелев        | Звезда (Санкт-Петербург)       | свободный агент | 14 августа 2024  | [ 71 ]        |
| 24 | —  | ПЗ      | Арсений Кондояниди  | Звезда (Санкт-Петербург)       | свободный агент | 14 августа 2024  | [ 71 ]        |
| 25 | 14 | Защ     | Миенти Абена        | Ференцварош                    | € 1,200,000     | 16 августа 2024  | [ 78 ]        |
| 26 | 29 | Защ     | Рикарду Мангаш      | Витория (Гимарайнш)            | € 2,500,000     | 10 сентября 2024 | [ 80 ]        |
| 27 | 44 | ПЗ      | Артём Шоларь        | Целе                           | из аренды       | 31 декабря 2024  | [ 81 ] [ 82 ] |
| 28 | 75 | ПЗ      | Андрей Ишутин       | Ростов-2                       | из аренды       | 31 декабря 2024  | [ 83 ]        |
| 29 | —  | Нап     | Глеб Пополитов      | Строитель (Каменск-Шахтинский) | свободный агент | 1 января 2025    | [ 84 ] [ 85 ] |
| 30 | —  | ПЗ      | Захар Дятлов        | Академия «Ростов»              | свободный агент | 1 января 2025    | [ 86 ] [ 87 ] |
| 31 | —  | Нап     | Максим Криушичев    | Академия «Динамо» (Москва)     | свободный агент | 1 января 2025    | [ 88 ] [ 89 ] |
| 32 | 13 | ПЗ      | Максим Лайкин       | Енисей                         | из аренды       | 10 января 2025   | [ 90 ] [ 91 ] |
| 33 | 77 | ПЗ      | Виталий Шитов       | Торпедо (Москва)               | из аренды       | 13 января 2025   | [ 92 ] [ 93 ] |
| 34 | 80 | ПЗ      | Юрий Коледин        | Торпедо (Москва)               | из аренды       | 14 января 2025   | [ 94 ] [ 95 ] |
| 35 | —  | ПЗ      | Иван Сорокин        | Академия ФК «Зенит»            | € 25,000        | 15 января 2025   | [ 97 ]        |
| 36 | —  | Защ     | Николай Дергач      | Академия ФК «Ротор»            | свободный агент | 17 января 2025   | [ 98 ]        |
| 37 | —  | ПЗ      | Эльвин Аллахвердиев | Академия ФК «Ротор»            | свободный агент | 17 января 2025   | [ 99 ]        |
| 38 | —  | ПЗ      | Иван Пяткин         | Ротор                          | из аренды       | 20 января 2025   | [ 100 ]       |
| 39 | —  | Нап     | Герман Парфёнов     | СКА-Хабаровск-2                | € 20,000        | 20 января 2025   | [ 102 ]       |
| 40 | 1  | Вр      | Илья Помазун        | ЦСКА (Москва)                  | € 1,200,000     | 2 февраля 2025   | [ 104 ]       |
| 41 | 11 | Нап     | Ливай Гарсия        | АЕК (Афины)                    | € 18,700,000    | 7 февраля 2025   | [ 30 ]        |
| 42 | 7  | ПЗ      | Пабло Солари        | Ривер Плейт                    | € 10,000,000    | 11 февраля 2025  | [ 107 ]       |

Общие расходы: ▼ € 57,275,000

### Ушли из клуба
| #  | №  | Позиция | Игрок               | Новый клуб              | Сумма           | Дата             | Ссылка          |
| -- | -- | ------- | ------------------- | ----------------------- | --------------- | ---------------- | --------------- |
| 1  | 5  | Защ     | Леон Классен        | Люнгбю                  | свободный агент | 27 июня 2024     | [ 108 ] [ 109 ] |
| 2  | 8  | ПЗ      | Виктор Мозес        | Лутон Таун              | свободный агент | 1 июля 2024      | [ 110 ] [ 111 ] |
| 3  | 10 | ПЗ      | Квинси Промес       | Юнайтед                 | свободный агент | 1 июля 2024      | [ 112 ] [ 113 ] |
| 4  | 14 | Защ     | Георгий Джикия      | Химки                   | свободный агент | 1 июля 2024      | [ 114 ] [ 115 ] |
| 5  | 33 | ПЗ      | Алекс Крал          | Унион (Берлин)          | свободный агент | 1 июля 2024      | [ 116 ]         |
| 6  | 37 | ПЗ      | Максим Веденеев     | Кубань                  | € 15,000        | 1 июля 2024      | [ 118 ]         |
| 7  | 65 | Защ     | Николай Толстопятов | Нефтехимик (Нижнекамск) | € 40,000        | 1 июля 2024      | [ 120 ] [ 118 ] |
| 8  | 71 | ПЗ      | Никита Постников    | Родина-М                | свободный агент | 1 июля 2024      | [ 121 ] [ 122 ] |
| 9  | 79 | Нап     | Владислав Соколов   | Ростов (мол.)           | свободный агент | 1 июля 2024      | [ 123 ]         |
| 10 | 90 | ПЗ      | Константин Шильцов  | Нефтехимик (Нижнекамск) | € 40,000        | 1 июля 2024      | [ 125 ] [ 118 ] |
| 11 | 89 | Нап     | Дмитрий Павлов      | Сочи (мол.)             | € 15,000        | 2 июля 2024      | [ 127 ]         |
| 12 | 94 | ПЗ      | Сергей Гайдук       | Сочи (мол.)             | € 15,000        | 2 июля 2024      | [ 127 ]         |
| 13 | 9  | Нап     | Кейта Бальде        | Сивасспор               | свободный агент | 6 июля 2024      | [ 129 ] [ 130 ] |
| 14 | 88 | Вр      | Илья Свинов         | Балтика                 | € 160,000       | 8 июля 2024      | [ 132 ]         |
| 15 | 61 | Защ     | Никита Бозов        | Балтика                 | € 130,000       | 20 июля 2024     | [ 134 ]         |
| 16 | 50 | ПЗ      | Максим Никифоров    | Муром                   | свободный агент | 26 июля 2024     | [ 135 ] [ 136 ] |
| 17 | 40 | Защ     | Ярослав Крашевский  | Химик (Дзержинск)       | свободный агент | 1 августа 2024   | [ 137 ] [ 138 ] |
| 18 | 7  | Нап     | Александр Соболев   | Зенит (Санкт-Петербург) | € 10,000,000    | 30 августа 2024  | [ 140 ] [ 141 ] |
| 19 | 59 | Защ     | Владислав Давыдов   | Сокол (Казань)          | свободный агент | 5 сентября 2024  | [ 142 ] [ 143 ] |
| 20 | 44 | Защ     | Данил Труханов      | без клуба               | свободный агент | 24 сентября 2024 | [ 144 ]         |
| 21 | 51 | Защ     | Максим Карпов       | без клуба               | свободный агент | 24 сентября 2024 | [ 145 ] [ 146 ] |
| 22 | 52 | Вр      | Егор Кошкин         | Пари НН-2               | свободный агент | 1 января 2025    | [ 147 ] [ 148 ] |
| 23 | 53 | Защ     | Богдан Руппель      | Торпедо (Москва) (мол.) | свободный агент | 1 января 2025    | [ 149 ] [ 150 ] |
| 24 | 63 | Защ     | Даниил Павленко     | Торпедо (Москва) (мол.) | свободный агент | 1 января 2025    | [ 151 ] [ 150 ] |
| 25 | 73 | Нап     | Даниил Борцов       | Родина-М                | свободный агент | 1 января 2025    | [ 152 ] [ 150 ] |
| 26 | 76 | Защ     | Егор Ананьев        | Металлург (Липецк)      | свободный агент | 1 января 2025    | [ 153 ] [ 150 ] |
| 27 | 81 | Защ     | Валерий Озеров      | без клуба               | свободный агент | 1 января 2025    | [ 154 ] [ 150 ] |
| 28 | 12 | Нап     | Виллиан Жозе        | Баия                    | свободный агент | 14 января 2025   | [ 155 ] [ 156 ] |
| 29 | 20 | Защ     | Томаш Тавариш       | АВС САД                 | свободный агент | 15 января 2025   | [ 157 ] [ 158 ] |
| 30 | 75 | ПЗ      | Андрей Ишутин       | Арсенал (Дзержинск)     | свободный агент | 17 января 2025   | [ 159 ] [ 160 ] |
| 31 | 57 | Вр      | Александр Селихов   | Урал                    | свободный агент | 22 января 2025   | [ 161 ] [ 162 ] |
| 32 | 11 | Нап     | Шамар Николсон      | Тихуана                 | € 1,600,000     | 2 февраля 2025   | [ 164 ]         |
| 33 | 96 | Нап     | Егор Сысоев         | Торпедо (Москва)        | € 50,000        | 11 февраля 2025  | [ 166 ]         |
| 34 | 48 | Защ     | Александр Данилов   | Волга (Ульяновск)       | свободный агент | 20 февраля 2025  | [ 167 ] [ 168 ] |
| 35 | 70 | Нап     | Павел Мелёшин       | Сочи                    | € 270,000       | 20 февраля 2025  | [ 170 ]         |
| 36 | 78 | ПЗ      | Артём Пономарчук    | ЦСКА (мол.)             | € 160,000       | 20 февраля 2025  | [ 172 ]         |
| 37 | 36 | ПЗ      | Вадим Пастушков     | Родина-М                | свободный агент | 26 марта 2025    | [ 173 ] [ 174 ] |
| 38 | 33 | ПЗ      | Иван Горяинов       | Леон Сатурн             | свободный агент | 28 марта 2025    | [ 175 ] [ 176 ] |
| 39 | 37 | ПЗ      | Иван Старков        | Леон Сатурн             | свободный агент | 28 марта 2025    | [ 177 ] [ 176 ] |
| 40 | 44 | ПЗ      | Артём Шоларь        | Леон Сатурн             | свободный агент | 28 марта 2025    | [ 178 ] [ 176 ] |
| 41 | 46 | Нап     | Виталий Дунай       | Леон Сатурн             | свободный агент | 28 марта 2025    | [ 179 ] [ 176 ] |
| 42 | 60 | ПЗ      | Абдулло Джебов      | Леон Сатурн             | свободный агент | 28 марта 2025    | [ 180 ] [ 176 ] |
| 43 | 83 | Нап     | Николай Ищенко      | Леон Сатурн             | свободный агент | 28 марта 2025    | [ 181 ] [ 176 ] |

### Ушли в аренду
| #  | №  | Позиция | Игрок             | Команда                 | Сумма     | Начало           | Конец           | Ссылка                  |
| -- | -- | ------- | ----------------- | ----------------------- | --------- | ---------------- | --------------- | ----------------------- |
| 1  | 77 | ПЗ      | Виталий Шитов     | Торпедо (Москва)        | бесплатно | 21 июня 2024     | 13 января 2025  | [ 182 ] [ 183 ] [ 118 ] |
| 2  | 13 | ПЗ      | Максим Лайкин     | Енисей                  | бесплатно | 9 июля 2024      | 10 января 2025  | [ 184 ] [ 185 ]         |
| 3  | 91 | ПЗ      | Антон Рощин       | Металлург (Липецк)      | бесплатно | 16 июля 2024     | 30 июня 2025    | [ 186 ] [ 187 ]         |
| 4  | 20 | Защ     | Томаш Тавариш     | ЛАСК                    | бесплатно | 23 июля 2024     | 14 января 2025  | [ 188 ] [ 189 ]         |
| 5  | 28 | ПЗ      | Игорь Дмитриев    | Крылья Советов          | бесплатно | 7 августа 2024   | 30 июня 2025    | [ 190 ] [ 191 ]         |
| 6  | 62 | ПЗ      | Максим Офицеров   | Торпедо (Миасс)         | бесплатно | 21 августа 2024  | 30 июня 2025    | [ 192 ] [ 193 ]         |
| 7  | 44 | ПЗ      | Артём Шоларь      | Целе                    | бесплатно | 10 сентября 2024 | 31 декабря 2024 | [ 194 ] [ 195 ]         |
| 8  | 80 | Защ     | Юрий Коледин      | Торпедо (Москва)        | бесплатно | 12 сентября 2024 | 14 января 2025  | [ 196 ] [ 197 ]         |
| 9  | 39 | Защ     | Павел Маслов      | Сочи                    | бесплатно | 12 сентября 2024 | 30 июня 2025    | [ 198 ] [ 199 ]         |
| 10 | 70 | Нап     | Павел Мелёшин     | Сочи                    | бесплатно | 12 сентября 2024 | 19 февраля 2025 | [ 198 ] [ 200 ]         |
| 11 | 13 | ПЗ      | Максим Лайкин     | Нефтехимик (Нижнекамск) | бесплатно | 16 января 2025   | 30 июня 2025    | [ 201 ] [ 202 ]         |
| 12 | 77 | ПЗ      | Виталий Шитов     | Тюмень                  | бесплатно | 20 января 2025   | 30 июня 2025    | [ 203 ] [ 204 ]         |
| 13 | 85 | ПЗ      | Иван Пяткин       | Тюмень                  | бесплатно | 24 января 2025   | 30 июня 2025    | [ 205 ] [ 206 ]         |
| 14 | 17 | ПЗ      | Антон Зиньковский | Крылья Советов          | бесплатно | 18 февраля 2025  | 30 июня 2025    | [ 207 ] [ 208 ]         |
| 15 | 28 | ПЗ      | Даниил Зорин      | Ахмат                   | бесплатно | 20 февраля 2025  | 30 июня 2025    | [ 209 ] [ 210 ]         |
| 16 | 93 | Нап     | Артём Быковский   | Петрокуб                | бесплатно | 22 февраля 2025  | 1 июля 2025     | [ 211 ] [ 212 ]         |
| 17 | 94 | Нап     | Александр Помалюк | Чертаново               | бесплатно | 22 февраля 2025  | 31 декабря 2025 | [ 213 ] [ 214 ]         |
| 18 | 84 | ПЗ      | Даниил Плотников  | Химик (Дзержинск)       | бесплатно | 5 марта 2025     | 31 декабря 2025 | [ 215 ] [ 216 ]         |
| 19 | 42 | ПЗ      | Михаил Пыхчеев    | Космос (Долгопрудный)   | бесплатно | 6 марта 2025     | 5 июля 2025     | [ 217 ] [ 218 ]         |
| 20 | 74 | Защ     | Егор Гузиев       | Леон Сатурн             | бесплатно | 28 марта 2025    | 31 декабря 2025 | [ 219 ] [ 176 ]         |
| 21 | 80 | Защ     | Юрий Коледин      | Леон Сатурн             | бесплатно | 28 марта 2025    | 31 декабря 2025 | [ 220 ] [ 176 ]         |

Общие доходы: ▲ € 12,495,000

## Предсезонные и товарищеские матчи

### Основной состав
| 27 июня 2024 | Спартак (Москва)                          | 3:1 (1:1)                                            | Торпедо (Москва) | Черкизово                                             |
| 11:30 MSK | Зиньковский 27′ · Мелёшин 49′ · Зорин 72′ | матч-центр (Спартак) отчёт (Спартак) отчёт (Торпедо) | 37′ Иваньков     | Стадион: Тарасовская учебно-спортивная база «Спартак» |
| Спартак (Москва): Максименко (Селихов, 46), Хлусевич (Денисов, 46), Дуарте (Гузиев, 46), Чернов (Литвинов, 46), Рябчук (Тавариш, 46), Мартинс (Зобнин, 46), Пруцев (Умяров, 46), Игнатов (Медина, 46), Бонгонда (Зорин, 46), Зиньковский (Джебов, 46), Соболев (Мелёшин, 46). Запасные: Данилов, Рощин, Сысоев. Главный тренер: Деян Станкович. Торпедо (Москва): Бабурин , Роганович (Орехов, 62), Бородин (просмотровый игрок, 62), Просмотровый игрок (Кузьмичёв, 80) Иваньков (Байтуков, 62), Шевченко (Москвичёв, 62), Костин (Данилкин, 62), Чурич (Коновалов, 53), Шамкин (просмотровый игрок, 62), Червяков (Шитов, 46), Шитов (просмотровый игрок, 80), Горбунов (Максимов, 46), Максимов (просмотровый игрок, 80) Галкин (Рейна, 46), Рейна (Манелов, 80). Главный тренер: Олег Георгиевич Кононов. |                                           |                                                      |                  |                                                       |

| 5 июля 2024 | Актобе        | 1:1 (1:0)                            | Спартак (Москва) | Актобе                                               |
| 18:00 MSK | Самородов 13′ | матч-центр (Спартак) отчёт (Спартак) | 47′ Чернов       | Стадион: «Центральный стадион» имени Кобланды-батыра |
| Актобе: Шацкий (Трофимец, 46), Барач, Кики (Габрахманов, 90+1), Бессмертный (Агбо, 46), Вэтэжелу, Струмия (Каиров, 46), Байтана (Кенесов, 46), Севальос (Кенжегулов, 85), Думбия (Уманиязов, 67), Самородов (Умаев, 46), Ромеро (Танжариков, 46). Запасные: Кусаинов, Жайро. Главный тренер: Дмитрий Владимирович Парфёнов. Спартак (Москва): Максименко (Селихов, 69), Денисов (Дуарте, 69), Чернов (Гузиев, 69), Литвинов (Рябчук, 69), Хлусевич (Тавариш, 69), Мартинс (Умяров, 69), Зорин (Пруцев, 69), Зобнин (Джебов, 69), Игнатов (Плотников, 69), Бонгонда (Зиньковский, 69), Соболев (Мелёшин, 69). Главный тренер: Деян Станкович. |               |                                      |                  |                                                      |

| 7 июля 2024 | Спартак (Москва) | 1:0 (1:0)                            | Уфа | Черкизово                                             |
| 18:30 MSK | Мелёшин 10′      | матч-центр (Спартак) отчёт (Спартак) |     | Стадион: Тарасовская учебно-спортивная база «Спартак» |
| Спартак (Москва): Селихов , Бабич (Никифоров, 36), Гузиев, Тавариш, Рябчук, Умяров, Пруцев, Джебов, Медина, Зиньковский, Мелёшин (Виллиан Жозе, 55). Запасные: Максименко, Данилов, Войцеховский, Плотников, Борцов. Главный тренер: Деян Станкович. |                  |                                      |     |                                                       |

| 12 июля 2024 | Динамо (Москва) | 1:1 (1:0) (5:4 пен.)                            | Спартак (Москва) | Москва                                                                |
| 17:30 MSK | Нгамалё 23′     | матч-центр (Спартак) отчёт (Спартак)            | 73′ Чернов       | Стадион: «ВТБ Арена» Зрителей: 16 754 Судья: Евгений Турбин (Дмитров) |
| | Пенальти        |                                                 |                  |                                                                       |
| Грулёв · Макаров · Окишор · Лепский · Гагнидзе |                 | Зиньковский · Умяров · Зорин · Медина · Мелёшин |                  |                                                                       |
| Динамо (Москва): Лунёв (Лещук, 46), Даса, Фернандес (Лепский, 59), Майсторович, Лаксальт, Кутицкий (Бессмертный, 78), Фомин (Гагнидзе, 86), Гладышев (Грулёв, 68), Бителло (Назаренко, 90), Нгамалё (Макаров, 68), Тюкавин (Окишор, 86). Запасные: Кудравец, Купцов. Главный тренер: Марцел Личка. Спартак (Москва): Селихов (Максименко, 46), Хлусевич, Чернов, Бабич (Литвинов, 82), Рябчук (Денисов, 46), Зобнин , Мартинс (Умяров, 46), Игнатов (Зорин, 46), Медина, Соболев (Мелёшин, 82), Бонгонда (Зиньковский, 82). Запасные: Кошкин, Пруцев, Сысоев, Никифоров. Главный тренер: Деян Станкович. |                 |                                                 |                  |                                                                       |

| 15 июля 2024 | Спартак (Москва)                      | 3:0 (3:0)                            | Насаф (Карши) | Москва                                                                |
| 14:00 MSK | Денисов 12′ · Мелёшин 43′ · Зорин 45′ | матч-центр (Спартак) отчёт (Спартак) |               | Стадион: «Лукойл Арена» Судья: Владислав Безбородов (Санкт-Петербург) |
| Спартак (Москва): Максименко (Селихов, 46), Денисов (Плотников, 46), Литвинов, Гузиев (Никифоров, 77), Рябчук, Умяров (Мартинс, 46), Пруцев, Игнатов (Угальде, 63), Зорин (Джебов, 63), Зиньковский (Сысоев, 77), Мелёшин (Виллиан Жозе, 77). Запасные: Тихомиров, Бабич, Чернов, Хлусевич, Зобнин, Соболев, Медина, Бонгонда. Главный тренер: Деян Станкович. Насаф (Карши): Эргашев, Мухаммадиев, Голбан, Гайбуллаев , Насруллаев, Станоевич (Акрамов, 55), Мозговой, Мухитдинов (Б. Рахматов, 84), Нарзуллаев, Кенжабаев, Абдухоликов (Муртазаев, 89). Запасные: Мусулмонов, Сидиков, М. Рахматов, Бозоров. Главный тренер: Рузыкул Садуллаевич Бердыев. |                                       |                                      |               |                                                                       |

| 20 января 2025 | Спартак (Москва)                         | 3:3 (3:0)                                               | Черноморец (Новороссийск)                             | Белек                            |
| 10:30 MSK      | Угальде 19′ · Маркиньос 27′ · Умяров 40′ | матч-центр (Спартак) отчёт (Спартак) информация о матче | 60′ Никифоров · 75′ Родионов · 80′ игрок на просмотре | Стадион: Поле отеля «Maxx Royal» |

| 30 января 2025 Winline Зимний кубок РПЛ (гр. этап) | Спартак (Москва)                                                  | 3:2 (1:1)                            | Краснодар                         | Абу-Даби                                               |
| 19:30 MSK | Бонгонда 20′ · Умяров 28' · Зобнин 70′ · Пруцев 72' · Зорин 90+2′ | матч-центр (Спартак) отчёт (Спартак) | 22′ Баши · 54′ Кривцов · 87' Кайо | Стадион: «Аль-Нахайян» Судья: Евгений Кукуляк (Калуга) |
| Спартак (Москва): Максименко , Денисов (Мангаш, 59), Литвинов (Чернов, 59), Дуарте (Абена, 59), Рябчук (Хлусевич, 59), Умяров (Зобнин, 59), Мартинс (Пруцев, 59), Барко (Зорин, 59), Маркиньос (Медина, 59), Бонгонда (Игнатов, 59), Угальде (Николсон, 59). Запасные: Довбня, Тихомиров, Коледин, Гузиев, Джебов, Зиньковский, Быковский. Главный тренер: Деян Станкович. Краснодар: Агкацев (Голиков, 60), Оласа (Хмарин, 46), Коста (Ларионов, 46), Тормена (Кайо, 46), Петров (Гонсалес, 46), Ленини (Газинский, 46), Кастаньо (Кривцов, 46), Сперцян (Козлов, 46), Виктор Са (Олусегун, 46), Баши (Мозес, 46), Кордоба (Смолов, 46). Запасные: Богданец, Бекетов. Главный тренер: Мурад Олегович Мусаев. |                                                                   |                                      |                                   |                                                        |

| 2 февраля 2025 | Спартак (Москва)                                   | 4:1 (2:1)                            | Астана       | Дубай                                           |
| 15:30 MSK | Хлусевич 21′ · Чернов 32′ · Медина 53′ · Зорин 56′ | матч-центр (Спартак) отчёт (Спартак) | 10′ Аманович | Стадион: «Джабаль-Али» Судья: Никола Джорджевич |
| Спартак (Москва): Максименко (Довбня, 46), Мангаш (Денисов, 66), Чернов (Литвинов, 66), Абена (Дуарте, 66), Хлусевич (Рябчук, 66), Зобнин (Мартинс, 66), Пруцев (Умяров, 66), Зиньковский (Бонгонда, 66), Медина (Маркиньос, 66), Игнатов (Барко, 66), Зорин (Угальде, 66). Запасные: Тихомиров, Коледин, Гузиев, Джебов, Быковский. Главный тренер: Деян Станкович. |                                                    |                                      |              |                                                 |

| 7 февраля 2025 Winline Зимний кубок РПЛ (гр. этап) | Динамо (Москва)                                           | 0:1 (0:1)                            | Спартак (Москва)                                                          | Абу-Даби                                                        |
| 19:30 MSK | Фернандес 82' · Даса 83' · Окишор 85' · Макаров Денис 90' | матч-центр (Спартак) отчёт (Спартак) | 24' Дуарте · 32′ (авт.) Маричаль · 41' Денисов · 61' Литвинов · 73' Бабич | Стадион: «Аль-Нахайян» Судья: Кирилл Левников (Санкт-Петербург) |
| Динамо (Москва): Лещук, Бальбуэна (Боков, 64), Кутицкий (Даса, 46), Маричаль (Скопинцев, 53), Фернандес, Лаксальт (Фомин, 62), Чавес (Карраскаль, 15), Бителло (Окишор, 64), Артур Гомес (Смелов, 64), Нгамалё (Макаров, 62), Тюкавин (Маухуб, 62). Запасные: Кудравец, Лунёв, Расулов. Главный тренер: Марцел Личка. Спартак (Москва): Максименко (Помазун, 69), Денисов (Хлусевич, 69), Литвинов (Бабич, 69), Дуарте (Абена, 69), Рябчук (Мангаш, 69), Умяров (Зобнин, 69), Мартинс (Пруцев, 69), Барко (Зорин, 69), Маркиньос (Зиньковский, 69), Бонгонда (Медина, 69), Угальде (Игнатов, 69). Запасной: Довбня. Главный тренер: Деян Станкович. |                                                           |                                      |                                                                           |                                                                 |

| 11 февраля 2025 Winline Зимний кубок РПЛ (финал) | Спартак (Москва)                             | 0:3 (0:3)                            | Зенит (Санкт-Петербург)                                                  | Абу-Даби                                                        |
| 19:30 MSK | Денисов 12' · Мартинс 54' 68' · Хлусевич 78' | матч-центр (Спартак) отчёт (Спартак) | 16′ Луис Энрике · 28′ Вендел · 32′ Кассьерра · 34' Дркушич · 71' Барриос | Стадион: «Аль-Нахайян» Судья: Кирилл Левников (Санкт-Петербург) |
| Спартак (Москва): Максименко (Помазун, 72), Денисов (Хлусевич, 72), Дуарте (Литвинов, 46), Чернов (Бабич, 46), Мангаш (Рябчук, 46), Пруцев (Мартинс, 46, Зорин, 72), Зобнин (Умяров, 46), Барко (Зиньковский, 72), Медина (Бонгонда, 46), Игнатов (Маркиньос, 46), Гарсия (Угальде, 46). Запасные: Довбня, Абена, Солари. Главный тренер: Деян Станкович. Зенит (Санкт-Петербург): Латышонок, Дуглас Сантос , Дркушич, Эракович, Барриос (Горшков, 88), Вендел (Лобов, 88), Мантуан, Луис Энрике (Алип, 74), Кассьерра, Глушенков (Ахметов, 82), Лусиано. Запасные: Бязров. Главный тренер: Сергей Богданович Семак. |                                              |                                      |                                                                          |                                                                 |

| 20 февраля 2025 | Спартак (Москва)         | 2:1 (1:0)                            | Торпедо (Москва) | Белек                                                                      |
| 17:00 MSK | Угальде 16′ · Солари 89′ | матч-центр (Спартак) отчёт (Спартак) | 86′ Иваньков     | Стадион: Поле отеля «Maxx Royal» Судья: Василий Казарцев (Санкт-Петербург) |
| Спартак (Москва): Максименко (Помазун, 46), Денисов (Чернов, 46), Дуарте (Абена, 46), Бабич (Литвинов, 46), Рябчук (Мангаш, 46; Хлусевич, 73), Умяров (Пруцев, 46), Барко (Зобнин, 46), Мартинс (Медина, 46), Маркиньос (Солари, 46), Бонгонда (Игнатов, 46), Угальде (Гарсия, 46). Запасные: Довбня, Зорин. Главный тренер: Деян Станкович. Торпедо (Москва): Ботнарь, Роганович (Байтуков, 70), Данилкин (Иваньков, 70), Бородин, Шевченко (Чурилов, 70), Чурич (Хосонов, 70), Нетфуллин (Костин, 70), Гузман (Алыкулов, 59), Манелов (Алессон, 59), Чупаёв (Юшин, 32; Максимов, 59), Горбунов (Червяков, 32; Галкин, 59). Главный тренер: Олег Георгиевич Кононов. |                          |                                      |                  |                                                                            |

| 24 февраля 2025 | Спартак (Москва)                         | 3:1 (2:0)                            | Насаф (Карши) | Белек                            |
| 17:00 MSK | Бонгонда 17′ · Барко 26′ · Маркиньос 48′ | матч-центр (Спартак) отчёт (Спартак) | 81′ Норчаев   | Стадион: Поле отеля «Maxx Royal» |
| Спартак (Москва): Максименко , Рябчук, Бабич (Литвинов, 72), Дуарте, Денисов, Умяров, Барко, Мартинс (Пруцев, 72), Маркиньос (Солари, 72), Бонгонда (Медина, 72), Угальде (Гарсия, 72). Запасной: Помазун. Главный тренер: Деян Станкович. Насаф (Карши): Воробей (Нематов, 46), Мухаммадиев (Голбан, 63), Гайбуллаев, Эшмуродов, Насруллаев, Мозговой, Мухиддинов (Сидиков, 46), Чолович (Рахматов, 46), Черан, Бозоров (Абдирахматов, 79), Хебай (Норчаев, 46). Запасные: Мусулмонов, Халилов, Нуруллаев, Муртозаев, Бахромов, Асомиддинов. Главный тренер: Рузыкул Садуллаевич Бердыев. |                                          |                                      |               |                                  |

| 27 февраля 2025 | Спартак (Москва)          | 2:1 (1:0)       | Спартак-2 (Москва) | Белек                            |
| | Литвинов 18′ · Солари 48′ | отчёт (Спартак) | 59′ Войцеховский   | Стадион: Поле отеля «Maxx Royal» |
| Спартак (Москва): Помазун (Довбня, 43), Хлусевич, Чернов, Абена, Мангаш, Литвинов, Зобнин , Пруцев, Медина, Солари, Гарсия. Главный тренер: Деян Станкович. Спартак-2 (Москва): Фадеев, Петин , Курошев, Крутовских, Иванников, Столяров, Кобылин, Криушичев (Посмашный, 30), Пополитов (Гуляев, 49), Гурылёв, Филёв (Войцеховский, 47). Главный тренер: Дмитрий Владимирович Комбаров. |                           |                 |                    |                                  |

| 24 марта 2025 | Спартак (Москва)         | 2:1 (1:1)       | Спартак-2 (Москва) | Москва                                           |
| | Денисов 20′ · Медина 35′ | отчёт (Спартак) | 5′ Гурылёв         | Стадион: Тренировочное поле около «Лукойл Арены» |
| Спартак (Москва): Помазун (Довбня, 31), Денисов, Дуарте, Чернов, Мангаш, Умяров, Зобнин, Барко, Солари, Маркиньос (Абена, 31), Медина. Главный тренер: Деян Станкович. Спартак-2 (Москва): Фадеев, Петин (Добродицкий, 56), Крутовских (Дергач, 56), Курошев (Гапеев, 50), Иванников (Мельников, 56), Войцеховский, Кобылин (Массалыга, 42), Пополитов (Дятлов, 50), Гуляев (Криушичев, 37), Гурылёв (Кондояниди, 50), Посмашный (Рыков, 50). Главный тренер: Дмитрий Владимирович Комбаров. |                          |                 |                    |                                                  |

### Молодёжный состав
| 25 января 2025 | Спартак U-19 (Москва) | 0:5 (0:1)       | Краснодар U-19                                                       | Белек |
| 11:00 MSK |                       | отчёт (Спартак) | 40′ Гусейнов · 67′ (пен.), 78′ Голубков · 69′ Буркин · 86′ Семизаров |       |
| Спартак U-19 (Москва): Пичиенко (Джураев, 46), Житников (Сечкин, 46), Дергач (Долбиев, 46), Кузнецов, Мельников (игрок на просмотре, 46), Макаров (Кобелев, 46), Пыхчеев , Сорокин (Кондояниди, 46), Трофимов (Аллахвердиев, 46), Шопин (Фатеев, 46), Рыков. Главный тренер: Игорь Викторович Рябов. |                       |                 |                                                                      |       |

| 30 января 2025 | Спартак U-19 (Москва) | 1:0 (1:0)       | Локомотив U-19 (Москва) | Белек |
| 17:00 MSK | Кузнецов 14′          | отчёт (Спартак) |                         |       |
| Спартак U-19 (Москва): Пичиенко (Джураев, 68), Житников (Трофимов, 68), Дергач (Долбиев, 76), Кузнецов (Сечкин, 76), Мельников (игрок на просмотре, 61), Макаров (Аллахвердиев, 69), Кобелев (Комельков, 59), Сорокин (Хэдрик, 72), Кондояниди (Фатеев, 76), Шопин, Рыков . Главный тренер: Игорь Викторович Рябов. |                       |                 |                         |       |

| 6 февраля 2025 | Спартак U-19 (Москва) | 0:1 (0:0)       | Зенит U-19 (Санкт-Петербург) | Белек |
| 16:00 MSK |                       | отчёт (Спартак) | 76′ (пен.) Лукиян            |       |
| Спартак U-19 (Москва): Пичиенко (Джураев, 64), Сечкин (Хэдрик, 64), Дергач (Долбиев, 64), Кузнецов, Мельников, Макаров (Пыхчеев, 64), Кобелев (Житников, 46), Сорокин (Комельков, 64), Кондояниди (Фатеев, 64), Шопин (Трофимов, 64), Рыков (Аллахвердиев, 64). Главный тренер: Игорь Викторович Рябов. |                       |                 |                              |       |

| 14 февраля 2025 | Спартак U-19 (Москва)       | 2:3 (1:2)       | Чертаново U-19                        | Белек |
| 11:00 MSK | Комельков 37′ · Помалюк 58′ | отчёт (Спартак) | 12′ Атаян · 36′ Борисов · 64′ Пузанов |       |
| Спартак U-19 (Москва): Лобанов (Прохоров, 46), Парфёнов (Житников, 62), Долбиев (игрок на просмотре, 46), Гапеев, Бауэр, Аллахвердиев, Кобелев (Фатеев, 46), Комельков (Хэдрик, 46), Трофимов (Солопов, 46), Чушкин, Помалюк. Главный тренер: Игорь Викторович Рябов. |                             |                 |                                       |       |

| 14 февраля 2025 | Спартак U-19 (Москва) | 0:3 (0:0)       | ЦСКА U-19 (Москва)                                      | Белек |
| 17:00 MSK |                       | отчёт (Спартак) | 47′ Савин · 62′ игрок на просмотре · 85′ (пен.) Дударин |       |
| Спартак U-19 (Москва): Джураев, Сечкин, Дергач, Кузнецов, Добродицкий, Макаров, Кондояниди, Сорокин (Кобелев, 74), Массалыга, Шопин (Трофимов, 74), Рыков (Житников, 74). Главный тренер: Игорь Викторович Рябов. |                       |                 |                                                         |       |

| 21 февраля 2025 | Спартак U-19 (Москва) | 1:1 (0:0)       | Родина-2              | Белек |
| 14:00 MSK | Кочанов 89′           | отчёт (Спартак) | 74′ (пен.) Максименко |       |
| Спартак U-19 (Москва): Пичиенко (Джураев, 46), Серов, Кузнецов , Дергач, Сечкин, Аллахвердиев (Высоченко, 46), Кобелев (Абдуллаев, 46), Сорокин (Кочанов, 46), Трофимов (Пелевин, 46), Чушкин, Житников (Фролов, 46). Главный тренер: Игорь Викторович Рябов. |                       |                 |                       |       |

| 26 февраля 2025 | Спартак U-19 (Москва)    | 2:1 (1:1)       | Чертаново U-19 | Белек |
| 11:00 MSK | Рыков 26′ · Кузнецов 76′ | отчёт (Спартак) | 36′ неизвестно |       |
| Спартак U-19 (Москва): Пичиенко (Лукин, 46), Сечкин, Дергач (Долбиев, 80), Кузнецов , Мельников, Кобелев (Макаров, 71), Аллахвердиев, Сорокин (Комельков, 71), Трофимов, Шопин (Хэдрик, 80), Рыков (Житников, 71). Главный тренер: Игорь Викторович Рябов. |                          |                 |                |       |

| 7 июня 2025 | Спартак U-19 (Москва)                      | 4:0 (1:0)       | Витязь U-19 (Подольск) | Подольск        |
| 9:00 MSK | Чушкин 35′ · Фролов 55′, 73′ · Сорокин 66′ | отчёт (Спартак) |                        | Стадион: «Труд» |
| Спартак U-19 (Москва): Лукин (Прохоров, 46), Сечкин (Трофимов, 46), Долбиев (Кузнецов, 46), Дергач (Аллахвердиев, 46), Мельников (Носачёв, 46), Высоченко (Кочанов, 46), Кобелев (Пелевин, 46), Житников (Сорокин, 46), Кондояниди (Хэдрик, 34; Макаров, 60), Чушкин (Шопин, 46), Рыков (Кондояниди, 40; Фролов, 46). Главный тренер: Игорь Викторович Рябов. |                                            |                 |                        |                 |

| 13 июня 2025 | Спартак U-19 (Москва) | 1:2 (1:2)       | Строгино U-19             | Москва            |
| 11:00 MSK | Пелевин 11′           | отчёт (Спартак) | 38′ Муродов · 45′ Колесов | Стадион: «Янтарь» |
| Спартак U-19 (Москва): Пичиенко (Джураев, 46), Сечкин (Житников, 76), Кузнецов , Дергач (Долбиев, 80), Мельников (Трофимов, 76), Высоченко (Кобелев, 76), Пелевин (Аллахвердиев, 62), Кочанов (Кондояниди, 56), Рыков (Фролов, 56), Чушкин (Шопин, 56), Сорокин (Носачёв, 66). Главный тренер: Игорь Викторович Рябов. |                       |                 |                           |                   |

Примечания:
1. ↑  Матч состоял из двух таймов по 35 минут.
2. ↑  Встреча прошла в закрытом режиме[221].
3. 1 2  Матч состоял из двух таймов по 30 минут.

## Статистика сезона

### Игры и голы
В статистику включены только официальные матчи.
| №.                                                             | Нац.                    | Позиция | Игрок                | Всего   | Всего   | Премьер-лига | Премьер-лига | Кубок России | Кубок России |
| №.                                                             | Нац.                    | Позиция | Игрок                | Игры    | Голы    | Игры         | Голы         | Игры         | Голы         |
| Вратари                                                        | Вратари                 | Вратари | Вратари              | Вратари | Вратари | Вратари      | Вратари      | Вратари      | Вратари      |
| -------------------------------------------------------------- | ----------------------- | ------- | -------------------- | ------- | ------- | ------------ | ------------ | ------------ | ------------ |
| 1                                                              | Флаг России             | Вр      | Илья Помазун         | 3       | -2      | 3            | -2           | 0            | -0           |
| 16                                                             | Флаг России             | Вр      | Александр Довбня     | 1       | 0       | 1            | -0           | 0            | -0           |
| 98                                                             | Флаг России             | Вр      | Александр Максименко | 31      | -28     | 27           | -23          | 4            | -5           |
| Защитники                                                      |                         |         |                      |         |         |              |              |              |              |
| 2                                                              | Флаг Молдовы            | Защ     | Олег Рябчук          | 35      | 0       | 27           | 0            | 8            | 0            |
| 4                                                              | Флаг Парагвая           | Защ     | Алексис Дуарте       | 19      | 0       | 15           | 0            | 4            | 0            |
| 6                                                              | Флаг Сербии             | Защ     | Срджан Бабич         | 32      | 2       | 26           | 2            | 6            | 0            |
| 14                                                             | Флаг Суринама           | Защ     | Миенти Абена         | 12      | 0       | 7            | 0            | 5            | 0            |
| 23                                                             | Флаг России             | Защ     | Никита Чернов        | 11      | 0       | 8            | 0            | 3            | 0            |
| 29                                                             | Флаг Португалии         | Защ     | Рикарду Мангаш       | 17      | 3       | 11           | 2            | 6            | 1            |
| 82                                                             | Флаг России             | Защ     | Даниил Хлусевич      | 18      | 0       | 13           | 0            | 5            | 0            |
| 97                                                             | Флаг России             | Защ     | Даниил Денисов       | 36      | 0       | 25           | 0            | 11           | 0            |
| Полузащитники                                                  |                         |         |                      |         |         |              |              |              |              |
| 5                                                              | Флаг Аргентины          | ПЗ      | Эсекьель Барко       | 36      | 14      | 27           | 12           | 9            | 2            |
| 7                                                              | Флаг Аргентины          | ПЗ      | Пабло Солари         | 15      | 2       | 11           | 2            | 4            | 0            |
| 8                                                              | Флаг Бразилии           | ПЗ      | Маркиньос            | 36      | 2       | 26           | 0            | 10           | 2            |
| 18                                                             | Флаг России             | ПЗ      | Наиль Умяров         | 34      | 3       | 28           | 3            | 6            | 0            |
| 19                                                             | Флаг Парагвая           | ПЗ      | Хесус Медина         | 24      | 3       | 18           | 1            | 6            | 2            |
| 22                                                             | Флаг России             | ПЗ      | Михаил Игнатов       | 15      | 0       | 9            | 0            | 6            | 0            |
| 25                                                             | Флаг России             | ПЗ      | Данил Пруцев         | 30      | 1       | 19           | 1            | 11           | 0            |
| 35                                                             | Флаг Люксембурга        | ПЗ      | Кристофер Мартинс    | 33      | 9       | 23           | 3            | 10           | 6            |
| 47                                                             | Флаг России             | ПЗ      | Роман Зобнин         | 22      | 2       | 16           | 1            | 6            | 1            |
| 56                                                             | Флаг России             | ПЗ      | Никита Массалыга     | 3       | 0       | 3            | 0            | 0            | 0            |
| 68                                                             | Флаг России             | ПЗ      | Руслан Литвинов      | 31      | 0       | 21           | 0            | 10           | 0            |
| 77                                                             | Флаг ДР Конго           | ПЗ      | Тео Бонгонда         | 34      | 8       | 27           | 7            | 7            | 1            |
| Нападающие                                                     |                         |         |                      |         |         |              |              |              |              |
| 9                                                              | Флаг Коста-Рики         | Нап     | Манфред Угальде      | 36      | 18      | 29           | 17           | 7            | 1            |
| 11                                                             | Флаг Тринидада и Тобаго | Нап     | Ливай Гарсия         | 15      | 3       | 11           | 1            | 4            | 2            |
| Игроки покинувшие команду или ушедшие в аренду по ходу сезона: |                         |         |                      |         |         |              |              |              |              |
| 7                                                              | Флаг России             | Нап     | Александр Соболев    | 1       | 0       | 1            | 0            | 0            | 0            |
| 11                                                             | Флаг Ямайки             | Нап     | Шамар Николсон       | 14      | 4       | 9            | 3            | 5            | 1            |
| 12                                                             | Флаг Бразилии           | Нап     | Виллиан Жозе         | 13      | 1       | 7            | 0            | 6            | 1            |
| 17                                                             | Флаг России             | ПЗ      | Антон Зиньковский    | 13      | 0       | 7            | 0            | 6            | 0            |
| 20                                                             | Флаг Португалии         | Защ     | Томаш Тавариш        | 0       | 0       | 0            | 0            | 0            | 0            |
| 21                                                             | Флаг России             | ПЗ      | Игорь Дмитриев       | 0       | 0       | 0            | 0            | 0            | 0            |
| 28                                                             | Флаг России             | ПЗ      | Даниил Зорин         | 10      | 2       | 4            | 0            | 6            | 2            |
| 39                                                             | Флаг России             | Защ     | Павел Маслов         | 3       | 1       | 1            | 0            | 2            | 1            |
| 57                                                             | Флаг России             | Вр      | Александр Селихов    | 8       | -7      | 0            | -0           | 8            | -7           |
| 70                                                             | Флаг России             | Нап     | Павел Мелёшин        | 5       | 0       | 2            | 0            | 3            | 0            |
| 74                                                             | Флаг России             | Защ     | Егор Гузиев          | 1       | 0       | 0            | 0            | 1            | 0            |

### Дисциплинарные показатели
В статистику включены только официальные матчи.
| 1                                                              | Флаг России             | Вр    | Илья Помазун         | 0  | 0 | 0 | 0  | 0 | 0 | 0   | 0 | 0 |
| 16                                                             | Флаг России             | Вр    | Александр Довбня     | 0  | 0 | 0 | 0  | 0 | 0 | 0   | 0 | 0 |
| 98                                                             | Флаг России             | Вр    | Александр Максименко | 1  | 0 | 0 | 0  | 0 | 0 | 1   | 0 | 0 |
| Защитники                                                      |                         |       |                      |    |   |   |    |   |   |     |   |   |
| 2                                                              | Флаг Молдовы            | Защ   | Олег Рябчук          | 5  | 0 | 0 | 1  | 0 | 1 | 6   | 0 | 1 |
| 4                                                              | Флаг Парагвая           | Защ   | Алексис Дуарте       | 4  | 1 | 0 | 0  | 0 | 0 | 4   | 1 | 0 |
| 6                                                              | Флаг Сербии             | Защ   | Срджан Бабич         | 8  | 1 | 0 | 1  | 0 | 0 | 9   | 1 | 0 |
| 14                                                             | Флаг Суринама           | Защ   | Миенти Абена         | 1  | 0 | 0 | 1  | 0 | 0 | 2   | 0 | 0 |
| 23                                                             | Флаг России             | Защ   | Никита Чернов        | 1  | 0 | 0 | 0  | 0 | 0 | 1   | 0 | 0 |
| 29                                                             | Флаг Португалии         | Защ   | Рикарду Мангаш       | 0  | 0 | 0 | 1  | 0 | 0 | 1   | 0 | 0 |
| 82                                                             | Флаг России             | Защ   | Даниил Хлусевич      | 3  | 0 | 0 | 2  | 0 | 0 | 5   | 0 | 0 |
| 97                                                             | Флаг России             | Защ   | Даниил Денисов       | 8  | 0 | 0 | 0  | 0 | 0 | 8   | 0 | 0 |
| Полузащитники                                                  |                         |       |                      |    |   |   |    |   |   |     |   |   |
| 5                                                              | Флаг Аргентины          | ПЗ    | Эсекьель Барко       | 5  | 0 | 0 | 0  | 0 | 0 | 5   | 0 | 0 |
| 7                                                              | Флаг Аргентины          | ПЗ    | Пабло Солари         | 5  | 0 | 0 | 0  | 0 | 0 | 5   | 0 | 0 |
| 8                                                              | Флаг Бразилии           | ПЗ    | Маркиньос            | 2  | 0 | 0 | 2  | 0 | 0 | 4   | 0 | 0 |
| 18                                                             | Флаг России             | ПЗ    | Наиль Умяров         | 6  | 0 | 0 | 2  | 0 | 1 | 8   | 0 | 1 |
| 19                                                             | Флаг Парагвая           | ПЗ    | Хесус Медина         | 2  | 0 | 0 | 0  | 0 | 0 | 2   | 0 | 0 |
| 22                                                             | Флаг России             | ПЗ    | Михаил Игнатов       | 0  | 0 | 0 | 0  | 0 | 0 | 0   | 0 | 0 |
| 25                                                             | Флаг России             | ПЗ    | Данил Пруцев         | 1  | 0 | 0 | 0  | 0 | 0 | 1   | 0 | 0 |
| 35                                                             | Флаг Люксембурга        | ПЗ    | Кристофер Мартинс    | 6  | 0 | 0 | 1  | 0 | 0 | 7   | 0 | 0 |
| 47                                                             | Флаг России             | ПЗ    | Роман Зобнин         | 2  | 1 | 0 | 1  | 0 | 0 | 3   | 1 | 0 |
| 56                                                             | Флаг России             | ПЗ    | Никита Массалыга     | 0  | 0 | 0 | 0  | 0 | 0 | 0   | 0 | 0 |
| 68                                                             | Флаг России             | ПЗ    | Руслан Литвинов      | 3  | 0 | 2 | 3  | 0 | 0 | 6   | 0 | 2 |
| 77                                                             | Флаг ДР Конго           | ПЗ    | Тео Бонгонда         | 1  | 0 | 0 | 0  | 0 | 0 | 1   | 0 | 0 |
| Нападающие                                                     |                         |       |                      |    |   |   |    |   |   |     |   |   |
| 9                                                              | Флаг Коста-Рики         | Нап   | Манфред Угальде      | 2  | 0 | 0 | 1  | 1 | 0 | 3   | 1 | 0 |
| 11                                                             | Флаг Тринидада и Тобаго | Нап   | Ливай Гарсия         | 0  | 0 | 0 | 0  | 0 | 0 | 0   | 0 | 0 |
| Сотрудники                                                     |                         |       |                      |    |   |   |    |   |   |     |   |   |
| —                                                              | Флаг Сербии             | ГТ    | Деян Станкович       | 6  | 0 | 0 | 4  | 2 | 0 | 10  | 2 | 0 |
| —                                                              | Флаг Сербии             | АГТ   | Ненад Сакич          | 3  | 0 | 2 | 1  | 0 | 0 | 4   | 0 | 2 |
| —                                                              | Флаг России             | АГТ   | Вадим Романов        | 1  | 0 | 0 | 0  | 0 | 0 | 1   | 0 | 0 |
| —                                                              | Флаг Италии             | ТВ    | Пьерлуиджи Бривио    | 1  | 0 | 0 | 0  | 0 | 0 | 1   | 0 | 0 |
| —                                                              | Флаг России             | ТВ    | Александр Мельников  | 1  | 0 | 0 | 0  | 0 | 0 | 1   | 0 | 0 |
| —                                                              | Флаг России             | ТК    | Артём Ребров         | 1  | 0 | 0 | 0  | 0 | 0 | 1   | 0 | 0 |
| —                                                              | Флаг Италии             | А     | Винченцо Сассо       | 2  | 0 | 0 | 0  | 0 | 1 | 2   | 0 | 1 |
| —                                                              | Флаг Италии             | А     | Андреа Фардоне       | 1  | 0 | 0 | 0  | 0 | 0 | 1   | 0 | 0 |
| Игроки покинувшие команду или ушедшие в аренду по ходу сезона: |                         |       |                      |    |   |   |    |   |   |     |   |   |
| 7                                                              | Флаг России             | Нап   | Александр Соболев    | 0  | 0 | 0 | 0  | 0 | 0 | 0   | 0 | 0 |
| 11                                                             | Флаг Ямайки             | Нап   | Шамар Николсон       | 1  | 0 | 0 | 0  | 0 | 0 | 1   | 0 | 0 |
| 12                                                             | Флаг Бразилии           | Нап   | Виллиан Жозе         | 0  | 0 | 0 | 0  | 0 | 0 | 0   | 0 | 0 |
| 17                                                             | Флаг России             | ПЗ    | Антон Зиньковский    | 0  | 0 | 0 | 0  | 0 | 0 | 0   | 0 | 0 |
| 20                                                             | Флаг Португалии         | Защ   | Томаш Тавариш        | 0  | 0 | 0 | 0  | 0 | 0 | 0   | 0 | 0 |
| 21                                                             | Флаг России             | ПЗ    | Игорь Дмитриев       | 0  | 0 | 0 | 0  | 0 | 0 | 0   | 0 | 0 |
| 28                                                             | Флаг России             | ПЗ    | Даниил Зорин         | 0  | 0 | 0 | 1  | 1 | 0 | 1   | 1 | 0 |
| 39                                                             | Флаг России             | Защ   | Павел Маслов         | 0  | 0 | 0 | 2  | 0 | 0 | 2   | 0 | 0 |
| 57                                                             | Флаг России             | Вр    | Александр Селихов    | 0  | 0 | 0 | 1  | 0 | 0 | 1   | 0 | 0 |
| 70                                                             | Флаг России             | Нап   | Павел Мелёшин        | 0  | 0 | 0 | 0  | 0 | 0 | 0   | 0 | 0 |
| 74                                                             | Флаг России             | Защ   | Егор Гузиев          | 0  | 0 | 0 | 0  | 0 | 0 | 0   | 0 | 0 |
| Всего                                                          | Всего                   | Всего | Всего                | 83 | 3 | 4 | 25 | 4 | 3 | 108 | 7 | 7 |

### Бомбардиры
Включает в себя все официальные игры. Список отсортирован по итоговому результату.
| Позиция      | Национальность    | Номер | Игрок             | Премьер-лига | Кубок России | Итого |
| ------------ | ----------------- | ----- | ----------------- | ------------ | ------------ | ----- |
| Нападающий   | Коста-Рика        | 9     | Манфред Угальде   | 17           | 1            | 18    |
| Полузащитник | Аргентина         | 5     | Эсекьель Барко    | 12           | 2            | 14    |
| Полузащитник | Люксембург        | 35    | Кристофер Мартинс | 3            | 6            | 9     |
| Полузащитник | ДР Конго          | 77    | Тео Бонгонда      | 7            | 1            | 8     |
| Нападающий   | Ямайка            | 11    | Шамар Николсон    | 3            | 1            | 4     |
| Полузащитник | Парагвай          | 19    | Хесус Медина      | 1            | 2            | 3     |
| Полузащитник | Россия            | 18    | Наиль Умяров      | 3            | 0            | 3     |
| Нападающий   | Тринидад и Тобаго | 11    | Ливай Гарсия      | 1            | 2            | 3     |
| Защитник     | Португалия        | 29    | Рикарду Мангаш    | 2            | 1            | 3     |
| Защитник     | Сербия            | 6     | Срджан Бабич      | 2            | 0            | 2     |
| Полузащитник | Россия            | 28    | Даниил Зорин      | 0            | 2            | 2     |
| Полузащитник | Бразилия          | 8     | Маркиньос         | 0            | 2            | 2     |
| Полузащитник | Аргентина         | 7     | Пабло Солари      | 2            | 0            | 2     |
| Полузащитник | Россия            | 47    | Роман Зобнин      | 1            | 1            | 2     |
| Защитник     | Россия            | 39    | Павел Маслов      | 0            | 1            | 1     |
| Полузащитник | Россия            | 25    | Данил Пруцев      | 1            | 0            | 1     |
| Нападающий   | Бразилия          | 12    | Виллиан Жозе      | 0            | 1            | 1     |
| Всего        | Всего             | Всего | Всего             | 55           | 23           | 78    |

### Голевые передачи
Включает в себя все официальные игры. Список отсортирован по итоговому результату.
| Позиция      | Национальность | Номер | Игрок             | Премьер-лига | Кубок России | Итого |
| ------------ | -------------- | ----- | ----------------- | ------------ | ------------ | ----- |
| Полузащитник | Бразилия       | 8     | Маркиньос         | 10           | 2            | 12    |
| Полузащитник | Аргентина      | 5     | Эсекьель Барко    | 6            | 2            | 8     |
| Полузащитник | Люксембург     | 35    | Кристофер Мартинс | 5            | 0            | 5     |
| Защитник     | Молдова        | 2     | Олег Рябчук       | 2            | 2            | 4     |
| Нападающий   | Коста-Рика     | 9     | Манфред Угальде   | 3            | 1            | 4     |
| Полузащитник | Россия         | 17    | Антон Зиньковский | 0            | 3            | 3     |
| Полузащитник | Россия         | 25    | Данил Пруцев      | 3            | 0            | 3     |
| Полузащитник | Парагвай       | 19    | Хесус Медина      | 2            | 0            | 2     |
| Полузащитник | ДР Конго       | 77    | Тео Бонгонда      | 1            | 1            | 2     |
| Защитник     | Россия         | 97    | Даниил Денисов    | 1            | 1            | 2     |
| Полузащитник | Аргентина      | 7     | Пабло Солари      | 1            | 1            | 2     |
| Защитник     | Сербия         | 6     | Срджан Бабич      | 1            | 0            | 1     |
| Полузащитник | Россия         | 28    | Даниил Зорин      | 0            | 1            | 1     |
| Полузащитник | Россия         | 47    | Роман Зобнин      | 0            | 1            | 1     |
| Защитник     | Парагвай       | 4     | Алексис Дуарте    | 1            | 0            | 1     |
| Защитник     | Россия         | 23    | Никита Чернов     | 1            | 0            | 1     |
| Защитник     | Россия         | 82    | Даниил Хлусевич   | 1            | 0            | 1     |
| Всего        | Всего          | Всего | Всего             | 38           | 15           | 53    |

### Автоголы
В статистику включены только официальные матчи.
| Позиция      | Национальность | Номер | Игрок                | Дата             | Соревнование             | Соперник                |
| ------------ | -------------- | ----- | -------------------- | ---------------- | ------------------------ | ----------------------- |
| Полузащитник | Россия         | 68    | Руслан Литвинов      | 15 сентября 2024 | 8-й тур РПЛ              | Динамо (Махачкала)      |
| Полузащитник | Парагвай       | 19    | Хесус Медина         | 19 октября 2024  | 12-й тур РПЛ             | Краснодар               |
| Защитник     | Россия         | 97    | Даниил Денисов       | 11 апреля 2025   | 24-й тур РПЛ             | Динамо (Махачкала)      |
| Защитник     | Россия         | 97    | Даниил Денисов       | 29 апреля 2025   | 1/2 финала КР (2-й матч) | Динамо (Москва)         |
| Вратарь      | Россия         | 98    | Александр Максименко | 15 мая 2025      | Финал КР (нижняя сетка)  | Ростов (Ростов-на-Дону) |

### «Сухие» матчи
Включает в себя все официальные игры. Список отсортирован по итоговому результату.
| Позиция | Национальность | Номер | Игрок                | Премьер-лига | Кубок России | Итого |
| ------- | -------------- | ----- | -------------------- | ------------ | ------------ | ----- |
| Вратарь | Россия         | 98    | Александр Максименко | 15           | 1            | 16    |
| Вратарь | Россия         | 57    | Александр Селихов    | 0            | 3            | 3     |
| Вратарь | Россия         | 1     | Илья Помазун         | 2            | 0            | 2     |
| Вратарь | Россия         | 16    | Александр Довбня     | 1            | 0            | 1     |
| Всего   | Всего          | Всего | Всего                | 18           | 4            | 22    |

### Пенальти
В статистику включены только официальные матчи.
| Позиция      | Национальность | Номер | Игрок          | Дата             | Соревнование             | Соперник                | Статус                      |
| ------------ | -------------- | ----- | -------------- | ---------------- | ------------------------ | ----------------------- | --------------------------- |
| Полузащитник | ДР Конго       | 77    | Тео Бонгонда   | 28 июля 2024     | 2-й тур РПЛ              | Химки                   | Не реализован (вратарь)     |
| Полузащитник | Парагвай       | 19    | Хесус Медина   | 31 июля 2024     | 1-й тур ГЭ КР            | Динамо (Москва)         | Реализован                  |
| Полузащитник | Аргентина      | 5     | Эсекьель Барко | 18 августа 2024  | 5-й тур РПЛ              | Факел (Воронеж)         | Реализован                  |
| Полузащитник | Аргентина      | 5     | Эсекьель Барко | 31 августа 2024  | 7-й тур РПЛ              | Рубин (Казань)          | Реализован                  |
| Полузащитник | Аргентина      | 5     | Эсекьель Барко | 22 сентября 2024 | 9-й тур РПЛ              | Динамо (Москва)         | Реализован                  |
| Полузащитник | Аргентина      | 5     | Эсекьель Барко | 28 сентября 2024 | 10-й тур РПЛ             | Локомотив (Москва)      | Реализован                  |
| Полузащитник | Аргентина      | 5     | Эсекьель Барко | 2 октября 2024   | 5-й тур ГЭ КР            | Динамо (Москва)         | Реализован                  |
| Полузащитник | Аргентина      | 5     | Эсекьель Барко | 5 ноября 2024    | 1/4 финала КР (1-й матч) | Ростов (Ростов-на-Дону) | Не реализован (вратарь)     |
| Полузащитник | Аргентина      | 5     | Эсекьель Барко | 9 марта 2025     | 20-й тур РПЛ             | Рубин (Казань)          | Реализован                  |
| Полузащитник | Парагвай       | 19    | Хесус Медина   | 11 апреля 2025   | 24-й тур РПЛ             | Динамо (Махачкала)      | Не реализован (перекладина) |
| Полузащитник | Аргентина      | 5     | Эсекьель Барко | 15 апреля 2025   | 1/2 финала КР (1-й матч) | Урал (Екатеринбург)     | Реализован                  |
| Полузащитник | Аргентина      | 5     | Эсекьель Барко | 19 апреля 2025   | 25-й тур РПЛ             | Акрон (Тольтти)         | Не реализован (вратарь)     |
| Полузащитник | Аргентина      | 5     | Эсекьель Барко | 19 апреля 2025   | 25-й тур РПЛ             | Акрон (Тольтти)         | Реализован                  |
| Полузащитник | Аргентина      | 5     | Эсекьель Барко | 26 апреля 2025   | 26-й тур РПЛ             | ЦСКА (Москва)           | Реализован                  |
| Полузащитник | Аргентина      | 7     | Пабло Солари   | 18 мая 2025      | 29-й тур РПЛ             | Крылья Советов (Самара) | Реализован                  |

### Капитаны в сезоне
В статистику включены только официальные матчи.
| №  | Поз. | Стр.        | Игроки               | Старты | Прим.           |
| -- | ---- | ----------- | -------------------- | ------ | --------------- |
| 98 | Вр   | Флаг России | Александр Максименко | 25     |                 |
| 47 | ПЗ   | Флаг России | Роман Зобнин         | 12     | Капитан команды |
| 57 | Вр   | Флаг России | Александр Селихов    | 5      |                 |

### Тактические схемы
В статистику включены только официальные матчи.
| М  | Расстановка | Матчи        | Матчи        | Матчи | Матчи |
| М  | Расстановка | Премьер-лига | Кубок России |       |       |
| 36 | 4-3-3       | 25           | 11           |       |       |
| 4  | 4-4-2       | 3            | 1            |       |       |
| 1  | 3-5-2       | 1            |              |       |       |
| 1  | 3-4-3       | 1            |              |       |       |

### Общая статистика
В данной таблице не учитываются результаты товарищеских матчей.
| Сыграно матчей                        | 42 (30 — Премьер-лига, 12 — Кубок России)                             |
| Победы                                | 25 (17 — Премьер-лига, 8 — Кубок России)                              |
| Ничьи                                 | 6 (6 — Премьер-лига, 0 — Кубок России)                                |
| Поражения                             | 11 (7 — Премьер-лига, 4 — Кубок России)                               |
| Забито мячей                          | 80 (1,9 за игру)                                                      |
| Пропущено мячей                       | 37 (0,88 за игру)                                                     |
| Разница мячей                         | +43                                                                   |
| Матчей на ноль                        | 21                                                                    |
| Жёлтых карточек                       | 108 (2,57 за игру)                                                    |
| Удаления                              | 14 (0,33 за игру)                                                     |
| Худшая дисциплина                     | Деян Станкович (тренер): — 10; — 2; — 0                               |
| Лучший счёт                           | 5:0 (Д) против «Химок» — Премьер-лига, 30-й тур, 24 мая 2025          |
| Худший счёт                           | 0:3 (Д) против «Краснодара» — Премьер-лига, 12-й тур, 19 октября 2024 |
| Наибольшее число матчей без поражений | 7 (Премьер-лига — 2-6 туры, Кубок России — 1-2 туры)                  |
| Наибольшее число поражений            | 2 (Премьер-лига — 28 тур, Кубок России — финал нижней сетки)          |
| Лучший бомбардир                      | Манфред Угальде (18 мячей)                                            |
| Лучший ассистент                      | Маркиньос (12 передач)                                                |
| Гол + Пас                             | Манфред Угальде (18+4) Эсекьель Барко (14+8)                          |
| Наибольшее число матчей               | Эсекьель Барко Даниил Денисов Маркиньос Манфред Угальде (36 матчей)   |

## Соревнования
| Соревнование                | Первый матч  | Последний матч | Раунд-начало   | Итог выступления   | Статистика выступлений | Статистика выступлений | Статистика выступлений | Статистика выступлений | Статистика выступлений | Статистика выступлений | Статистика выступлений | Статистика выступлений | Ссылка          |
| Соревнование                | Первый матч  | Последний матч | Раунд-начало   | Итог выступления   | И                      | В                      | Н                      | П                      | ГЗ                     | ГП                     | РМ                     | В %                    | Ссылка          |
| --------------------------- | ------------ | -------------- | -------------- | ------------------ | ---------------------- | ---------------------- | ---------------------- | ---------------------- | ---------------------- | ---------------------- | ---------------------- | ---------------------- | --------------- |
| Чемпионат России            | 19 июля 2024 | 24 мая 2025    | 1-й тур        | 4-е место          | 30                     | 17                     | 6                      | 7                      | 56                     | 25                     | +31                    | 056,67                 | [ 222 ] [ 223 ] |
| Кубок России                | 31 июля 2024 | 15 мая 2025    | Групповой этап | Финал нижней сетки | 12                     | 8                      | 0                      | 4                      | 24                     | 12                     | +12                    | 066,67                 | [ 224 ] [ 225 ] |
| Всего                       | Всего        | Всего          | Всего          | Всего              | 42                     | 25                     | 6                      | 11                     | 80                     | 37                     | +43                    | 059,52                 |                 |
| Обновлено: 24 мая 2025 года |              |                |                |                    |                        |                        |                        |                        |                        |                        |                        |                        |                 |

## Премьер-лига

### Турнирная таблица
| Поз | Команда         | И  | В  | Н | П | МЗ | МП | РМ  | О  |
| --- | --------------- | -- | -- | - | - | -- | -- | --- | -- |
| 2   | Зенит           | 30 | 20 | 6 | 4 | 58 | 18 | +40 | 66 |
| 3   | ЦСКА            | 30 | 17 | 8 | 5 | 47 | 21 | +26 | 59 |
| 4   | Спартак         | 30 | 17 | 6 | 7 | 56 | 25 | +31 | 57 |
| 5   | Динамо (Москва) | 30 | 16 | 8 | 6 | 61 | 35 | +26 | 56 |
| 6   | Локомотив       | 30 | 15 | 8 | 7 | 51 | 41 | +10 | 53 |

Пункт 17.3. В случае равенства очков у двух и более команд места команд в таблице Чемпионата определяются:
− по результатам игр между собой (число очков, количество побед, разность забитых и пропущенных мячей, число забитых мячей);
− по наибольшему числу побед во всех матчах;
− по лучшей разности забитых и пропущенных мячей во всех матчах;
− по наибольшему числу забитых мячей во всех матчах;
Пункт 17.4. При абсолютном равенстве всех указанных показателей места команд в итоговой турнирной таблице определяются в дополнительном матче (турнире) между этими командами.

### Статистика выступлений
| Итого | Итого | Итого | Итого | Итого | Итого | Итого | Итого | Дома | Дома | Дома | Дома | Дома | Дома | На выезде | На выезде | На выезде | На выезде | На выезде | На выезде |
| И     | О     | В     | Н     | П     | МЗ    | МП    | РМ    | В    | Н    | П    | МЗ   | МП   | РМ   | В         | Н         | П         | МЗ        | МП        | РМ        |
| ----- | ----- | ----- | ----- | ----- | ----- | ----- | ----- | ---- | ---- | ---- | ---- | ---- | ---- | --------- | --------- | --------- | --------- | --------- | --------- |
| 30    | 57    | 17    | 6     | 7     | 56    | 25    | +31   | 10   | 2    | 3    | 35   | 12   | +23  | 7         | 4         | 4         | 21        | 13        | +8        |

### Результаты по турам
| Тур   | 01 | 02 | 03 | 04 | 05 | 06 | 07 | 08 | 09 | 10 | 11 | 12 | 13 | 14 | 15 | 16 | 17 | 18 | 19 | 20 | 21 | 22 | 23 | 24 | 25 | 26 | 27 | 28 | 29 | 30 |
| ----- | -- | -- | -- | -- | -- | -- | -- | -- | -- | -- | -- | -- | -- | -- | -- | -- | -- | -- | -- | -- | -- | -- | -- | -- | -- | -- | -- | -- | -- | -- |
| Поле  | В  | В  | Д  | Д  | Д  | В  | Д  | В  | Д  | В  | Д  | Д  | В  | В  | Д  | Д  | В  | Д  | Д  | В  | Д  | В  | В  | Д  | В  | Д  | В  | В  | В  | Д  |
| Итог  | П  | В  | В  | Н  | В  | Н  | В  | Н  | Н  | П  | В  | П  | В  | В  | В  | В  | В  | В  | В  | П  | В  | Н  | В  | П  | В  | П  | Н  | П  | В  | В  |
| Место | 15 | 7  | 5  | 5  | 4  | 5  | 4  | 5  | 5  | 6  | 6  | 6  | 6  | 5  | 5  | 4  | 3  | 3  | 2  | 3  | 2  | 3  | 2  | 3  | 3  | 4  | 4  | 5  | 5  | 4  |

Последнее обновление: 24 мая 2025 года.
Источник: РПЛ — Российская Премьер-лига. Официальный сайт

Поле: Д = дома; В = на выезде. Итог: Н = ничья; П = команда проиграла; В = команда выиграла; О = матч отложен.

### Матчи
| 21 июля 2024 1-й тур | Оренбург                              | 2:0 (0:0)                                        | Спартак (Москва)          | Оренбург |
| 17:30 MSK | Перес 43' 62′ · Гюрлюк 67′ · Муро 88' | протокол матча (РПЛ) отчёт (Спартак) обзор матча | 23' Умяров · 80' Хлусевич | Стадион: «Газовик» Зрителей: 7270 Судья: Алексей Сухой (Люберцы) Помощники судьи: Арам Петросян (Бронницы), Александр Богданов (Верея) Видеопомощник судьи (VAR): Артём Любимов (Санкт-Петербург) Ассистент видеопомощника судьи (AVAR): Алексей Амелин (Тула) Резервный судья: Ян Бобровский (Санкт-Петербург) Игрок матча: Эмирджан Гюрлюк («Оренбург») |
| Оренбург: Сысуев, Малых , Перес, Прохин, Сидоров, Михайлов, Горбани, Флорентин (Рыбчинский, 73), Марин (Барановский, 83), Гюрлюк (Муро, 83), Мансилья (Куэро, 90+1). Запасные: Кеняйкин, Москвичёв, Зотов, Хотулёв, Касимов, Башич, Сахархизан. Главный тренер: Давид Деограсия. Спартак (Москва): Максименко, Денисов, Чернов, Бабич, Хлусевич, Зобнин , Умяров (Зиньковский, 67), Зорин (Мартинс, 46), Бонгонда (Мелёшин, 84), Медина (Угальде, 46), Соболев (Игнатов, 67). Запасные: Селихов, Тихомиров, Маслов, Рябчук, Гузиев, Пруцев, Литвинов. Главный тренер: Деян Станкович. |                                       |                                                  |                           | |

| 28 июля 2024 2-й тур | Химки                                            | 1:3 (0:0)                                        | Спартак (Москва)                                                    | Химки |
| 15:00 MSK | Анджелкович 62' · Заболотный 73' · Магомедов 90′ | протокол матча (РПЛ) отчёт (Спартак) обзор матча | 45+9' Бонгонда · 49′ Барко · 55′ Угальде · 72′ Бабич · 90+3' Зобнин | Стадион: «Арена Химки» Зрителей: 6305 Судья: Василий Казарцев (Санкт-Петербург) Помощники судьи: Рашид Абусуев (Санкт-Петербург), Дмитрий Жвакин (Ленинградская область) Видеопомощник судьи (VAR): Алексей Сухой (Люберцы) Ассистент видеопомощника судьи (AVAR): Алексей Амелин (Тула) Резервный судья: Михаил Черемных (Пермь) Игрок матча: Эсекьель Барко («Спартак») |
| Химки: Обухов, Голубович, Филин, Анджелкович, Терехов, Ориньо (Глушаков, 65), Хосонов , Вера (Степанов, 77), Руденко (Берковский, 77), Мирзов (Магомедов, 65), Заболотный (Панченко, 81). Запасные: Кокарев, Исаенко, Волков, Мелентиевич, Юсупов, Абдуллахи, Садыгов. Главный тренер: Франк Артига. Спартак (Москва): Максименко, Хлусевич (Денисов, 67), Чернов, Бабич, Рябчук, Умяров, Зобнин , Барко (Пруцев, 77), Бонгонда (Медина, 67), Игнатов (Зиньковский, 46), Угальде (Виллиан Жозе, 77). Запасные: Селихов, Тихомиров, Маслов, Мартинс, Литвинов, Зорин, Мелёшин. Главный тренер: Деян Станкович. |                                                  |                                                  |                                                                     | |

| 5 августа 2024 3-й тур | Спартак (Москва)                            | 3:0 (2:0)                                        | Крылья Советов (Самара)                         | Москва |
| 20:00 MSK | Угальде 29′, 56′ · Пруцев 40′ · Денисов 61' | протокол матча (РПЛ) отчёт (Спартак) обзор матча | 23' Бабкин · 28' Витюгов · 68' Бейл · 86' Попов | Стадион: «Лукойл Арена» Зрителей: 13 407 Судья: Кирилл Левников (Санкт-Петербург) Помощники судьи: Егор Болховитин (Ленинградская область), Андрей Веретёшкин (Санкт-Петербург) Видеопомощник судьи (VAR): Евгений Турбин (Дмитров) Ассистент видеопомощника судьи (AVAR): Сергей Чебан (Москва) Резервный судья: Роман Сафьян (Москва) Игрок матча: Манфред Угальде («Спартак») |
| Спартак (Москва): Максименко , Хлусевич (Денисов, 46), Чернов (Литвинов, 78), Бабич, Рябчук, Пруцев, Умяров, Барко, Бонгонда (Медина, 73), Зиньковский (Маркиньос, 46), Угальде (Виллиан Жозе, 84). Запасные: Селихов, Довбня, Маслов, Мартинс, Зорин, Николсон, Мелёшин. Главный тренер: Деян Станкович. Крылья Советов (Самара): Песьяков, Рассказов, Солдатенков , Гапонов, Бейл (Попов, 78), Ежов (Печенин, 73), Витюгов (Иванисеня, 73), Бабкин, Орозко, Цыпченко (Олейников, 60), Шитов (Гальдамес, 60). Запасные: Фролов, Ломаев, Лысов, Грибакин, Бобёр, Писарский. Главный тренер: Игорь Витальевич Осинькин. |                                             |                                                  |                                                 | |

| 11 августа 2024 4-й тур | Спартак (Москва)                                      | 0:0 (0:0)                                        | Ахмат (Грозный)                                      | Москва |
| 20:00 MSK | Литвинов 45+1' · Умяров 54' · Денисов 59' · Бабич 63' | протокол матча (РПЛ) отчёт (Спартак) обзор матча | 47' Садулаев · 63' Швец · 68' Агаларов · 90+8' Шелия | Стадион: «Лукойл Арена» Зрителей: 14 257 Судья: Владислав Безбородов (Санкт-Петербург) Помощники судьи: Максим Гаврилин (Владимир), Рустам Мухтаров (Петрозаводск) Видеопомощник судьи (VAR): Андрей Фисенко (Владивосток) Ассистент видеопомощника судьи (AVAR): Артур Фёдоров (Петрозаводск) Резервный судья: Антон Фролов (Москва) Игрок матча: Мирослав Богосавац («Ахмат») |
| Спартак (Москва): Максименко , Денисов (Хлусевич, 66), Литвинов, Бабич, Рябчук, Пруцев (Маркиньос, 46), Умяров (Маслов, 73), Барко, Бонгонда (Мелёшин, 83), Зиньковский (Виллиан Жозе, 46), Угальде. Запасные: Селихов, Довбня, Гузиев, Мартинс, Медина, Игнатов, Зорин. Главный тренер: Деян Станкович. Ахмат (Грозный): Шелия , Тодорович, Адамов, Жиров, Шатара, Богосавац, Камило, Швец, Ковачев (Луна, 73), Садулаев (Исмаэл, 87), Агаларов (Самородов, 76). Запасные: Опарин, Уциев, Гандри, Камилов, Бериша, Мацуев, Диванович, Якуев, Кардосу. Главный тренер: Магомед Мусаевич Адиев. |                                                       |                                                  |                                                      | |

| 18 августа 2024 5-й тур | Спартак (Москва)                         | 3:0 (2:0)                                        | Факел (Воронеж)          | Москва |
| 17:30 MSK | Угальде 3′ · Бабич 9′ · Барко 60′ (пен.) | протокол матча (РПЛ) отчёт (Спартак) обзор матча | 11' Божин · 88' Багамаев | Стадион: «Лукойл Арена» Зрителей: 11 534 Судья: Сергей Иванов (Ростов-на-Дону) Помощники судьи: Алексей Лунёв (Новосибирск), Андрей Образко (Ставрополь) Видеопомощник судьи (VAR): Евгений Турбин (Дмитров) Ассистент видеопомощника судьи (AVAR): Сергей Цыганок (Владивосток) Резервный судья: Антон Фролов (Москва) Игрок матча: Олег Рябчук («Спартак») |
| Спартак (Москва): Максименко , Денисов, Литвинов, Бабич, Рябчук, Мартинс (Пруцев, 66), Умяров (Зорин, 80), Барко, Бонгонда (Медина, 66), Зиньковский (Маркиньос, 66), Угальде (Виллиан Жозе, 80). Запасные: Селихов, Довбня, Маслов, Гузиев, Игнатов, Хлусевич, Мелёшин. Главный тренер: Деян Станкович. Факел (Воронеж): Гудиев, Брахими (Моцпан, 64), Сенаджи, Божин, Дзиов, Альшин, Квеквескири , Щетинин (Гиоргобиани, 46), Мертенс (Селе, 46), Ильин (Аппаев, 64), Марков (Багамаев, 70). Запасные: Беленов, Доровских, Брызгалов, Юрганов, Мастерной, Багателия, Ивлев. Главный тренер: Дмитрий Анатольевич Пятибратов. |                                          |                                                  |                          | |

| 24 августа 2024 6-й тур | Зенит (Санкт-Петербург)         | 0:0 (0:0)                                        | Спартак (Москва)                                    | Санкт-Петербург |
| 17:30 MSK | Эракович 56' 62' · Сантос 90+4' | протокол матча (РПЛ) отчёт (Спартак) обзор матча | 12' Мартинс · 34' Медина · 36' Умяров · 65' Денисов | Стадион: «Газпром Арена» Зрителей: 48 534 Судья: Виталий Мешков (Дмитров) Помощники судьи: Дмитрий Сафьян (Москва), Константин Шаламберидзе (Москва) Видеопомощник судьи (VAR): Сергей Иванов (Ростов-на-Дону) Ассистент видеопомощника судьи (AVAR): Сергей Цыганок (Владивосток) Резервный судья: Роман Сафьян (Москва) Игрок матча: Наиль Умяров («Спартак») |
| Зенит (Санкт-Петербург): Латышонок, Волков (Алип, 46), Эракович, Нино, Сантос , Вендел, Барриос, Клаудиньо (Горшков, 83), Мостовой (Ерохин, 46), Педро (Мантуан, 90), Кассьерра (Сергеев, 90). Запасные: Кержаков, Адамов, Караваев, Чистяков, Васильев, Бардачёв, Артур. Главный тренер: Сергей Богданович Семак. Спартак (Москва): Максименко , Денисов (Чернов, 70), Литвинов, Бабич, Рябчук (Хлусевич, 46), Мартинс (Зобнин, 39), Умяров (Пруцев, 70), Барко, Бонгонда, Медина (Маркиньос, 78), Угальде. Запасные: Селихов, Абена, Зиньковский, Игнатов, Зорин, Виллиан Жозе, Мелёшин. Главный тренер: Деян Станкович. |                                 |                                                  |                                                     | |

| 31 августа 2024 7-й тур | Спартак (Москва)                                                 | 1:0 (0:0)                                        | Рубин (Казань)                       | Москва |
| 19:45 MSK | Денисов 29' · Зобнин 45+1' 62' · Барко 74′ (пен.) · Рябчук 90+1' | протокол матча (РПЛ) отчёт (Спартак) обзор матча | 26' Вуячич · 39' Рожков · 90+3' Даку | Стадион: «Лукойл Арена» Зрителей: 16 694 Судья: Сергей Карасёв (Москва) Помощники судьи: Арам Петросян (Бронницы), Алексей Ермилов (Москва) Видеопомощник судьи (VAR): Евгений Турбин (Дмитров) Ассистент видеопомощника судьи (AVAR): Сергей Цыганок (Владивосток) Резервный судья: Егор Егоров (Нижний Новгород) Игрок матча: Эсекьель Барко («Спартак») |
| Спартак (Москва): Максименко, Денисов (Хлусевич, 65), Литвинов, Бабич, Рябчук, Зобнин , Умяров (Мартинс, 84), Барко, Бонгонда (Маркиньос, 65), Медина (Абена, 84), Угальде (Николсон, 84). Запасные: Селихов, Чернов, Маслов, Зиньковский, Игнатов, Пруцев, Зорин. Главный тренер: Деян Станкович. Рубин (Казань): Ставер, Кабутов, Тесленко (Иванов, 77), Вуячич (Ашурматов, 32), Грицаенко, Рожков (Нижегородов, 77), Зотов (Шабанхаджай, 86), Иву, Рахмоналиев (Безруков, 77), Чумич, Даку. Запасные: Корец, Нигматуллин, Ломовицкий, Апшацев, Йочич, Кузнецов, Фамейе. Главный тренер: Рашид Маматкулович Рахимов. |                                                                  |                                                  |                                      | |

| 15 сентября 2024 8-й тур | Динамо (Махачкала)                                                 | 1:1 (1:1)                                        | Спартак (Москва)                       | Махачкала |
| 19:00 MSK | Литвинов 36′ (авт.) · Сундуков 50' · Мрезиг 90' · Кагермазов 90+3' | протокол матча (РПЛ) отчёт (Спартак) обзор матча | 20′ Угальде · 69' Бонгонда · 75' Бабич | Стадион: «Анжи Арена» Зрителей: 11 839 Судья: Павел Кукуян (Сочи) Помощники судьи: Алексей Стипиди (Краснодар), Алексей Ширяев (Ставрополь) Видеопомощник судьи (VAR): Андрей Фисенко (Владивосток) Ассистент видеопомощника судьи (AVAR): Евгений Кукуляк (Калуга) Резервный судья: Игорь Панин (Дмитров) Игрок матча: Абакар Гаджиев («Динамо») |
| Динамо (Махачкала): Волк, Сундуков (Кагермазов, 61), Пальцев, Табидзе, Шумахов , Сандрачук (Джапо, 89), Глушков, Мрезиг, А. Гаджиев (Сердеров, 89), Джавад (Р. Магомедов, 74), Агаларов (Зинович, 74). Запасные: Т. Магомедов, Ковачевич, Котин, Кирш, Ангбан, Юсупов, Крачковский. Главный тренер: Хасанби Эдуардович Биджиев. Спартак (Москва): Максименко , Хлусевич (Абена, 46), Литвинов, Бабич, Рябчук, Медина (Мартинс, 46), Умяров, Барко, Бонгонда (Мангаш, 87), Маркиньос (Зиньковский, 68), Угальде (Николсон, 78). Запасные: Довбня, Дуарте, Игнатов, Пруцев, Зорин. Главный тренер: Деян Станкович. |                                                                    |                                                  |                                        | |

| 22 сентября 2024 9-й тур | Спартак (Москва)                                       | 2:2 (2:1)                                        | Динамо (Москва)                                                 | Москва |
| 16:30 MSK | Угальде 7′ · Барко 23′ (пен.) · Бабич 52' · Медина 79' | протокол матча (РПЛ) отчёт (Спартак) обзор матча | 3′, 90+4′ Тюкавин · 56' Битело · 72' 74' Маухуб · 72' Фернандес | Стадион: «Лукойл Арена» Зрителей: 26 297 Судья: Сергей Иванов (Ростов-на-Дону) Помощники судьи: Андрей Образко (Ставрополь), Рустам Мухтаров (Петрозаводск) Видеопомощник судьи (VAR): Алексей Сухой (Люберцы) Ассистент видеопомощника судьи (AVAR): Артём Любимов (Санкт-Петербург) Резервный судья: Егор Егоров (Нижний Новгород) Игрок матча: Константин Тюкавин («Динамо») |
| Спартак (Москва): Максименко, Хлусевич (Денисов, 46), Литвинов, Бабич, Рябчук, Зобнин (Мартинс, 64), Умяров, Барко, Бонгонда (Мангаш, 76), Медина (Зиньковский, 82), Угальде. Запасные: Селихов, Довбня, Дуарте, Абена, Игнатов, Пруцев, Николсон. Главный тренер: Деян Станкович. Динамо (Москва): Лунёв, Даса, Майсторович, Фернандес (Бальбуэна, 82), Маричаль, Карраскаль (Кутицкий, 68), Фомин (Макаров, 89), Битело, Нгамалё (Гладышев, 82), Гомес (Маухуб, 68), Тюкавин. Запасные: Лещук, Кудравец, Бессмертный, Гагнидзе, Смелов. Главный тренер: Марцел Личка. |                                                        |                                                  |                                                                 | |

| 28 сентября 2024 10-й тур | Локомотив (Москва)                    | 3:1 (2:1)                                        | Спартак (Москва)                                                                             | Москва |
| 16:30 MSK | Самошников 7′, 36′ 69' · Воробьёв 58′ | протокол матча (РПЛ) отчёт (Спартак) обзор матча | 16′ (пен.) 71' Барко · 45+5' Бабич · 47' Угальде · 61' Рябчук · 86' Мартинс · 90+2' Хлусевич | Стадион: «РЖД Арена» Зрителей: 19 725 Судья: Владислав Безбородов (Санкт-Петербург) Помощники судьи: Максим Гаврилин (Владимир), Кирилл Большаков (Санкт-Петербург) Видеопомощник судьи (VAR): Владимир Москалёв (Воронеж) Ассистент видеопомощника судьи (AVAR): Роман Галимов (Улан-Удэ) Резервный судья: Игорь Панин (Дмитров) Игрок матча: Илья Самошников («Локомотив») |
| Локомотив (Москва): Лантратов, Ненахов (Севикян, 88), Ньямси, Монтес, Сильянов, Карпукас, Баринов , Самошников, Батраков (Сарвели, 81), Пиняев, Воробьёв (Сулейманов, 59). Запасные: Митрюшкин, Веселов, Тикнизян, Погостнов, Салтыков, Радиковский. Главный тренер: Михаил Михайлович Галактионов. Спартак (Москва): Максименко, Денисов (Хлусевич, 63), Абена (Умяров, 46), Бабич, Рябчук, Зобнин (Мартинс, 76), Литвинов, Барко, Бонгонда (Маркиньос, 63), Угальде, Николсон (Виллиан Жозе, 63). Запасные: Селихов, Мангаш, Дуарте, Зиньковский, Игнатов, Пруцев, Зорин. Главный тренер: Деян Станкович. |                                       |                                                  |                                                                                              | |

| 5 октября 2024 11-й тур | Спартак (Москва)                                                  | 3:0 (3:0)                                        | Ростов (Ростов-на-Дону) | Москва |
| 19:00 MSK | Денисов 11' · Умяров 29′ · Николсон 34′, 45+4′ 37' · Литвинов 74' | протокол матча (РПЛ) отчёт (Спартак) обзор матча | 21' Лангович            | Стадион: «Лукойл Арена» Зрителей: 14 695 Судья: Павел Кукуян (Сочи) Помощники судьи: Алексей Стипиди (Краснодар), Андрей Гурбанов (Краснодар) Видеопомощник судьи (VAR): Андрей Фисенко (Владивосток) Ассистент видеопомощника судьи (AVAR): Игорь Демешко (Химки) Резервный судья: Анатолий Жабченко (Краснодар) Игрок матча: Шамар Николсон («Спартак») |
| Спартак (Москва): Максименко , Денисов (Дуарте, 64), Литвинов, Абена, Рябчук, Мартинс, Умяров, Барко, Маркиньос (Мангаш, 80), Угальде (Бонгонда, 72), Николсон (Виллиан Жозе, 72). Запасные: Селихов, Довбня, Зобнин, Зиньковский, Пруцев, Хлусевич, Зорин. Главный тренер: Деян Станкович. Ростов (Ростов-на-Дону): Одоевский, Вахания, Лангович (Комличенко, 58), Сако, Осипенко, Сутормин, Саравия, Глебов , Роналдо, Комаров (Байрамян, 58), Мохеби (Щетинин, 58). Запасные: Ятимов, Ханкич, Е. Чернов, Жбанов, Г. Игнатов, Кучаев, Шанталий, Азнауров, Шамонин. Главный тренер: Валерий Георгиевич Карпин. |                                                                   |                                                  |                         | |

| 19 октября 2024 12-й тур | Спартак (Москва)            | 0:3 (0:2)                                        | Краснодар                                        | Москва |
| 16:30 MSK | Умяров 34' · Литвинов 90+1' | протокол матча (РПЛ) отчёт (Спартак) обзор матча | 8′ 10' Пина · 45′ Витор Са · 90+6′ (авт.) Медина | Стадион: «Лукойл Арена» Зрителей: 25 422 Судья: Кирилл Левников (Санкт-Петербург) Помощники судьи: Дмитрий Ермаков (Санкт-Петербург), Андрей Веретёшкин (Санкт-Петербург) Видеопомощник судьи (VAR): Василий Казарцев (Санкт-Петербург) Ассистент видеопомощника судьи (AVAR): Андрей Фисенко (Владивосток) Резервный судья: Иван Абросимов (Санкт-Петербург) Игрок матча: Джон Кордоба («Краснодар») |
| Спартак (Москва): Максименко , Маркиньос (Медина, 83), Литвинов, Абена (Денисов, 46), Бабич, Рябчук, Мартинс, Умяров, Барко (Игнатов, 83), Угальде (Виллиан Жозе, 70), Николсон (Бонгонда, 46). Запасные: Селихов, Мангаш, Дуарте, Зобнин, Пруцев, Хлусевич, Зорин. Главный тренер: Деян Станкович. Краснодар: Агкацев, Петров, Тормена, Коста, Оласа, Черников (Кривцов, 83), Пина, Баши (Олусегун, 89), Сперцян (Кастаньо, 73), Витор Са (Козлов, 73), Кордоба (Смолов, 89). Запасные: Дюпин, Сафронов, Гонсалес, Кайо, Мозес. Главный тренер: Мурад Олегович Мусаев. |                             |                                                  |                                                  | |

| 27 октября 2024 13-й тур | Пари Нижний Новгород           | 0:2 (0:0)                                        | Спартак (Москва)                                           | Нижний Новгород |
| 14:15 MSK | Ожегович 84' · Карапузов 90+4' | протокол матча (РПЛ) отчёт (Спартак) обзор матча | 30' Мартинс · 68′ Бонгонда · 90+2′ Николсон · 90+4' Дуарте | Стадион: «Нижний Новгород» Зрителей: 15 374 Судья: Владимир Москалёв (Воронеж) Помощники судьи: Михаил Иванов (Кострома); Наиль Сейфетдинов (Казань) Видеопомощник судьи (VAR): Алексей Амелин (Тула) Ассистент видеопомощника судьи (AVAR): Андрей Фисенко (Владивосток) Резервный судья: Анатолий Жабченко (Краснодар) Игрок матча: Тео Бонгонда («Спартак») |
| Пари Нижний Новгород: Медведев, Эктов, Карич, Гоцук , Каккоев, Боженов (Зе Турбо, 83), Тичич (Стаматов, 74), Калинский, Трошечкин (Глейзер, 61), Царукян (Ожегович, 74), Боселли (Карапузов, 61). Запасные: Лукьянов, Магкеев, Ведерников, Александров, Шнапцев, Ермаков, Мухин. Главный тренер: Виктор Михайлович Гончаренко. Спартак (Москва): Максименко , Денисов (Дуарте, 89), Литвинов, Бабич, Рябчук, Мартинс (Зобнин, 64), Пруцев, Барко, Бонгонда, Маркиньос (Мангаш, 77), Угальде (Николсон, 64). Запасные: Селихов, Абена, Зиньковский, Медина, Игнатов, Хлусевич, Зорин, Виллиан Жозе. Главный тренер: Деян Станкович. |                                |                                                  |                                                            | |

| 2 ноября 2024 14-й тур | ЦСКА (Москва)                           | 0:2 (0:1)                                        | Спартак (Москва)                                                                               | Москва |
| 20:45 MSK | Роша 57' · Обляков 69' 85' · Пьянич 83' | протокол матча (РПЛ) отчёт (Спартак) обзор матча | 45′ Бонгонда · 57' Бабич · 57' Умяров · 61' Литвинов · 83' Пруцев · 90' Денисов · 90+9′ Медина | Стадион: «ВЭБ Арена» Зрителей: 23 045 Судья: Алексей Сухой (Люберцы) Помощники судьи: Арам Петросян (Бронницы), Александр Богданов (Верея) Видеопомощник судьи (VAR): Сергей Карасёв (Москва) Ассистент видеопомощника судьи (AVAR): Евгений Буланов (Саранск) Резервный судья: Павел Шадыханов (Москва) Игрок матча: Данил Пруцев («Спартак») |
| ЦСКА (Москва): Акинфеев , Гайич (Келвен, 64), Дивеев, Роша, Мойзес, Круговой, Зделар (Глебов, 80), Кисляк (Пьянич, 64), Обляков, Файзуллаев (Мусаев, 64), Гуарирапа (Койта, 80). Запасные: Тороп, Боков, Агапов, Лукин, Бистрович, Ушаков, Шуманский. Главный тренер: Марко Николич. Спартак (Москва): Максименко , Денисов, Литвинов, Бабич, Рябчук, Пруцев, Умяров, Барко, Бонгонда (Дуарте, 64), Маркиньос (Мангаш, 90+3), Угальде (Медина, 87). Запасные: Селихов, Довбня, Абена, Зиньковский, Игнатов, Хлусевич, Зорин, Виллиан Жозе, Николсон. Главный тренер: Деян Станкович. |                                         |                                                  |                                                                                                | |

| 10 ноября 2024 15-й тур | Спартак (Москва)                     | 4:0 (1:0)                                        | Акрон (Тольятти) | Москва |
| 15:15 MSK | Бонгонда 28′, 63′ · Угальде 58′, 74′ | протокол матча (РПЛ) отчёт (Спартак) обзор матча | 86' 86' Бакаев   | Стадион: «Лукойл Арена» Зрителей: 11 360 Судья: Сергей Иванов (Ростов-на-Дону) Помощники судьи: Алексей Лунёв (Новосибирск), Варанцо Петросян (Ростов-на-Дону) Видеопомощник судьи (VAR): Артём Любимов (Санкт-Петербург) Ассистент видеопомощника судьи (AVAR): Владимир Москалёв (Воронеж) Резервный судья: Ранэль Зияков (Набережные Челны) Игрок матча: Манфред Угальде («Спартак») |
| Спартак (Москва): Максименко , Денисов, Дуарте, Бабич, Рябчук, Мартинс (Пруцев, 80), Умяров, Барко (Зорин, 90), Бонгонда (Медина, 90), Маркиньос (Мангаш, 80), Угальде (Николсон, 80). Запасные: Селихов, Довбня, Абена, Зиньковский, Игнатов, Хлусевич, Виллиан Жозе. Главный тренер: Деян Станкович. Акрон (Тольятти): Волков, Савичев (Пестряков, 67), Эсковал, Пауло Витор, Фернандес, Кузьмин (Галоян, 59), Джурасович, Лончар, Хубулов (Данилин, 59), Ж. Тавариш (Бакаев, 59), Дзюба (Тимошенко, 67). Запасные: Васютин, Бокоев, Димоски, Палиенко, Москвичёв, Эсанов, Чибота. Главный тренер: Заур Эдуардович Тедеев. |                                      |                                                  |                  | |

| 23 ноября 2024 16-й тур | Спартак (Москва)                                                  | 5:2 (3:0)                                        | Локомотив (Москва)                                                                        | Москва |
| 18:00 MSK | Угальде 10′, 21′, 34′, 73′ · Рябчук 50' · Мартинс 62' · Барко 80′ | протокол матча (РПЛ) отчёт (Спартак) обзор матча | 41' 63′ Ньямси · 42' Монтес · 55′ Пиняев · 67' Сулейманов · 68' Батраков · 85' Самошников | Стадион: «Лукойл Арена» Зрителей: 20 152 Судья: Кирилл Левников (Санкт-Петербург) Помощники судьи: Дмитрий Ермаков (Санкт-Петербург), Андрей Веретёшкин (Санкт-Петербург) Видеопомощник судьи (VAR): Артём Любимов (Санкт-Петербург) Ассистент видеопомощника судьи (AVAR): Роман Сафьян (Москва) Резервный судья: Иван Абросимов (Санкт-Петербург) Игрок матча: Манфред Угальде («Спартак») |
| Спартак (Москва): Максименко , Денисов, Дуарте, Бабич, Рябчук, Мартинс (Пруцев, 70), Умяров, Барко (Зорин, 90), Бонгонда (Медина, 70), Маркиньос, Угальде (Николсон, 90). Запасные: Селихов, Абена, Мангаш, Зобнин, Зиньковский, Игнатов, Хлусевич, Виллиан Жозе. Главный тренер: Деян Станкович. Локомотив (Москва): Лантратов, Ненахов (Пиняев, 46), Ньямси, Монтес, Сильянов, Карпукас (Сулейманов, 46), Баринов , Самошников, Батраков (Севикян, 79), Тикнизян (Салтыков, 60), Воробьёв (Сарвели, 46). Запасные: Митрюшкин, Веселов, Морозов, Тимофеев, Погостнов, Раков. Главный тренер: Михаил Михайлович Галактионов. |                                                                   |                                                  |                                                                                           | |

| 1 декабря 2024 17-й тур | Краснодар                                             | 0:3 (0:2)                                        | Спартак (Москва)                                                     | Краснодар |
| 18:30 MSK | Черников 19' · Петров 40' · Кордоба 68' · Тормена 70' | протокол матча (РПЛ) отчёт (Спартак) обзор матча | 17′, 28′ 62' Угальде · 26' Маркиньос · 82' Бабич · 90+3′ 90+5' Барко | Стадион: «Краснодар» Зрителей: 33 146 Судья: Артём Чистяков (Азов) Помощники судьи: Андрей Образко (Ставрополь), Алексей Ширяев (Ставрополь) Видеопомощник судьи (VAR): Павел Кукуян (Сочи) Ассистент видеопомощника судьи (AVAR): Алексей Амелин (Тула) Резервный судья: Ранэль Зияков (Набережные Челны) Игрок матча: Манфред Угальде («Спартак») |
| Краснодар: Агкацев, Петров (Смолов, 61), Тормена, Коста, Оласа, Черников (Кастаньо, 56), Пина (Кривцов, 73), Баши (Мозес, 56), Сперцян , Витор Са (Гонсалес, 61), Кордоба. Запасные: Голиков, Кайо, Арутюнян, Газинский, Козлов, Олусегун, Кокшаров. Главный тренер: Мурад Олегович Мусаев. Спартак (Москва): Максименко , Денисов, Дуарте, Бабич, Рябчук, Пруцев, Умяров, Барко (Литвинов, 90+5), Бонгонда (Медина, 82), Маркиньос (Мангаш, 89), Угальде. Запасные: Селихов, Абена, Зобнин, Зиньковский, Игнатов, Хлусевич, Зорин, Виллиан Жозе, Николсон. Главный тренер: Деян Станкович. |                                                       |                                                  |                                                                      | |

| 7 декабря 2024 18-й тур | Спартак (Москва)                       | 3:0 (0:0)                                        | Пари Нижний Новгород             | Москва |
| 14:00 MSK | Бонгонда 53′ · Угальде 62′ · Барко 64′ | протокол матча (РПЛ) отчёт (Спартак) обзор матча | 33' Карапузов · 90+2' Ведерников | Стадион: «Лукойл Арена» Зрителей: 14 315 Судья: Евгений Кукуляк (Калуга) Помощники судьи: Алексей Стипиди (Краснодар), Андрей Гурбанов (Краснодар) Видеопомощник судьи (VAR): Артём Любимов (Санкт-Петербург) Ассистент видеопомощника судьи (AVAR): Ян Бобровский (Санкт-Петербург) Резервный судья: Рафаэль Шафеев (Волгоград) Игрок матча: Маркиньос («Спартак») |
| Спартак (Москва): Максименко , Денисов, Дуарте, Бабич (Чернов, 88), Рябчук (Мангаш, 83), Мартинс (Пруцев, 75), Умяров, Барко, Бонгонда (Медина, 75), Маркиньос, Угальде (Николсон, 83). Запасные: Довбня, Абена, Зобнин, Литвинов, Хлусевич, Зорин, Виллиан Жозе. Главный тренер: Деян Станкович. Пари Нижний Новгород: Медведев, Шнапцев (Чистяков, 85), Эктов, Гоцук , Карич, Ведерников, Карапузов (Зе Турбо, 67), Тичич, Трошечкин (Мухин, 57), Ожегович (Царукян, 67), Ермаков. Запасные: Кукушкин, Лукьянов, Боженов, Глейзер. Главный тренер: Александр Владимирович Ермакович. |                                        |                                                  |                                  | |

| 2 марта 2025 19-й тур | Спартак (Москва)                           | 2:0 (0:0)                                        | Оренбург                   | Москва |
| 16:30 MSK | Угальде 51′ · Денисов 90+3' · Солари 90+6′ | протокол матча (РПЛ) отчёт (Спартак) обзор матча | 8' 58' Сидоров · 49' Марин | Стадион: «Лукойл Арена» Зрителей: 16 995 Судья: Павел Кукуян (Сочи) Помощники судьи: Рустам Мухтаров (Петрозаводск), Алексей Стипиди (Краснодар) Видеопомощник судьи (VAR): Алексей Амелин (Тула) Ассистент видеопомощника судьи (AVAR): Владимир Москалёв (Воронеж) Резервный судья: Юрий Карпов (Петрозаводск) Игрок матча: Наиль Умяров («Спартак») |
| Спартак (Москва): Максименко , Денисов, Дуарте, Бабич, Рябчук, Мартинс (Гарсия, 73), Умяров, Барко (Литвинов, 90+4), Бонгонда (Солари, 73), Маркиньос, Угальде (Зобнин, 80). Запасные: Помазун, Довбня, Чернов, Абена, Мангаш, Медина, Пруцев, Хлусевич. Главный тренер: Деян Станкович. Оренбург: Сысуев , Сидоров, Татаев, Хотулёв, Караташ (Савельев, 69), Башич, Михайлов (Коваленко, 78), Марин, Гюрлюк (Малых, 60), Рыбчинский (Оганесян, 69), Мансилья (Сахархизан, 69). Запасные: Москвичёв, Скичко, Зотов, Прохин, Касимов, Сыщенко, Барановский. Главный тренер: Владимир Слишкович. |                                            |                                                  |                            | |

| 9 марта 2025 20-й тур | Рубин (Казань)                              | 2:1 (2:1)                                        | Спартак (Москва)                                               | Казань |
| 19:30 MSK | Кабутов 5' · Даку 8′, 28′ 28' 75' · Иву 59' | протокол матча (РПЛ) отчёт (Спартак) обзор матча | 42′ (пен.) Барко · 63' 75' Дуарте · 68' Маркиньос · 87' Солари | Стадион: «Ак Барс Арена» Зрителей: 17 449 Судья: Кирилл Левников (Санкт-Петербург) Помощники судьи: Дмитрий Ермаков (Санкт-Петербург), Андрей Веретёшкин (Санкт-Петербург) Видеопомощник судьи (VAR): Сергей Иванов (Ростов-на-Дону) Ассистент видеопомощника судьи (AVAR): Сергей Цыганок (Владивосток) Резервный судья: Иван Сараев (Санкт-Петербург) Игрок матча: Мирлинд Даку («Рубин») |
| Рубин (Казань): Ставер, Кабутов, Тесленко, Вуячич , Рожков, Безруков (Апшацев, 81), Йочич (Грицаенко, 76), Ходжа (Зотов, 28), Иву, Шабанхаджай (Чуни, 81), Даку. Запасные: Нигматуллин, Корец, Ашурматов, Иванов, Вада, Чумич, Мукба, Тахери. Главный тренер: Рашид Маматкулович Рахимов. Спартак (Москва): Максименко , Денисов (Литвинов, 78), Дуарте, Бабич, Рябчук (Солари, 46), Пруцев (Мартинс, 46), Умяров, Барко, Бонгонда (Гарсия, 46), Маркиньос (Медина, 84), Угальде. Запасные: Помазун, Довбня, Чернов, Абена, Мангаш, Зобнин, Хлусевич. Главный тренер: Деян Станкович. |                                             |                                                  |                                                                | |

| 16 марта 2025 21-й тур | Спартак (Москва)                                             | 2:1 (1:0)                                        | Зенит (Санкт-Петербург)              | Москва |
| 19:45 MSK | Бабич 27' · Умяров 31' · Мартинс 45+2′, 90′ 81' · Рябчук 73' | протокол матча (РПЛ) отчёт (Спартак) обзор матча | 53' 83′ Луис Энрике · 90+3' Эракович | Стадион: «Лукойл Арена» Зрителей: 40 109 Судья: Сергей Иванов (Ростов-на-Дону) Помощники судьи: Алексей Лунёв (Новосибирск), Варанцо Петросян (Ростов-на-Дону) Видеопомощник судьи (VAR): Алексей Сухой (Люберцы) Ассистент видеопомощника судьи (AVAR): Алексей Амелин (Тула) Резервный судья: Евгений Буланов (Саранск) Игрок матча: Кристофер Мартинс («Спартак») |
| Спартак (Москва): Максименко , Денисов, Литвинов, Бабич, Рябчук, Мартинс, Умяров, Барко (Пруцев, 90+5), Бонгонда (Солари, 87), Маркиньос, Угальде (Гарсия, 79). Запасные: Помазун, Довбня, Чернов, Абена, Мангаш, Зобнин, Медина, Хлусевич. Главный тренер: Деян Станкович. Зенит (Санкт-Петербург): Латышонок, Мантуан (Соболев, 78), Эракович, Нино, Сантос , Зделар (Дркушич, 89), Барриос (Горшков, 78), Луис Энрике, Глушенков (Мостовой, 68), Кассьерра (Мимович, 68), Гонду. Запасные: Кержаков, Адамов, Чистяков, Алип, Ерохин, Ахметов, Педро. Главный тренер: Сергей Богданович Семак. |                                                              |                                                  |                                      | |

| 30 марта 2025 22-й тур | Ахмат (Грозный)         | 0:0 (0:0)                                        | Спартак (Москва) | Грозный |
| 16:30 MSK | Гандри 15' · Ибишев 36' | протокол матча (РПЛ) отчёт (Спартак) обзор матча | 83' Бабич        | Стадион: «Ахмат Арена» Зрителей: 1706 Судья: Василий Казарцев (Санкт-Петербург) Помощники судьи: Дмитрий Мосякин (Москва), Денис Петров (Астрахань) Видеопомощник судьи (VAR): Кирилл Левников (Санкт-Петербург) Ассистент видеопомощника судьи (AVAR): Сергей Цыганок (Владивосток) Резервный судья: Иван Сараев (Санкт-Петербург) Игрок матча: Георги Шелия («Ахмат») |
| Ахмат (Грозный): Шелия , Адамов, Гандри, Ибишев, Тодорович, Уткин (Камилов, 46), Силва, Самородов, Талал (Бериша, 64), Садулаев (Зорин, 86), Мелкадзе (Руис Диас, 86). Запасные: Ульянов, Уциев, Жиров, Гогличидзе, Богосавац, Шатара, Диванович, Луна. Главный тренер: Сергей Абуезидович Ташуев. Спартак (Москва): Максименко , Денисов, Литвинов, Бабич, Дуарте (Мангаш, 60), Мартинс (Пруцев, 84), Умяров, Барко, Маркиньос, Гарсия (Солари, 72), Угальде. Запасные: Помазун, Довбня, Чернов, Абена, Хлусевич, Массалыга. Главный тренер: Деян Станкович. |                         |                                                  |                  | |

| 6 апреля 2025 23-й тур | Ростов (Ростов-на-Дону)                       | 0:3 (0:0)                                        | Спартак (Москва)                                  | Ростов-на-Дону |
| 16:30 MSK | Сутормин 45' · Комличенко 45+5' · Мелёхин 61' | протокол матча (РПЛ) отчёт (Спартак) обзор матча | 61' Солари · 65′ Умяров · 68′ Мартинс · 88′ Барко | Стадион: «Ростов Арена» Зрителей: 29 122 Судья: Владимир Москалёв (Воронеж) Помощники судьи: Рустам Мухтаров (Петрозаводск), Михаил Иванов (Кострома) Видеопомощник судьи (VAR): Павел Кукуян (Сочи) Ассистент видеопомощника судьи (AVAR): Роман Галимов (Улан-Удэ) Резервный судья: Ранэль Зияков (Набережные Челны) Игрок матча: Наиль Умяров («Спартак») |
| Ростов (Ростов-на-Дону): Ятимов, Сутормин, Мелёхин, Осипенко, Вахания, Комаров (Сако, 46), Шанталий (Байрамян, 71), Кучаев (Щетинин, 71), Роналдо (Поярков, 84), Мохеби (Голенков, 30), Комличенко . Запасные: Одоевский, Ханкич, Жбанов, Г. Игнатов, Радченко. Главный тренер: Джонатан Альба. Спартак (Москва): Максименко , Денисов, Литвинов, Абена, Рябчук, Мартинс (М. Игнатов, 90+2), Умяров, Барко (Зобнин, 90+2), Бонгонда (Угальде, 60), Маркиньос (Солари, 46), Гарсия (Пруцев, 76). Запасные: Помазун, Довбня, Чернов, Мангаш, Хлусевич, Массалыга. Главный тренер: Деян Станкович. |                                               |                                                  |                                                   | |

| 11 апреля 2025 24-й тур | Спартак (Москва)                                       | 1:2 (0:2)                                        | Динамо (Махачкала)                                           | Москва |
| 19:30 MSK | Денисов 45+3' · Бонгонда 68′ · Солари 81' · Медина 87' | протокол матча (РПЛ) отчёт (Спартак) обзор матча | 2' Глушков · 3' Кагермазов · 10′ (авт.) Денисов · 16′ Мрезиг | Стадион: «Лукойл Арена» Зрителей: 18 731 Судья: Виталий Мешков (Дмитров) Помощники судьи: Константин Шаламберидзе (Москва), Арам Петросян (Бронницы) Видеопомощник судьи (VAR): Евгений Буланов (Саранск) Ассистент видеопомощника судьи (AVAR): Сергей Иванов (Ростов-на-Дону) Резервный судья: Роман Сафьян (Москва) Игрок матча: Тимур Магомедов («Динамо») |
| Спартак (Москва): Максименко , Денисов (Зобнин, 46), Литвинов, Бабич, Рябчук (Солари, 36), Мартинс, Умяров, Барко, Бонгонда (Медина, 77), Маркиньос, Угальде (Гарсия, 33). Запасные: Помазун, Довбня, Чернов, Абена, Мангаш, Хлусевич, Пруцев, Игнатов. Главный тренер: Деян Станкович. Динамо (Махачкала): Т. Магомедов, Шумахов , Пальцев, Аззи (Кирш, 77), Кагермазов (Р. Магомедов, 90), Глушков, Сундуков, Мрезиг, Хоссейннеджад (Джабраилов, 65), Агаларов (А. Гаджиев, 65), Касинтура (Зинович, 90). Запасные: Волк, Джапо, Сердеров, Ш. Гаджиев. Главный тренер: Хасанби Эдуардович Биджиев. |                                                        |                                                  |                                                              | |

| 19 апреля 2025 25-й тур | Акрон (Тольятти)                                                                        | 2:3 (2:1)                                        | Спартак (Москва)                                                                   | Самара |
| 14:30 MSK | Дзюба 23′ (пен.) 79' · Пестряков 29′ 55' · Савичев 34' · Кузьмин 45+3' · Джаковац 90+1' | протокол матча (РПЛ) отчёт (Спартак) обзор матча | 39′ Бонгонда · 45+5' 90+4′ (пен.) 90+5' Барко · 61′ (авт.) Джурасович · 71' Солари | Стадион: «Солидарность Самара Арена» Зрителей: 8728 Судья: Алексей Сухой (Люберцы) Помощники судьи: Игорь Демешко (Химки), Александр Богданов (Верея) Видеопомощник судьи (VAR): Виталий Мешков (Дмитров) Ассистент видеопомощника судьи (AVAR): Вера Опейкина (Сочи) Резервный судья: Егор Егоров (Нижний Новгород) Игрок матча: Маркиньос («Спартак») |
| Акрон (Тольятти): Васютин, Савичев (Хубулов, 59), Неделчару, Бокоев, Фернандес, Кузьмин (Москвичёв, 55), Джурасович, Лончар (Джаковац, 82), Бакаев (Данилин, 46), Пестряков, Дзюба. Запасные: Волков, Эсковал, Бардыбахин, Пауло Витор, Галоян, Болдырев, Эсанов, Тавариш. Главный тренер: Заурбек Эдуардович Тедеев. Спартак (Москва): Помазун, Зобнин , Литвинов, Бабич, Рябчук (Солари, 46), Мартинс, Умяров (Угальде, 46), Барко, Бонгонда (Массалыга, 82), Маркиньос, Гарсия (Игнатов, 82). Запасные: Довбня, Мельник, Чернов, Абена, Мангаш, Дуарте, Хлусевич, Пруцев. Главный тренер: Вадим Романов. |                                                                                         |                                                  |                                                                                    | |

| 26 апреля 2025 26-й тур | Спартак (Москва)                                                                  | 1:2 (0:1)                                        | ЦСКА (Москва)                                                                                       | Москва |
| 19:30 MSK | Мартинс 4' · Бабич 40' 90+3' · Дуарте 61' · Барко 87′ (пен.) 88' · Максименко 89' | протокол матча (РПЛ) отчёт (Спартак) обзор матча | 16' Файзуллаев · 44′ Гуарирапа · 51' Пьянич · 60' Гайич · 88' Глебов · 89′ Бистрович · 90+4' Мойзес | Стадион: «Лукойл Арена» Зрителей: 39 018 Судья: Кирилл Левников (Санкт-Петербург) Помощники судьи: Дмитрий Ермаков (Санкт-Петербург), Андрей Веретёшкин (Санкт-Петербург) Видеопомощник судьи (VAR): Артём Любимов (Санкт-Петербург) Ассистент видеопомощника судьи (AVAR): Алексей Амелин (Тула) Резервный судья: Ян Бобровский (Санкт-Петербург) Игрок матча: Виллиан Роша (ЦСКА) |
| Спартак (Москва): Максименко , Денисов (Зобнин, 46), Дуарте, Бабич, Маркиньос, Мартинс, Умяров (Игнатов, 80), Пруцев (Рябчук, 64), Бонгонда (Медина, 64), Барко, Угальде (Гарсия, 46). Запасные: Помазун, Довбня, Чернов, Абена, Мангаш, Литвинов, Хлусевич. Главный тренер: Деян Станкович. ЦСКА (Москва): Акинфеев , Гайич, Роша, Абдулкадыров, Мойзес, Файзуллаев (Р. Бистрович, 72), Кисляк, Пьянич (Жемалетдинов, 88), Обляков, Койта (Глебов, 72), Гуарирапа (Мусаев, 80). Запасные: Тороп, Круговой, Лукин, Келвен, Мухин, Бандикян, Алеррандро, Шуманский. Главный тренер: Марко Николич. |                                                                                   |                                                  | | |

| 4 мая 2025 27-й тур | Факел (Воронеж)            | 0:0 (0:0)                                        | Спартак (Москва)                      | Воронеж |
| 14:00 MSK | Мертенс 47' · Якимов 90+4' | протокол матча (РПЛ) отчёт (Спартак) обзор матча | 23' Литвинов · 52' Солари · 77' Абена | Стадион: «Факел» Зрителей: 9745 Судья: Ранэль Зияков (Набережные Челны) Помощники судьи: Рустам Мухтаров (Петрозаводск), Адлан Хатуев (Грозный) Видеопомощник судьи (VAR): Вера Опейкина (Сочи) Ассистент видеопомощника судьи (AVAR): Сергей Иванов (Ростов-на-Дону) Резервный судья: Евгений Кукуляк (Калуга) Игрок матча: Маркиньос («Спартак») |
| Факел (Воронеж): Гудиев, Брахими, Божин , Юрганов, Калинин, Альшин (Сенаджи, 73), Ивлев, Якимов, Мертенс (Ломовицкий, 62), Ильин, Каштанов (Пуси, 88). Запасные: Беленов, Брызгалов, Габараев, Щетинин, Гиоргобиани. Главный тренер: Игорь Михайлович Шалимов. Спартак (Москва): Помазун, Зобнин (Чернов, 46), Дуарте (Хлусевич, 70), Литвинов, Рябчук, Бонгонда (Абена, 28), Мартинс (Игнатов, 78), Умяров, Маркиньос, Угальде (Солари, 46), Гарсия. Запасные: Довбня, Пичиенко, Мангаш, Медина, Пруцев, Массалыга. Главный тренер: Деян Станкович. |                            |                                                  |                                       | |

| 11 мая 2025 28-й тур | Динамо (Москва)                                               | 2:0 (2:0)                                        | Спартак (Москва)                                  | Москва |
| 19:30 MSK | Карраскаль 7′ (пен.) · Глебов 30′ · Касерес 49' · Нгамалё 70' | протокол матча (РПЛ) отчёт (Спартак) обзор матча | 6' Рябчук · 21' Барко · 39' Дуарте · 52' Хлусевич | Стадион: «ВТБ Арена» Зрителей: 20 992 Судья: Алексей Сухой (Люберцы) Помощники судьи: Алексей Лунёв (Новосибирск), Александр Богданов (Верея) Видеопомощник судьи (VAR): Кирилл Левников (Санкт-Петербург) Ассистент видеопомощника судьи (AVAR): Рафаэль Шафеев (Волгоград) Резервный судья: Владислав Целовальников (Астрахань) Игрок матча: Данил Глебов («Динамо») |
| Динамо (Москва): Лунёв, Касерес, Маричаль, Кутицкий, Фернандес, Глебов, Фомин , Битело (Александров, 90), Гладышев (Макаров, 90), Нгамалё (Скопинцев, 74), Карраскаль (Маухуб, 69). Запасные: Лещук, Расулов, Даса, Зайдензаль, Смелов, Окишор, Боков. Главный тренер: Ролан Александрович Гусев (и. о.). Спартак (Москва): Максименко , Хлусевич, Дуарте, Бабич, Рябчук, Пруцев (Мартинс, 46), Умяров, Барко (Зобнин, 87), Бонгонда (Гарсия, 46), Маркиньос (Солари, 74), Угальде (Игнатов, 74). Запасные: Помазун, Довбня, Чернов, Абена, Мангаш, Денисов, Медина. Главный тренер: Деян Станкович. |                                                               |                                                  |                                                   | |

| 18 мая 2025 29-й тур | Крылья Советов (Самара)     | 0:2 (0:2)                                        | Спартак (Москва)                                           | Самара |
| 13:30 MSK | Бейл 10' · Костанца 17' 50' | протокол матча (РПЛ) отчёт (Спартак) обзор матча | 22′ Мангаш · 42′ (пен.) Солари · 80' Зобнин · 90+2' Чернов | Стадион: «Солидарность Самара Арена» Зрителей: 22 589 Судья: Сергей Карасёв (Москва) Помощники судьи: Максим Гаврилин (Владимир), Игорь Демешко (Химки) Видеопомощник судьи (VAR): Евгений Буланов (Саранск) Ассистент видеопомощника судьи (AVAR): Артур Фёдоров (Петрозаводск) Резервный судья: Анатолий Жабченко (Краснодар) Игрок матча: Данил Пруцев («Спартак») |
| Крылья Советов (Самара): Песьяков, Бейл , Ороз, Евгеньев, Печенин, Костанца, Бабкин (Гагнидзе, 55), Рассказов (Витюгов, 80), Бабаев (Иванисеня, 46), Шитов (Цыпченко, 68), Сергеев (Дмитриев, 68). Запасные: Фролов, Овсянников, Гапонов, Рахманович, Бобёр, Попов, Игнатенко. Главный тренер: Игорь Витальевич Осинькин. Спартак (Москва): Помазун (Довбня, 70), Хлусевич, Денисов, Чернов, Дуарте, Мангаш, Медина (Массалыга, 70), Пруцев, Зобнин , Солари, Игнатов. Запасные: Максименко, Бабич, Рябчук, Бонгонда, Умяров, Барко, Маркиньос, Гарсия, Угальде. Главный тренер: Деян Станкович. |                             |                                                  |                                                            | |

| 24 мая 2025 30-й тур | Спартак (Москва)                                                            | 5:0 (2:0)                                        | Химки                     | Москва |
| 16:30 MSK | Умяров 4′ · Угальде 36′ · Дуарте 71' · Гарсия 82′ · Мангаш 85′ · Зобнин 89′ | протокол матча (РПЛ) отчёт (Спартак) обзор матча | 40' Мехия · 76' Голубович | Стадион: «Лукойл Арена» Зрителей: 16 702 Судья: Егор Егоров (Нижний Новгород) Помощники судьи: Дмитрий Сафьян (Москва), Хамид Талаев (Грозный) Видеопомощник судьи (VAR): Ян Бобровский (Санкт-Петербург) Ассистент видеопомощника судьи (AVAR): Сергей Цыганок (Владивосток) Резервный судья: Игорь Захаров (Казань) Игрок матча: Наиль Умяров («Спартак») |
| Спартак (Москва): Максименко , Хлусевич, Дуарте, Бабич, Рябчук (Чернов, 79), Солари (Массалыга, 79), Умяров (Пруцев, 79), Барко (Зобнин, 60), Маркиньос, Гарсия, Угальде (Мангаш, 79). Запасные: Помазун, Довбня, Абена, Денисов, Бонгонда, Медина, Игнатов. Главный тренер: Деян Станкович. Химки: Обухов, Голубович (Садыгов, 81), Фернандес (Мирзов, 65), Джикия, Филин, Степанов (Ориньо, 72), Корредера, Мехия, Берковский (Магомедов, 46), Вера, Заболотный (Руденко, 65). Запасные: Тусеев, Гусейнов. Главный тренер: Магомед Мусаевич Адиев (и. о.). |                                                                             |                                                  |                           | |

## Кубок России
Являясь участником чемпионата России 2024/25, клуб получил право начать своё выступление в Кубке России 2024/25 с группового раунда «Пути РПЛ».

### Групповой этап (группа A)

#### Турнирная таблица
| Поз | Команда                 | И | В | ВП | ПП | П | МЗ | МП | РМ  | О  | Квалификация                              |
| --- | ----------------------- | - | - | -- | -- | - | -- | -- | --- | -- | ----------------------------------------- |
| 1   | Спартак (Москва)        | 6 | 5 | 0  | 0  | 1 | 14 | 4  | +10 | 15 | Выход в 1/4 финала верхней сетки плей-офф |
| 2   | Динамо (Москва)         | 6 | 3 | 1  | 0  | 2 | 17 | 13 | +4  | 11 | Выход в 1/4 финала верхней сетки плей-офф |
| 3   | Динамо (Махачкала)      | 6 | 2 | 0  | 2  | 2 | 8  | 8  | 0   | 8  | Выход в 1/4 финала нижней сетки плей-офф  |
| 4   | Крылья Советов (Самара) | 6 | 0 | 1  | 0  | 5 | 8  | 22 | −14 | 2  |                                           |

#### Статистика выступлений
| Итого | Итого | Итого | Итого | Итого | Итого | Итого | Итого | Дома | Дома | Дома | Дома | Дома | Дома | На выезде | На выезде | На выезде | На выезде | На выезде | На выезде |
| И     | О     | В     | Н     | П     | МЗ    | МП    | РМ    | В    | Н    | П    | МЗ   | МП   | РМ   | В         | Н         | П         | МЗ        | МП        | РМ        |
| ----- | ----- | ----- | ----- | ----- | ----- | ----- | ----- | ---- | ---- | ---- | ---- | ---- | ---- | --------- | --------- | --------- | --------- | --------- | --------- |
| 6     | 15    | 5     | 0     | 1     | 14    | 4     | +10   | 2    | 0    | 1    | 7    | 2    | +5   | 3         | 0         | 0         | 7         | 2         | +5        |

#### Матчи
| 31 июля 2024 1-й тур | Спартак (Москва)                                                 | 3:0 (1:0)                                        | Динамо (Москва)                                              | Москва |
| 18:30 MSK | Угальде 37′ · Селихов 64' · Медина 68′ (пен.) · Маслов 75′ 90+2' | протокол матча (РФС) отчёт (Спартак) обзор матча | 40' Лепский · 50' Кутицкий · 67' Нгамалё · 90+3' Майсторович | Стадион: «Лукойл Арена» Зрителей: 20 431 Судья: Владимир Москалёв (Воронеж) Помощники судьи: Роман Усачёв (Ростов-на-Дону), Алексей Лунёв (Новосибирск) Видеопомощник судьи (VAR): Павел Кукуян (Сочи) Ассистент видеопомощника судьи (AVAR): Максим Гаврилин (Владимир) Резервный судья: Антон Фролов (Москва) |
| Спартак (Москва): Селихов , Денисов, Бабич (Чернов, 46), Литвинов, Рябчук, Пруцев, Зорин (Маслов, 68), Мартинс (Игнатов, 68), Медина, Угальде (Мелёшин, 68), Зиньковский (Барко, 80). Запасные: Максименко, Довбня, Хлусевич, Зобнин, Умяров, Бонгонда, Виллиан Жозе. Главный тренер: Деян Станкович. Динамо (Москва): Лещук, Бессмертный, Лепский (Майсторович, 46), Кутицкий, Скопинцев, Гагнидзе (Битело, 60), Чавес (Смелов, 70), Макаров (Гладышев, 46), Фомин , Окишор (Нгамалё, 46), Тюкавин. Запасные: Кудравец, Купцов, Лунёв, Даса, Зайдензаль, Назаренко, Лесовой. Главный тренер: Марцел Личка. |                                                                  |                                                  |                                                              | |

| 14 августа 2024 2-й тур | Крылья Советов (Самара)     | 0:3 (0:0)                                        | Спартак (Москва)                                                   | Самара |
| 19:30 MSK | Евгеньев 14' · Костанца 73' | протокол матча (РФС) отчёт (Спартак) обзор матча | 28' Литвинов · 30' Маслов · 64′ Мартинс · 83′ Медина · 90+3′ Зорин | Стадион: «Солидарность Самара Арена» Зрителей: 20 040 Судья: Иван Абросимов (Санкт-Петербург) Помощники судьи: Валентин Мурашов (Москва), Станислав Попков (Петрозаводск) Видеопомощник судьи (VAR): Виталий Мешков (Дмитров) Ассистент видеопомощника судьи (AVAR): Денис Березнов (Москва) Резервный судья: Олег Соколов (Воронеж) |
| Крылья Советов (Самара): Ломаев, Бейл (Рассказов, 23), Евгеньев, Гапонов, Печенин, Дмитриев, Иванисеня, Бабкин (Костанца, 56), Бабаев (Шитов, 46), Орозко (Олейников, 56), Цыпченко (Витюгов, 84). Запасные: Фролов, Недоспасов, Солдатенков, Гальдамес, Ежов, Грибакин, Попов. Главный тренер: Игорь Витальевич Осинькин. Спартак (Москва): Селихов , Денисов (Рябчук, 75), Маслов, Литвинов, Хлусевич (Гузиев, 86), Пруцев, Игнатов (Зорин, 62), Мартинс, Медина, Маркиньос (Зиньковский, 62), Виллиан Жозе (Мелёшин, 62). Запасные: Максименко, Довбня, Бабич, Бонгонда, Умяров, Барко, Угальде. Главный тренер: Деян Станкович. |                             |                                                  |                                                                    | |

| 27 августа 2024 3-й тур | Спартак (Москва)                      | 0:1 (0:1)                                        | Динамо (Махачкала)                                                                         | Москва |
| 19:30 MSK | Зобнин 16' · Абена 90+4' · Угальде ПМ | протокол матча (РФС) отчёт (Спартак) обзор матча | 14′ (пен.) Агаларов · 30' Мрезиг · 44' А. Гаджиев · 61' Сундуков · 90+3' Волк · ПМ Пальцев | Стадион: «Лукойл Арена» Зрителей: 19 419 Судья: Александр Машлякевич (Москва) Помощники судьи: Игорь Демешко (Химки), Денис Петров (Астрахань) Видеопомощник судьи (VAR): Владислав Безбородов (Санкт-Петербург) Ассистент видеопомощника судьи (AVAR): Максим Гаврилин (Владимир) Резервный судья: Антон Фролов (Москва) |
| Спартак (Москва): Селихов, Зобнин (Мелёшин, 70), Чернов, Абена, Хлусевич (Денисов, 46), Пруцев, Зорин (Мартинс, 64), Игнатов (Барко, 46), Зиньковский, Маркиньос, Виллиан Жозе (Угальде, 46). Запасные: Максименко, Довбня, Бабич, Бонгонда, Умяров, Литвинов. Главный тренер: Деян Станкович. Динамо (Махачкала): Волк, Сандрачук (Джапо, 77), Пальцев, Алибеков , Шумахов, Сундуков, Глушков, Мрезиг (Ангбан, 68), А. Гаджиев (Зинович, 54), Джавад (Крачковский, 68), Агаларов (Р. Магомедов, 54). Запасные: Т. Магомедов, Ковачевич, Кирш, Сердеров, Юсупов, Ш. Гаджиев. Главный тренер: Хасанби Эдуардович Биджиев. |                                       |                                                  |                                                                                            | |

| 19 сентября 2024 4-й тур | Спартак (Москва)                                                                          | 4:1 (3:0)                                        | Крылья Советов (Самара)                    | Москва |
| 20:45 MSK | Николсон 2′ · Зобнин 19′ · Маркиньос 24' · Хлусевич 24' · Печенин 41′ (авт.) · Мангаш 89′ | протокол матча (РФС) отчёт (Спартак) обзор матча | 34' 86' Печенин · 68′ Шитов · 70' Костанца | Стадион: «Лукойл Арена» Зрителей: 13 014 Судья: Роман Сафьян (Москва) Помощники судьи: Хамид Талаев (Грозный), Андрей Филипкин (Екатеринбург) Видеопомощник судьи (VAR): Артём Любимов (Санкт-Петербург) Ассистент видеопомощника судьи (AVAR): Алексей Амелин (Тула) Резервный судья: Сергей Куликов (Саранск) |
| Спартак (Москва): Селихов, Хлусевич, Литвинов (Дуарте, 70), Абена, Рябчук (Зорин, 46), Пруцев, Зобнин (Мангаш, 46), Мартинс, Зиньковский, Маркиньос, Николсон (Игнатов, 70). Запасные: Максименко, Довбня, Бабич, Бонгонда, Умяров, Медина, Барко, Угальде. Главный тренер: Деян Станкович. Крылья Советов (Самара): Овсянников, Бейл (Костанца, 46), Ороз (Бабаев, 57), Гапонов, Печенин, Орозко, Витюгов, Мендес (Бабкин, 62), Дмитриев, Цыпченко (Евгеньев, 57), Шитов (Гарре, 79). Запасные: Фролов, Ломаев, Иванисеня, Ежов, Олейников, Грибакин, Сергеев. Главный тренер: Игорь Витальевич Осинькин. |                                                                                           |                                                  |                                            | |

| 2 октября 2024 5-й тур | Динамо (Москва)                                             | 2:3 (2:1)                                        | Спартак (Москва)                                                                | Москва |
| 19:00 MSK | Даса 2′ · Маухуб 17' 20′ · Кутицкий 90+7' · Бальбуэна 90+9' | протокол матча (РФС) отчёт (Спартак) обзор матча | 10′ (пен.) Барко · 19' Хлусевич · 55' Литвинов · 83′ Мартинс · 90′ Виллиан Жозе | Стадион: «ВТБ Арена» Зрителей: 22 035 Судья: Виталий Мешков (Дмитров) Помощники судьи: Дмитрий Сафьян (Москва), Александр Богданов (Верея) Видеопомощник судьи (VAR): Кирилл Левников (Санкт-Петербург) Ассистент видеопомощника судьи (AVAR): Роман Галимов (Улан-Удэ) Резервный судья: Юрий Карпов (Петрозаводск) |
| Динамо (Москва): Лещук, Даса, Бальбуэна , Маричаль, Скопинцев, Гагнидзе (Кутицкий, 82), Лаксальт (Фомин, 74), Макаров, Карраскаль (Битело, 74), Гладышев (Артур, 66), Маухуб (Тюкавин, 74). Запасные: Кудравец, Бессмертный, Лепский, Нгамалё, Окишор, Александров, Боков. Главный тренер: Марцел Личка. Спартак (Москва): Селихов , Хлусевич (Денисов, 46), Литвинов (Абена, 59), Бабич, Мангаш, Пруцев (Мартинс, 46), Умяров, Барко, Бонгонда (Николсон, 59), Маркиньос, Угальде (Виллиан Жозе, 76). Запасные: Максименко, Довбня, Рябчук, Дуарте, Зобнин, Зиньковский, Зорин. Главный тренер: Деян Станкович. |                                                             |                                                  |                                                                                 | |

| 22 октября 2024 6-й тур | Динамо (Махачкала)        | 0:1 (0:0)                                        | Спартак (Москва)               | Махачкала |
| 18:30 MSK | Кирш 36' · Кагермазов 90' | протокол матча (РФС) отчёт (Спартак) обзор матча | 49′ 53' 85' Зорин · 76' Мангаш | Стадион: «Анжи Арена» Зрителей: 10 032 Судья: Павел Шадыханов (Москва) Помощники судьи: Кирилл Большаков (Санкт-Петербург), Максим Ковалёв (Реутов) Видеопомощник судьи (VAR): Сергей Карасёв (Москва) Ассистент видеопомощника судьи (AVAR): Игорь Демешко (Химки) Резервный судья: Игорь Панин (Дмитров) |
| Динамо (Махачкала): Т. Магомедов, Сундуков, Шумахов , Кирш, Котин, Джапо (Кагермазов, 53), Зинович (Мрезиг, 73), Юсупов, Р. Магомедов (А. Гаджиев, 60), Джавад (Касинтура, 60), Сердеров (Агаларов, 53). Запасные: Волк, Ковачевич, Табидзе, Глушков, Крачковский, Ш. Гаджиев, Ангбан. Главный тренер: Хасанби Эдуардович Биджиев. Спартак (Москва): Селихов, Денисов, Абена, Дуарте, Мангаш, Зобнин , Пруцев, Зорин, Бонгонда (Медина, 60), Игнатов (Зиньковский, 60), Виллиан Жозе (Николсон, 75). Запасные: Максименко, Довбня, Рябчук, Бабич, Гузиев, Мартинс, Джебов, Маркиньос. Главный тренер: Ненад Сакич. |                           |                                                  |                                | |

### 1/4 финала (верхняя сетка плей-офф)
| 5 ноября 2024 Первый | Спартак (Москва)                                  | 0:1 (0:0)                                        | Ростов (Ростов-на-Дону)                                                      | Москва |
| 18:30 MSK | Литвинов 9' · Барко 44' · Умяров 70' · Рябчук 86' | протокол матча (РФС) отчёт (Спартак) обзор матча | 16' Жбанов · 43' Мелёхин · 45+2' Щетинин · 72′ (пен.) Мохеби · 90+3' Комаров | Стадион: «Лукойл Арена» Зрителей: 9393 Судья: Василий Казарцев (Санкт-Петербург) Помощники судьи: Валентин Мурашов (Москва), Денис Березнов (Москва) Видеопомощник судьи (VAR): Павел Кукуян (Сочи) Ассистент видеопомощника судьи (AVAR): Артём Любимов (Санкт-Петербург) Резервный судья: Ранэль Зияков (Набережные Челны) Игрок матча: Рустам Ятимов («Ростов») |
| Спартак (Москва): Селихов , Денисов, Литвинов, Дуарте, Рябчук, Пруцев, Умяров (М. Игнатов, 79), Барко (Медина, 79), Бонгонда (Зиньковский, 79), Маркиньос (Мангаш, 67), Николсон (Виллиан Жозе, 67). Запасные: Максименко, Довбня, Бабич, Абена, Хлусевич, Угальде. Главный тренер: Деян Станкович. Ростов (Ростов-на-Дону): Ятимов, Лангович, Мелёхин, Осипенко (Сако, 46), Жбанов (Вахания, 46), Кучаев (Голенков, 90+1), Глебов , Щетинин, Сутормин (Комаров, 82), Байрамян, Комличенко (Мохеби, 64). Запасные: Одоевский, Ханкич, Е. Чернов, Г. Игнатов, Шанталий, Роналдо, Саравия. Главный тренер: Валерий Георгиевич Карпин. |                                                   |                                                  |                                                                              | |

| 27 ноября 2024 Ответный | Ростов (Ростов-на-Дону)                               | 2:1 (2:0)                                        | Спартак (Москва)                                       | Ростов-на-Дону |
| 20:30 MSK | Голенков 19′ · Мелёхин 31′ · Кучаев 57' · Щетинин 75' | протокол матча (РФС) отчёт (Спартак) обзор матча | 41' Зорин · 55′ Мартинс · 85' Умяров · 90+2' Маркиньос | Стадион: «Ростов Арена» Зрителей: 26 990 Судья: Сергей Карасёв (Москва) Помощники судьи: Максим Гаврилин (Владимир), Алексей Ермилов (Москва) Видеопомощник судьи (VAR): Виталий Мешков (Дмитров) Ассистент видеопомощника судьи (AVAR): Евгений Кукуляк (Калуга) Резервный судья: Анатолий Жабченко (Краснодар) Игрок матча: Егор Голенков («Ростов») |
| Ростов (Ростов-на-Дону): Ятимов, Вахания (Лангович, 46), Сако, Мелёхин, Жбанов, Кучаев (Осипенко, 66), Глебов (Комаров, 66), Щетинин, Сутормин (Мохеби, 84), Байрамян, Голенков (Комличенко, 66). Запасные: Одоевский, Ханкич, Е. Чернов, Г. Игнатов, Шанталий, Роналдо, Саравия. Главный тренер: Валерий Георгиевич Карпин. Спартак (Москва): Селихов , Денисов, Литвинов, Абена, Хлусевич (Маркиньос, 46), Мартинс, Пруцев (Барко, 46), Зорин (Умяров, 46), Медина (Виллиан Жозе, 78), Мангаш, Николсон (Угальде, 46). Запасные: Максименко, Дуарте, Гузиев, Зобнин, Зиньковский, М. Игнатов. Главный тренер: Деян Станкович. |                                                       |                                                  |                                                        | |

### 1/4 финала (нижняя сетка плей-офф)
| 12 марта 2025 Второй | Акрон (Тольятти)              | 2:3 (0:2)                                        | Спартак (Москва)                | Самара |
| 16:00 MSK | Эсанов 58′ (пен.) · Дзюба 70′ | протокол матча (РФС) отчёт (Спартак) обзор матча | 17′, 59′ Мартинс · 20′ Бонгонда | Стадион: «Солидарность Самара Арена» Зрителей: 2960 Судья: Артём Чистяков (Азов) Помощники судьи: Андрей Образко (Ставрополь), Алексей Ширяев (Ставрополь) Видеопомощник судьи (VAR): Павел Шадыханов (Москва) Ассистент видеопомощника судьи (AVAR): Сергей Цыганок (Владивосток) Резервный судья: Ранэль Зияков (Набережные Челны) Игрок матча: Кристофер Мартинс («Спартак») |
| Акрон (Тольятти): Волков , Бардыбахин, Эсковал (Неделчару, 46), Пауло Витор, Бокоев, Эсанов (Лончар, 60), Москвичёв, Галоян, Хубулов (Данилин, 46), Дмитриев (Пестряков, 46), Грибов (Дзюба, 60). Запасные: Нагаев, Тереховский, Фернандес, Соловьёв, Джурасович, Савичев, Болдырев. Главный тренер: Заур Эдуардович Тедеев. Спартак (Москва): Максименко, Денисов, Дуарте, Литвинов, Рябчук (Маркиньос, 75), Мартинс (Медина, 64), Пруцев, Зобнин , Бонгонда (Мангаш, 64), Солари (Барко, 75), Гарсия (Бабич, 89). Запасные: Помазун, Довбня, Чернов, Абена, Игнатов, Хлусевич, Угальде. Главный тренер: Ненад Сакич. |                               |                                                  |                                 | |

### 1/2 финала (нижняя сетка плей-офф)
| 15 апреля 2025 Первый | Спартак (Москва)                              | 3:0 (3:0)                                        | Урал (Екатеринбург)                          | Москва |
| 20:30 MSK | Мартинс 6′ · Маркиньос 28′ · Барко 40′ (пен.) | протокол матча (РФС) отчёт (Спартак) обзор матча | 35' Морозов · 42' Малькевич · 64' Сунгатулин | Стадион: «Лукойл Арена» Зрителей: 26 103 Судья: Евгений Кукуляк (Калуга) Помощники судьи: Дмитрий Мосякин (Москва), Дмитрий Семёнов (Петрозаводск) Видеопомощник судьи (VAR): Артём Любимов (Санкт-Петербург) Ассистент видеопомощника судьи (AVAR): Алексей Амелин (Тула) Резервный судья: Егор Егоров (Нижний Новгород) Игрок матча: Маркиньос («Спартак») |
| Спартак (Москва): Максименко , Денисов, Литвинов, Бабич, Рябчук, Мартинс (Зобнин, 46), Умяров (Пруцев, 77), Барко (Чернов, 77), Бонгонда (Гарсия, 64), Маркиньос (Солари, 64), Угальде. Запасные: Помазун, Довбня, Абена, Мангаш, Игнатов, Хлусевич, Массалыга. Главный тренер: Деян Станкович. Урал (Екатеринбург): Щербицкий, Маргасов, Ар. Мамин, Бегич (Сунгатулин, 46), Малькевич (Бессмертный, 46), Чудин, Аюпов, Мосин (Ишков, 46), Егорычев (Железнов, 66), Морозов, Воронов (Марков, 58). Запасные: Ал. Мамин, Бевеев, Итало, Бондарев, Секулич. Главный тренер: Сергей Александрович Томаров. |                                               |                                                  |                                              | |

| 29 апреля 2025 Второй | Спартак (Москва)                                      | 2:1 (1:1)                                        | Динамо (Москва)                                                 | Москва |
| 20:30 MSK | Мартинс 11' · Маркиньос 14′ · Гарсия 50′ · Рябчук 83' | протокол матча (РФС) отчёт (Спартак) обзор матча | 9' Фернандес · 20′ (авт.) Денисов · 25' Касерес · 68' Бальбуэна | Стадион: «Лукойл Арена» Зрителей: 31 195 Судья: Павел Кукуян (Сочи) Помощники судьи: Рустам Мухтаров (Петрозаводск), Алексей Стипиди (Краснодар) Видеопомощник судьи (VAR): Виталий Мешков (Дмитров) Ассистент видеопомощника судьи (AVAR): Алексей Амелин (Тула) Резервный судья: Ранэль Зияков (Набережные Челны) Игрок матча: Маркиньос («Спартак») |
| Спартак (Москва): Лунёв, Касерес, Бальбуэна , Маричаль, Фернандес, Глебов, Чавес, Гладышев, Фомин (Нгамалё, 64), Битело (Макаров, 85), Карраскаль. Запасные: Лещук, Кудравец, Даса, Скопинцев, Кутицкий, Лаксальт, Окишор, Александров, Боков. Главный тренер: Марцел Личка. Динамо (Москва): Максименко , Денисов (Зобнин, 85), Литвинов, Бабич, Рябчук, Мартинс (Пруцев, 78), Умяров, Барко, Маркиньос, Гарсия (Солари, 85), Угальде (Бонгонда, 62). Запасные: Помазун, Чернов, Абена, Мангаш, Дуарте, Игнатов, Хлусевич, Массалыга. Главный тренер: Деян Станкович. |                                                       |                                                  |                                                                 | |

### Финал (нижняя сетка плей-офф)
| 15 мая 2025 Финал | Спартак (Москва)                                        | 1:2 (0:1)                                        | Ростов (Ростов-на-Дону)                                                                             | Москва |
| 20:00 MSK | Угальде 47' 84' · Гарсия 76′ · Бабич 90' · Умяров 90+5' | протокол матча (РФС) отчёт (Спартак) обзор матча | 13' Г. Игнатов · 31′ (авт.) Максименко · 69' Комаров · 78′ Комличенко · 90' Байрамян · 90+3' Ятимов | Стадион: «Лукойл Арена» Зрителей: 36 085 Судья: Кирилл Левников (Санкт-Петербург) Помощники судьи: Дмитрий Ермаков (Санкт-Петербург), Андрей Веретёшкин (Санкт-Петербург) Видеопомощник судьи (VAR): Василий Казарцев (Санкт-Петербург) Ассистент видеопомощника судьи (AVAR): Андрей Фисенко (Владивосток) Резервный судья: Ян Бобровский (Санкт-Петербург) Игрок матча: Рустам Ятимов («Ростов») |
| Спартак (Москва): Максименко , Денисов (Солари, 64), Литвинов, Бабич, Рябчук, Мартинс (Бонгонда, 81), Умяров, Барко, Гарсия, Маркиньос, Угальде. Запасные: Помазун, Чернов, Абена, Мангаш, Дуарте, Зобнин, Медина, М. Игнатов, Пруцев, Хлусевич. Главный тренер: Деян Станкович. Ростов (Ростов-на-Дону): Ятимов, Вахания, Сако, Осипенко, Г. Игнатов (Лангович, 46), Щетинин (Байрамян, 73), Шанталий (Мелёхин, 82), Комаров, Роналдо, Голенков (Сутормин, 61), Комличенко . Запасные: Одоевский, Поярков, Жбанов, Бабакин, Колтаков, Шамонин, Радченко, Титов. Главный тренер: Джонатан Альба. |                                                         |                                                  | | |

## Молодёжная футбольная лига (молодёжная команда)

### Статистика выступлений
| Итого | Итого | Итого | Итого | Итого | Итого | Итого | Итого | Дома | Дома | Дома | Дома | Дома | Дома | На выезде | На выезде | На выезде | На выезде | На выезде | На выезде |
| И     | О     | В     | Н     | П     | МЗ    | МП    | РМ    | В    | Н    | П    | МЗ   | МП   | РМ   | В         | Н         | П         | МЗ        | МП        | РМ        |
| ----- | ----- | ----- | ----- | ----- | ----- | ----- | ----- | ---- | ---- | ---- | ---- | ---- | ---- | --------- | --------- | --------- | --------- | --------- | --------- |
| 18    | 30    | 9     | 3     | 6     | 21    | 14    | +7    | 5    | 1    | 3    | 7    | 6    | +1   | 4         | 2         | 3         | 14        | 8         | +6        |

### Результаты по турам
| Тур   | 01 | 02 | 03 | 04 | 05 | 06 | 07 | 08 | 09 | 10 | 11 | 12 | 13 | 14 | 15 | 16 | 17 | 18 | 19 | 20 | 21 | 22 | 23 | 24 | 25 | 26 | 27 | 28 | 29 | 30 |
| ----- | -- | -- | -- | -- | -- | -- | -- | -- | -- | -- | -- | -- | -- | -- | -- | -- | -- | -- | -- | -- | -- | -- | -- | -- | -- | -- | -- | -- | -- | -- |
| Поле  | Д  | В  | Д  | В  | Д  | В  | Д  | Д  | В  | Д  | В  | Д  | В  | В  | Д  | В  | Д  | В  | Д  | В  | Д  | В  | В  | Д  | В  | Д  | В  | Д  | В  | Д  |
| Итог  | В  | П  | В  | Н  | П  | В  | В  | П  | В  | П  | П  | В  | В  | В  | В  | Н  | Н  | П  |    |    |    |    |    |    |    |    |    |    |    |    |
| Место | 3  | 8  | 5  | 6  | 8  | 5  | 5  | 6  | 5  | 6  | 6  | 6  | 6  | 6  | 6  | 6  | 6  | 6  |    |    |    |    |    |    |    |    |    |    |    |    |

Последнее обновление: 8 августа 2025 года.
Источник: Таблица молодёжной футбольной лиги

Поле: Д = дома; В = на выезде. Итог: Н = ничья; П = команда проиграла; В = команда выиграла; О = матч отложен.

### Матчи (дивизион А)
| 7 марта 2025 1-й тур | Спартак U-19 (Москва) | 1:0 (1:0)                            | Рубин U-19 (Казань) | Москва                                                                          |
| 15:00 MSK | Кочанов 43′           | протокол матча (МФЛ) отчёт (Спартак) |                     | Стадион: «Спартак» им. Черенкова Зрителей: 191 Судья: Станислав Бращин (Рязань) |
| Спартак U-19 (Москва): Пичиенко, Сечкин, М. Кузнецов , Дергач, Мельников, Аллахвердиев (Высоченко, 80), Пелевин (Макаров, 72), Кочанов (Сорокин, 72), Трофимов (Массалыга, 61), Чушкин (Шопин, 68), Рыков (Житников, 78). Запасные: Джураев, Лукин, Добродицкий, Макаров, Кобелев, Комельков, Кондояниди. Главный тренер: Игорь Викторович Рябов. Рубин U-19 (Казань): Мышев, Калмурзин, Сергеев, Богомолов, Каблучков (Киселенко, 68), Горностаев (Хайруллин, 34), Сайфутдинов (Галеев, 68), Толстов, Шевяков ( Гайнуллин, 90), Золотарёв (Шатохин, 85), Гумеров (Е. Кузнецов, 78). Запасной: Щепанский. Главный тренер: Айдар Мансурович Яруллин. |                       |                                      |                     |                                                                                 |

| 14 марта 2025 2-й тур | Локомотив U-19 (Москва) | 1:0 (0:0)                            | Спартак U-19 (Москва) | Москва                                                               |
| 17:00 MSK | Данилов 89′             | протокол матча (МФЛ) отчёт (Спартак) |                       | Стадион: «Сапсан Арена» Зрителей: 384 Судья: Николай Зеленин (Пермь) |
| Локомотив U-19 (Москва): Шейко, Волков, Сёмин, Захаржевский, Чевардин (Кардов, 73), Топинка (Бондарь, 59), Еремеев, Гердт, Лыков (Ведерников, 37), Данилов, Морозов (Белотелов, 90). Запасные: Нужа, Дементьев, Ковтун, Никиема, Пелипенко, Пилишвили, Степанов, Трайгель. Главный тренер: Дмитрий Валерьевич Хохлов. Спартак U-19 (Москва): Пичиенко, Сечкин, Кузнецов , Дергач, Мельников, Высоченко, Макаров, Кочанов (Комельков, 76), Пелевин (Трофимов, 72), Чушкин (Кондояниди, 72), Рыков (Житников, 89). Запасные: Лукин, Прохоров, Гапеев, Добродицкий, Сорокин, Хэдрик, Шопи. Главный тренер: Игорь Викторович Рябов. |                         |                                      |                       |                                                                      |

| 28 марта 2025 3-й тур | Спартак U-19 (Москва) | 1:0 (0:0)                            | Пари Нижний Новгород U-19 | Москва                                                                         |
| 17:00 MSK | Сечкин 84′            | протокол матча (МФЛ) отчёт (Спартак) |                           | Стадион: «Спартак» им. Черенкова Зрителей: 206 Судья: Павел Мылтусов (Барнаул) |
| Спартак U-19 (Москва): Пичиенко, Сечкин, Кузнецов , Гапеев, Добродицкий, Высоченко, Пелевин, Сорокин (Трофимов, 74), Кондояниди (Макаров, 63), Чушкин (Шопин, 90), Рыков. Запасные: Джураев, Лукин, Дергач, Мельников, Кобелев, Комельков. Главный тренер: Игорь Викторович Рябов. Пари Нижний Новгород U-19: Кошкин, Биджилов (Медвикус, 56), Бреславцев, Заботкин, Закеров (Садеков, 60), Малозёмов (Царьков, 88), Осин (Арсений Арт. Ефремов, 37), Чалаев, Чикуров (Фёдоров, 56), Чистяков, Чупрунов (Арсений Ал. Ефремов, 75). Запасные: Саврасов, Агасиев. Главный тренер: Александр Маркович Вингарт. |                       |                                      |                           |                                                                                |

| 4 апреля 2025 4-й тур | Сочи U-19   | 1:1 (1:0)                            | Спартак U-19 (Москва) | Адлер                                                                                     |
| 17:00 MSK | Покидин 21′ | протокол матча (МФЛ) отчёт (Спартак) | 46′ Дергач            | Стадион: Академия ФК «Сочи», поле № 6 Зрителей: 200 Судья: Евгений Логвиненко (Краснодар) |
| Сочи U-19: Силёв, Нуретдинов (Малиновский, 90), Ткачёв, Кузьменко , Волков (Карпов, 90), Гамалян (Амирханян, 76), Домославский, Мударов (Шмелёв, 64), Покидин (Тимофеев,64), Хачикян (Ахримов, 69), Саласин (Сыроватский, 58). Запасной: Лантрат. Главный тренер: Сандро Ахрикович Цвейба. Спартак U-19 (Москва): Пичиенко, Сечкин, Кузнецов , Дергач, Мельников, Высоченко, Макаров (Сорокин, 62), Кочанов, Пелевин (Шопин, 74), Чушкин, Рыков (Кондояниди, 80). Запасные: Лукин, Аллахвердиев, Кобелев, Трофимов. Главный тренер: Игорь Викторович Рябов. |             |                                      |                       |                                                                                           |

| 11 апреля 2025 5-й тур | Спартак U-19 (Москва) | 0:1 (0:1)                            | Зенит U-19 (Санкт-Петербург) | Москва                                                                                |
| 13:00 MSK |                       | протокол матча (МФЛ) отчёт (Спартак) | 41′ (пен.) Шилов             | Стадион: «Спартак» им. Черенкова Зрителей: 119 Судья: Павел Клипиков (Новочебоксарск) |
| Спартак U-19 (Москва): Пичиенко, Сечкин, Кузнецов , Дергач, Мельников, Аллахвердиев (Пелевин, 66), Высоченко, Кочанов, Массалыга, Чушкин (Сорокин, 76), Рыков. Запасные: Джураев, Лукин, Долбиев, Кобелев, Комельков, Кондояниди, Макаров, Трофимов, Шопин. Главный тренер: Игорь Викторович Рябов. Зенит U-19 (Санкт-Петербург): Зайцев, Карелин, Дубинин , Шумихин, Бусалаев, Гущин, Шилов, Ан. Касаджиков (Гагиев, 77), Лукиян (Прощалыкин, 76), Кондаков (Ива, 90), Кошевич (Захаров, 60). Запасные: Митяев, Вавилов, Ал. Касаджиков, Красников, Шевченко. Главный тренер: Александр Николаевич Селенков. |                       |                                      |                              |                                                                                       |

| 18 апреля 2025 6-й тур | Урал U-19 (Екатеринбург) | 0:4 (0:2)                            | Спартак U-19 (Москва)                               | Екатеринбург                                                             |
| 13:00 MSK |                          | протокол матча (МФЛ) отчёт (Спартак) | 31′ Пелевин · 40′ Кочанов · 50′ Чушкин · 71′ Дергач | Стадион: Академия ФК «Урал» Зрителей: 84 Судья: Марсель Гаджиев (Самара) |
| Урал U-19 (Екатеринбург): Бикмухаметов, Байбенков (В. Кузнецов, 63), Баранов (Ендальцев, 83), Бах (Арабачян, 71), Галкин, Зарубин (Саркисян, 46), Казанцев (Дикарёв, 71), Ковреченков (Ахмедьянов, 46), Рыжков, Хайнецкий , Ханов (Метин, 60). Запасные: Барнатович, Соколов, Фотиев, Фотин, Холодов. Главный тренер: Михаил Михайлович Галимов. Спартак U-19 (Москва): Джураев (Лукин, 85), Сечкин, М. Кузнецов , Дергач, Мельников (Трофимов, 76), Высоченко (Аллахвердиев, 79), Пелевин (Кобелев, 73), Кочанов (Сорокин, 75), Рыков, Чушкин (Кондояниди, 79), Фролов (Шопин, 69). Главный тренер: Игорь Викторович Рябов. |                          |                                      |                                                     |                                                                          |

| 25 апреля 2025 7-й тур | Спартак U-19 (Москва)       | 2:1 (0:1)                            | Балтика U-19 (Калининград) | Москва                                                                           |
| 17:00 MSK | Сорокин 86′ · Пелевин 90+1′ | протокол матча (МФЛ) отчёт (Спартак) | 23′ Толочко                | Стадион: «Спартак» им. Черенкова Зрителей: 93 Судья: Александр Кудряшов (Казань) |
| Спартак U-19 (Москва): Пичиенко, Сечкин, Дергач, Кузнецов (Рожков, 46), Мельников, Высоченко, Пелевин, Кочанов, Рыков (Кондояниди, 81), Чушкин (Шопин, 77), Фролов (Сорокин, 71). Запасные: Джураев, Лукин, Аллахвердиев, Долбиев, Кобелев, Трофимов. Главный тренер: Игорь Викторович Рябов. Балтика U-19 (Калининград): Гаврилов, Банный (Т. Исмаилов, 81), Кондратюк, Макаров (М. Исмаилов, 58), Мамедов, Передерий (Русаков, 90), Салихов (Ромашин, 33), Сафонов, Степанов (Гринько, 84), Толочко (Исаченко, 62), Чамеев . Запасной: Рыбинцев. Главный тренер: Владимир Михайлович Усин. |                             |                                      |                            |                                                                                  |

| 2 мая 2025 8-й тур | Спартак U-19 (Москва) | 0:1 (0:0)                            | Краснодар U-19 | Москва                                                                          |
| 17:00 MSK |                       | протокол матча (МФЛ) отчёт (Спартак) | 70′ Сидоренко  | Стадион: «Спартак» им. Черенкова Зрителей: 169 Судья: Станислав Бращин (Рязань) |
| Спартак U-19 (Москва): Пичиенко, Добродицкий, Гапеев, Рожков, Мельников, Высоченко , Пелевин, Кочанов (Фролов, 88), Массалыга, Дятлов (Чушкин, 46), Сорокин (Рыков, 72). Запасные: Джураев, Лукин, Аллахвердиев, Дергач, Кондояниди, Кузнецов, Сечкин, Шопин. Главный тренер: Игорь Викторович Рябов. Краснодар U-19: Ладоха, Хмарин, Эскеров, Карташов , Кузьменко, Мамедов, Гуренко (Сидоренко, 43), Голубков, Соснихин (Пугачевский, 68; Кулаев, 90), Гвенетадзе (Богданец, 71), Мукаилов. Запасные: Федько, Лазарев, Мацола. Главный тренер: Андрей Иванович Отюцкий. |                       |                                      |                |                                                                                 |

| 9 мая 2025 9-й тур | Ахмат U-19 (Грозный) | 0:2 (0:2)                            | Спартак U-19 (Москва)      | Грозный                                                                                    |
| 15:00 MSK |                      | протокол матча (МФЛ) отчёт (Спартак) | 18′ Массалыга · 42′ Сечкин | Стадион: Стадион имени Султана Билимханова Зрителей: 70 Судья: Евгений Седов (Калининград) |
| Ахмат U-19 (Грозный): Луговой, Байсуркаев (Асланбеков, 30), Ташаев, Кушнараев, Алборов, Межиев (Нуркаев, 43; Гациев, 89), Тарамов (Саралиев, 55), Бобрицкий, Кошлатый (Байтиев, 77), Вацуев (Пшихачев, 38), Дидаев (Эльбердов, 37). Запасные: Цулая, Музыкашвили, Бибулатов, Каимов. Главный тренер: Иса Абдулжалилович Байтиев. Спартак U-19 (Москва): Лукин, Сечкин, Кузнецов , Дергач, Мельников, Высоченко (Носачёв, 46), Пелевин (Аллахвердиев, 66), Кочанов (Кондояниди, 75), Массалыга (Рыков, 77), Шопин (Чушкин, 62), Сорокин (Фролов, 72). Запасной: Джураев. Главный тренер: Игорь Викторович Рябов. |                      |                                      |                            |                                                                                            |

| 16 мая 2025 10-й тур | Спартак U-19 (Москва) | 1:3 (1:1)                            | Ростов U-19 (Ростов-на-Дону)  | Москва                                                                                |
| 15:00 MSK | Сорокин 14′           | протокол матча (МФЛ) отчёт (Спартак) | 36′ Шевченко · 52′, 90′ Титов | Стадион: «Спартак» им. Черенкова Зрителей: 85 Судья: Сергей Губанов (Санкт-Петербург) |
| Спартак U-19 (Москва): Лукин, Добродицкий (Сечкин, 46), Дергач, Рожков (Кузнецов, 46), Мельников, Кобылин (Носачёв, 69), Кочанов (Рыков, 78), Криушичев (Пелевин, 46) Массалыга (Чушкин, 78), Дятлов (Шопин, 69), Сорокин. Запасные: Джураев, Аллахвердиев, Житников, Кондояниди, Макаров. Главный тренер: Игорь Викторович Рябов. Ростов U-19 (Ростов-на-Дону): Михеев, Амосов, Бабакин (Баранов, 46), Бондарь (Михайлов, 82), Грозовский (Суглобов, 46), Меликов (Тутов, 63), Радченко (Тверитнёв, 46), Соколов (Авдеев, 80), Титов, Шубин (Хухровский, 92), Шевченко. Запасные: Лисицын, Аскаров, Заригин, Карташов, Ливаднов. Главный тренер: Антон Николаевич Лазуткин. |                       |                                      |                               |                                                                                       |

| 20 июня 2025 11-й тур | Динамо U-19 (Москва) | 1:0 (0:0)                            | Спартак U-19 (Москва) | Химки                                                      |
| 19:00 MSK | Юрин 57′             | протокол матча (МФЛ) отчёт (Спартак) |                       | Стадион: «Новогорск-Динамо» Судья: Василий Смирнов (Химки) |
| Динамо U-19 (Москва): Д. Кузнецов, Кудрявцев, Авраменко , Богомолов, Хвалько (Заварзин, 90), Купалов (Сазонов, 82), Гулин (Гордеев, 72), Тушич (Дёмушкин, 65), Фарафонов (Ратников, 88), Сироткин, (Юрин, 46), Босов (Потапов, 73). Запасные: Темиров, Тронь. Главный тренер: Павел Витальевич Фигон. Спартак U-19 (Москва): Пичиенко, Сечкин (Кондояниди, 85), Гапеев (Дергач, 46), Рожков (М. Кузнецов, 61), Мельников, Высоченко , Кочанов, Криушичев (Пелевин, 46), Массалыга (Шопин, 63), Дятлов (Чушкин, 61), Сорокин (Рыков, 73). Запасные: Лукин, Носачёв, Трофимов, Аллахвердиев, Кобелев. Главный тренер: Игорь Викторович Рябов. |                      |                                      |                       |                                                            |

| 27 июня 2025 12-й тур | Спартак U-19 (Москва) | 1:0 (1:0)                            | Факел U-19 (Воронеж) | Москва                                                                         |
| 17:00 MSK | Чушкин 21′            | протокол матча (МФЛ) отчёт (Спартак) |                      | Стадион: «Спартак» им. Черенкова Зрителей: 130 Судья: Платон Платонов (Казань) |
| Спартак U-19 (Москва): Пичиенко, Носачёв, Дергач, Рожков (Кузнецов, 46), Мельников, Высоченко , Кондояниди (Пелевин, 54), Сорокин (Кобелев, 84), Шопин (Житников, 74), Чушкин, Рыков (Фролов, 60). Запасные: Джураев, Прохоров, Долбиев, Трофимов, Хэдрик, Макаров, Кочанов. Главный тренер: Игорь Викторович Рябов. Факел U-19 (Воронеж): Шестопалов, Беляев, Доля (Далакянц, 71), Нестеров (Чехобах, 71), Паткович (Матвейчук, 76), Попов (Евдокимов, 67), Свирин, Сизинцев, Филонов, Черноморец, Чихрадзе. Запасные: Сикорский, Тобоев, Элезян. Главный тренер: Алексей Васильевич Ребко. |                       |                                      |                      |                                                                                |

| 4 июля 2025 13-й тур | Акрон — Академия Коноплёва U-19 (Тольятти) | 1:3 (1:1)                            | Спартак U-19 (Москва)                    | Самара                                                           |
| 15:00 MSK | Санталов 16′ (пен.)                        | протокол матча (МФЛ) отчёт (Спартак) | 34′ Кондояниди · 48′ Кобелев · 51′ Шопин | Стадион: «Металлург» Зрителей: 50 Судья: Николай Зеленин (Пермь) |
| Акрон — Академия Коноплёва U-19 (Тольятти): Безрогов, Хаметов, Латыпов, Мартиросян, Мамашев, Санталов , Бажухин (Поляков, 80), Доброродов (Рыжков, 56), Габлия (Люшин, 56), Куляхтин (Сагдеев, 64), Войтенко (Челышев, 56). Запасные: Враницын, Некрасов, Леонтьев. Главный тренер: Рамиль Газинурович Зябиров. Спартак U-19 (Москва): Пичиенко, Мельников (Трофимов, 81), Кузнецов , Носачёв, Кобелев, Высоченко, Пелевин (Кочанов, 73), Кондояниди (Фролов, 84), Чушкин, Шопин (Рыков, 78), Сорокин (Макаров, 89). Запасные: Лукин, Долбиев. Главный тренер: Игорь Викторович Рябов. |                                            |                                      |                                          |                                                                  |

| 11 июля 2025 14-й тур | Крылья Советов U-19 (Самара)    | 2:3 (0:2)                            | Спартак U-19 (Москва)                   | Самара                                                                |
| 17:00 MSK | М. Борисов 49′ · Е. Борисов 76′ | протокол матча (МФЛ) отчёт (Спартак) | 8′ Чушкин · 23′ Сорокин · 90+2′ Кочанов | Стадион: «Металлург» Зрителей: 185 Судья: Данил Соболев (Новосибирск) |
| Крылья Советов U-19 (Самара): Осадчий, Азбукин (Бодров, 30), Базыгин (Е. Борисов, 73), М. Борисов, Волков, Дягтерёв (Буреев, 73), Кобыльсков, Марулин (Ерескин, 66), Рябцев (Пенин, 46), Самедов (Воробьёв, 68), Черкасов . Запасные: Осипов, Недоспалов, Грищенко, Политов. Главный тренер: Антон Анатольевич Бобёр. Спартак U-19 (Москва): Лукин, Кобелев, Гапеев (Долбиев, 83), Носачёв, Мельников (Трофимов, 88), Макаров, Пелевин (Кочанов, 57), Кондояниди, Шопин (Рыков, 78), Чушкин (Житников, 88), Сорокин (Фролов, 78). Запасной: Пичиенко. Главный тренер: Игорь Викторович Рябов. |                                 |                                      |                                         |                                                                       |

| 18 июля 2025 15-й тур | Спартак U-19 (Москва) | 1:0 (1:0)                            | ЦСКА U-19 (Москва) | Москва                                                                           |
| 19:00 MSK | Рыков 44′             | протокол матча (МФЛ) отчёт (Спартак) |                    | Стадион: «Спартак» им. Черенкова Зрителей: 1295 Судья: Тимофей Черняков (Москва) |
| Спартак U-19 (Москва): Лукин, Носачёв (Сечкин, 83), Кузнецов , Рожков, Мельников, Высоченко, Кондояниди (Кобылин, 67), Сорокин, Шопин (Дятлов, 74), Чушкин (Житников, 86), Рыков (Фролов, 78). Запасные: Пичиенко, Добродицкий, Кобелев, Аллахвердиев, Пелевин, Трофимов, Макаров. Главный тренер: Игорь Викторович Рябов. ЦСКА U-19 (Москва): Баровский, Ананьев, Бадмаев, Бондаренко (Пономарчук, 46), Данилов, Маврин (Филюшин, 46), Марков (Фиров, 59), Николаев (Хужахметов, 67), Савин (Челнов, 85), Сванссон , Сериков (Гриневич, 82). Запасной: Маракулин. Главный тренер: Дмитрий Игоревич Игдисамов. |                       |                                      |                    |                                                                                  |

| 25 июля 2025 16-й тур | Рубин U-19 (Казань) | 0:0 (0:0)                            | Спартак U-19 (Москва) | Казань                                                                      |
| 15:00 MSK |                     | протокол матча (МФЛ) отчёт (Спартак) |                       | Стадион: «Трудовые резервы» Зрителей: 80 Судья: Юрий Губа (Санкт-Петербург) |
| Рубин U-19 (Казань): Мышев, Киселенко, Балясников , Богомолов, Кудрявцев, Линючев (Гайнулин, 81), Сайфутдинов, Толстов, Шевяков (Хайруллин, 42), Шатохин (Гумеров, 45), Золотарёв. Запасные: Старцев, Закиров, Кузнецов, Скатов, Идиятуллин, Калмурзин, Галеев, Горностаев. Главный тренер: Айдар Мансурович Яруллин. Спартак U-19 (Москва): Пичиенко, Сечкин, Рожков , Ромась, Добродицкий, Макаров (Парфёнов, 68), Кобелев (Аллахвердиев, 60), Кондояниди, Трофимов (Макушенко, 55), Житников (Хэдрик, 85), Фролов. Запасные: Прохоров, Лукин, Серов. Главный тренер: Игорь Викторович Рябов. |                     |                                      |                       |                                                                             |

| 1 августа 2025 17-й тур | Спартак U-19 (Москва) | 0:0 (0:0)                            | Локомотив U-19 (Москва) | Москва                                                                        |
| 19:00 MSK |                       | протокол матча (МФЛ) отчёт (Спартак) |                         | Стадион: «Спартак» им. Черенкова Зрителей: 407 Судья: Николай Зеленин (Пермь) |
| Спартак U-19 (Москва): Пичиенко, Сечкин, Ромась, Рожков , Добродицкий, Кобылин, Кобелев (Макаров, 90), Аллахвердиев (Житников, 74), Шопин (Трофимов, 64), Дятлов (Хэдрик, 90), Кондояниди. Запасные: Джураев, Прохоров, Парфёнов, Долбиев. Главный тренер: Игорь Викторович Рябов. Локомотив U-19 (Москва): Шейко, Ведерников, Данилов, Дементьев (Бондарь, 75), Еремеев, Захаржевский, Никиема (Атипов, 46), Пилишвили, Сёмин, Цыбров, Чевардин (Самороковский, 90). Запасные: Копничев, Нужа, Берлов, Кардов, Лыков, Степанов. Главный тренер: Дмитрий Валерьевич Хохлов. |                       |                                      |                         |                                                                               |

| 8 августа 2025 18-й тур | Пари Нижний Новгород U-19 | 2:1 (1:0)                            | Спартак U-19 (Москва) | Нижний Новгород                                                    |
| 17:00 MSK | Фёдоров 33′, 49′          | протокол матча (МФЛ) отчёт (Спартак) | 74′ Кондояниди        | Стадион: «Локомотив» Зрителей: 217 Судья: Платон Платонов (Казань) |
| Пари Нижний Новгород U-19: Кошкин, Медвикус, Чалаев, Чистяков (Агасиев, 80), Заботкин, Закеров, Арсений Ал. Ефремов (Арсений Арт. Ефремов, 79), Беляев (Луцков, 79), Фёдоров (Чупрунов, 72), Бреславцев, Малозёмов . Запасные: Саврасов, Додух, Царьков, Сухов, Груздев, Садеков. Главный тренер: Александр Маркович Вингарт. Спартак U-19 (Москва): Лукин, Сечкин, Кузнецов (Серов, 46), Ромась, Добродицкий, Кобылин (Макаров, 69), Кобелев (Долбиев, 90), Кондояниди, Дятлов (Аллахвердиев, 69), Солопов (Парфёнов, 46), Житников (Трофимов, 69). Запасные: Джураев, Дергач. Главный тренер: Игорь Викторович Рябов. |                           |                                      |                       |                                                                    |

| 15 августа 2025 19-й тур | Спартак U-19 (Москва) | –:–                  | Сочи U-19 | Москва                           |
| 17:00 MSK                |                       | протокол матча (МФЛ) |           | Стадион: «Спартак» им. Черенкова |

| 22 августа 2025 20-й тур | Зенит U-19 (Санкт-Петербург) | –:–                  | Спартак U-19 (Москва) | Санкт-Петербург             |
|                          |                              | протокол матча (МФЛ) |                       | Стадион: «Смена» (поле № 5) |

| 29 августа 2025 21-й тур | Спартак U-19 (Москва) | –:–                  | Урал U-19 (Екатеринбург) | Москва                           |
|                          |                       | протокол матча (МФЛ) |                          | Стадион: «Спартак» им. Черенкова |

| 12 сентября 2025 22-й тур | Балтика U-19 (Калининград) | –:–                  | Спартак U-19 (Москва) | Калининград        |
|                           |                            | протокол матча (МФЛ) |                       | Стадион: «Балтика» |

| 19 сентября 2025 23-й тур | Краснодар U-19 | –:–                  | Спартак U-19 (Москва) | Краснодар                                |
|                           |                | протокол матча (МФЛ) |                       | Стадион: Стадион академии ФК «Краснодар» |

| 26 сентября 2025 24-й тур | Спартак U-19 (Москва) | –:–                  | Ахмат U-19 (Грозный) | Москва                           |
|                           |                       | протокол матча (МФЛ) |                      | Стадион: «Спартак» им. Черенкова |

| 3 октября 2025 25-й тур | Ростов U-19 (Ростов-на-Дону) | –:–                  | Спартак U-19 (Москва) | Ростов-на-Дону                    |
|                         |                              | протокол матча (МФЛ) |                       | Стадион: «Олимп» им. Понедельника |

| 17 октября 2025 26-й тур | Спартак U-19 (Москва) | –:–                  | Динамо U-19 (Москва) | Москва                           |
|                          |                       | протокол матча (МФЛ) |                      | Стадион: «Спартак» им. Черенкова |

| 24 октября 2025 27-й тур | Факел U-19 (Воронеж) | –:–                  | Спартак U-19 (Москва) | Воронеж              |
|                          |                      | протокол матча (МФЛ) |                       | Стадион: «Локомотив» |

| 31 октября 2025 28-й тур | Спартак U-19 (Москва) | –:–                  | Акрон — Академия Коноплёва U-19 (Тольятти) | Москва                           |
|                          |                       | протокол матча (МФЛ) |                                            | Стадион: «Спартак» им. Черенкова |

| 7 ноября 2025 29-й тур | ЦСКА U-19 (Москва) | –:–                  | Спартак U-19 (Москва) | Москва             |
|                        |                    | протокол матча (МФЛ) |                       | Стадион: «Октябрь» |

| 21 ноября 2025 30-й тур | Спартак U-19 (Москва) | –:–                  | Крылья Советов (Самара) | Москва                           |
|                         |                       | протокол матча (МФЛ) |                         | Стадион: «Спартак» им. Черенкова |

### Комментарии
1. 1 2  Изначально матч 5-го тура между командами должен был пройти в Воронеже на стадионе «Факел». Однако в связи с решением администрации Воронежской области о проведении всех спортивных мероприятий без зрителей, «Факел» обратился в Российскую премьер-лигу с предложением об обмене домашними матчами со «Спартаком». Клуб и РПЛ поддержали эту инициативу, поэтому игра 5-го тура между этими командами пройдёт в Москве на «Лукойл Арене», а матч 27-го тура, изначально планировавшийся в Москве, будет проведён в Воронеже на стадионе «Факел»[226][227].
2. ↑  Главный тренер «Пари НН» Виктор Гончаренко был дисквалифицирован на 1 матч после игры с «Ростовом», таким образом командой руководил ассистент главного тренера Александр Ермакович.
3. ↑  Главный тренер «Спартака» Деян Станкович пропускал матч из-за перебора жёлтых карточек, таким образом командой руководил ассистент главного тренера Вадим Романов.
4. ↑  Главный тренер «Спартака» Деян Станкович был удалён в матче с московским «Динамо» и дисквалифицирован на 1 матч, таким образом командой руководил ассистент главного тренера Ненад Сакич.
5. ↑  Главный тренер «Спартака» Деян Станкович пропускал матч из-за перебора жёлтых карточек, таким образом командой руководил ассистент главного тренера Ненад Сакич.